# Liste der Biografien/Ob
Liste der Biografien |
Portal Biografien |
Personensuche
# |
A |
B |
C |
D |
E |
F |
G |
H |
I |
J |
K |
L |
M |
N |
O |
P |
Q |
R |
S |
T |
U |
V |
W |
X |
Y |
Z |
?
 
Oa |
Ob |
Oc |
Od |
Oe |
Of |
Og |
Oh |
Oi |
Oj |
Ok |
Ol |
Om |
On |
Oo |
Op |
Oq |
Or |
Os |
Ot |
Ou |
Ov |
Ow |
Ox |
Oy |
Oz
Die Liste der Biografien führt alle Personen auf, die in der deutschsprachigen Wikipedia einen Artikel haben. Dieses ist eine Teilliste mit 1259 Einträgen von Personen, deren Namen mit den Buchstaben „Ob“ beginnt.

## Ob
- Ob, Matthias, Weihbischof in Speyer sowie Titularbischof von Daulia

### Oba
- Ōba, Akira (* 1976), japanischer Fußballspieler
- Ōba, Iwao (1899–1975), japanischer Archäologe
- Ōba, Kenji (* 1967), japanischer Fußballspieler
- Ōba, Masao (1949–1973), japanischer Boxer im Fliegengewicht
- Ōba, Minako (1930–2007), japanische Schriftstellerin
- Oba, Pierre (* 1953), kongolesischer Politiker
- Ōba, Sakae (1914–1992), japanischer OffizierŌba Sakae (1914–1992)

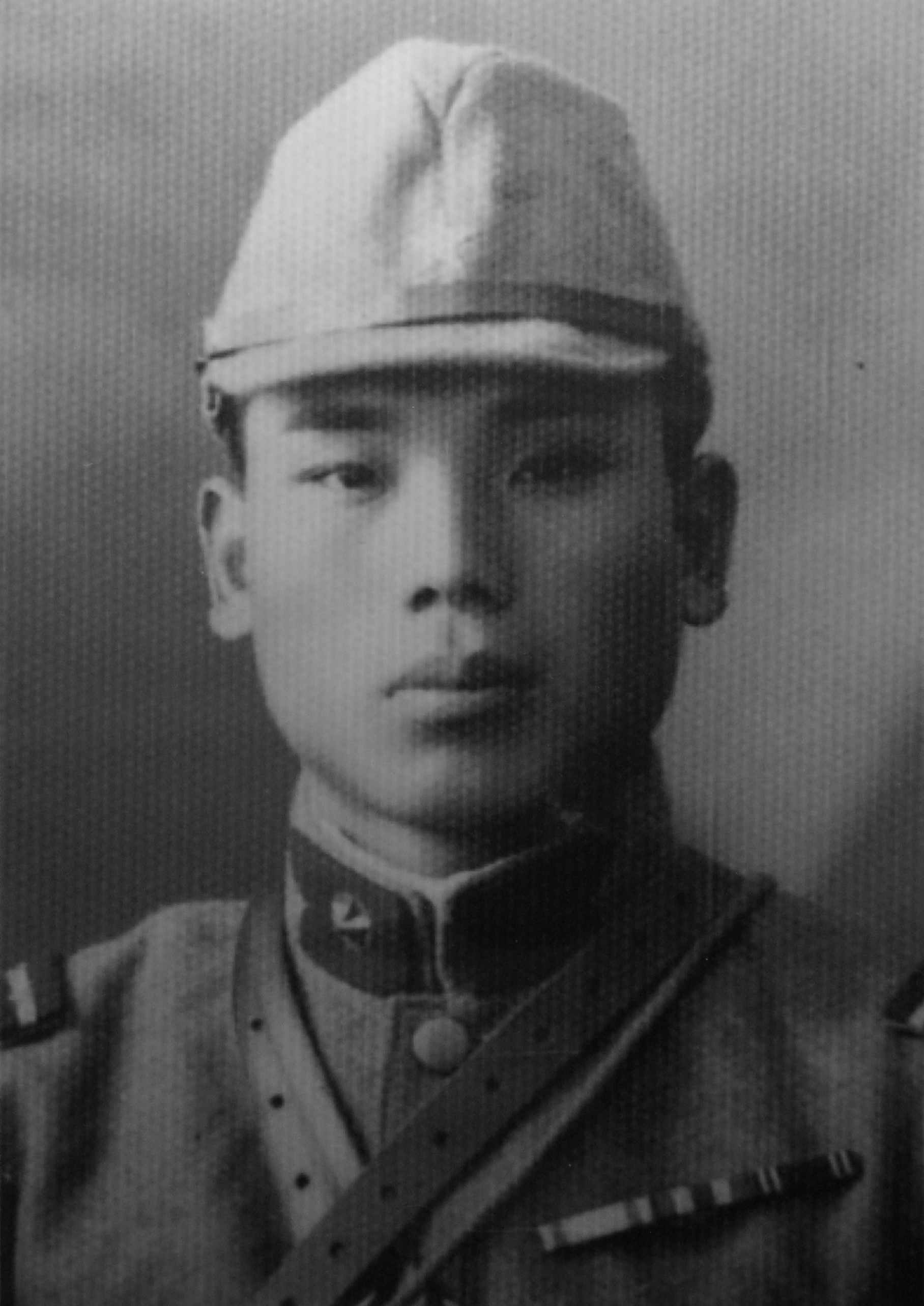
Ōba Sakae (1914–1992)

- Ōba, Tsugumi, japanischer Comicautor
- Obach, Theobald (1843–1887), deutscher Techniker und Pionier im Seilbahnbau
- Obad, Adis (* 1971), bosnischer Fußballspieler und -trainer
- Obada, Efe (* 1992), britischer American-Football-Spieler
- Obadov, Slavko (* 1948), jugoslawischer Judoka
- Obafemi, Abiodun (* 1973), nigerianischer Fußballspieler
- Obafemi, Michael (* 2000), irischer Fußballspieler
- Obaid, Abdulrahman (* 1993), saudi-arabischer Fußballspieler
- Obaid, Faris Al (* 1987), kuwaitischer Skirennläufer
- Obaid, Musa Amer (* 1985), katarischer Hindernisläufer kenianischer Herkunft
- Obaid, Soraya (* 1945), saudische Politikerin bei den Vereinten Nationen
- Obaid-Chinoy, Sharmeen (* 1978), pakistanisch-kanadische Dokumentarfilmerin, Oscarpreisträgerin
- Obaidli, Anniken (* 1995), norwegische Handballspielerin
- Obaidli, Mona (* 1997), norwegische Handballspielerin
- Obajdin, Josef (* 1970), tschechischer Fußballspieler
- Obajtek, Daniel (* 1976), polnischer Politiker und UnternehmerDaniel Obajtek (* 1976)

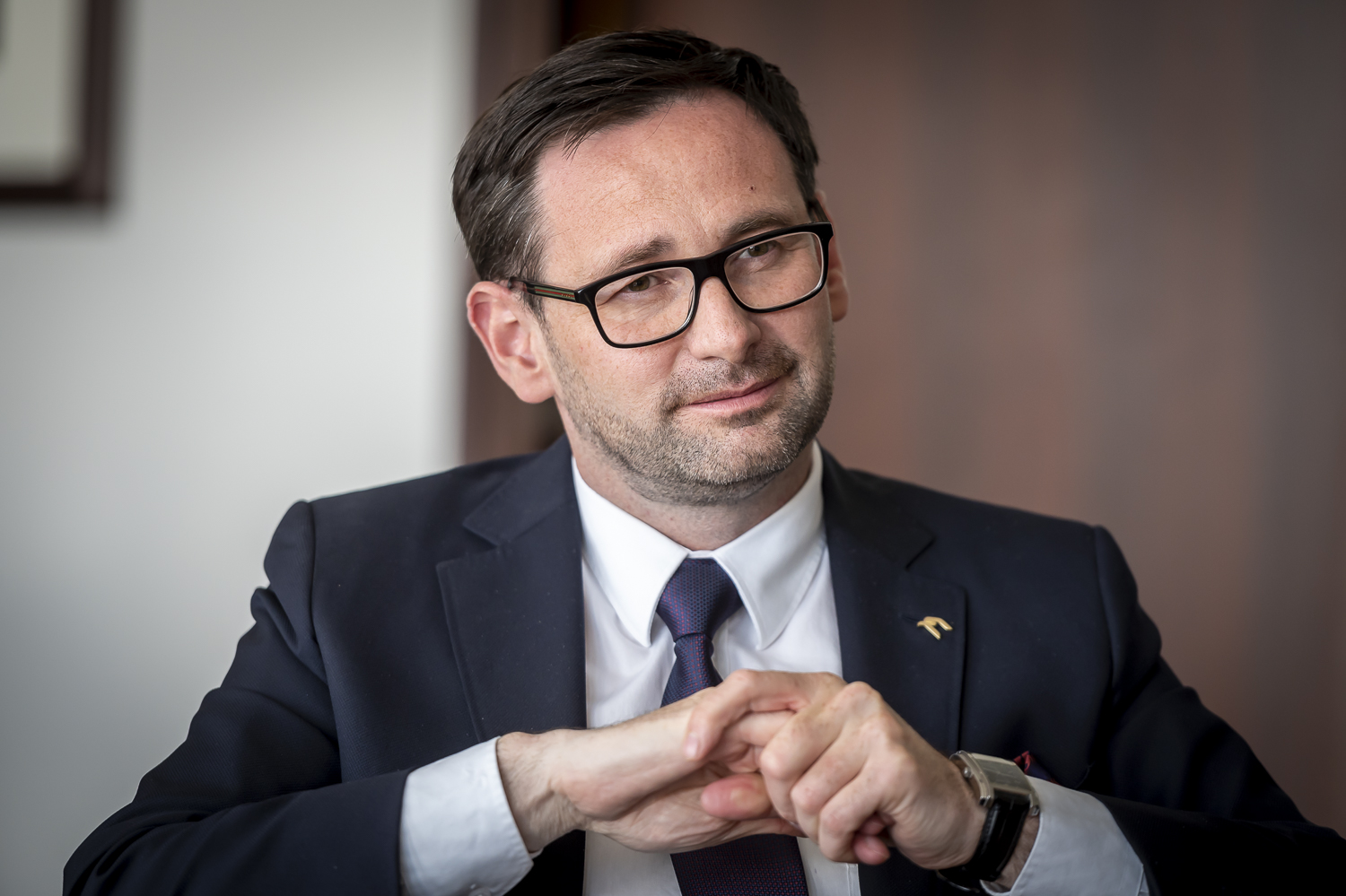
Daniel Obajtek (* 1976)

- Obal, Max (1881–1949), deutscher Filmregisseur
- Obal, Munni (* 1911), deutsche Filmeditorin
- Obaldía, José Domingo de (1845–1910), zweiter Staatspräsident von Panama
- Obaldía, Nicole De (* 2000), panamaische Fußballspielerin
- Obaldia, René de (1918–2022), französischer Schriftsteller und Dramatiker
- Oballa Owaa, John (* 1958), katholischer Bischof
- Obalski, Claus (* 1954), deutscher Schauspieler
- Obama Asue, Francisco Pascual, äquatorialguineischer Politiker (PDGE)
- Obama Obono, Ildefonso (* 1938), äquatorialguineischer Geistlicher, emeritierter Erzbischof von Malabo
- Obama, Auma (* 1960), kenianische Germanistin, Soziologin, Journalistin und Autorin
- Obama, Barack (* 1961), 44. Präsident der Vereinigten Staaten von AmerikaBarack Obama (* 1961)

Barack Obama (* 1961)

- Obama, Barack Senior (1936–1982), kenianischer Ökonom und Regierungsberater und Vater von Barack Obama
- Obama, Chuku (* 1980), äquatorialguineischer Fußballspieler
- Obama, Joseph (* 1991), kamerunischer Fußballspieler
- Obama, Malik (* 1958), kenianischer Unternehmer und Politiker
- Obama, Michelle (* 1964), US-amerikanische Anwältin und Frau des US-Präsidenten Barack Obama
- Obamba, Cyriaque Siméon (1918–1996), gabunischer Geistlicher, römisch-katholischer Bischof von Mouila
- Obame Nguema, Paulin (1934–2023), gabunischer Politiker
- Obame, Anthony (* 1988), gabunischer Taekwondoin
- Obana, Miho (* 1970), japanische Manga-Zeichnerin
- Obanana, Paula (* 1985), US-amerikanische Badmintonspielerin philippinischer Herkunft
- Obando Bravo, Miguel (1926–2018), nicaraguanischer Geistlicher, emeritierter Erzbischof von Managua und Kardinal
- Obando, Abigail (* 1996), costa-ricanische Hochspringerin
- Obando, Arnulfo (1962–2016), nicaraguanischer Boxer und Boxtrainer
- Obando, José María (1795–1861), kolumbianischer Militär und Politiker
- O’Banion, Dean (1892–1924), US-amerikanischer Gang-Anführer und Rivale Al CaponesDean O’Banion (1892–1924)

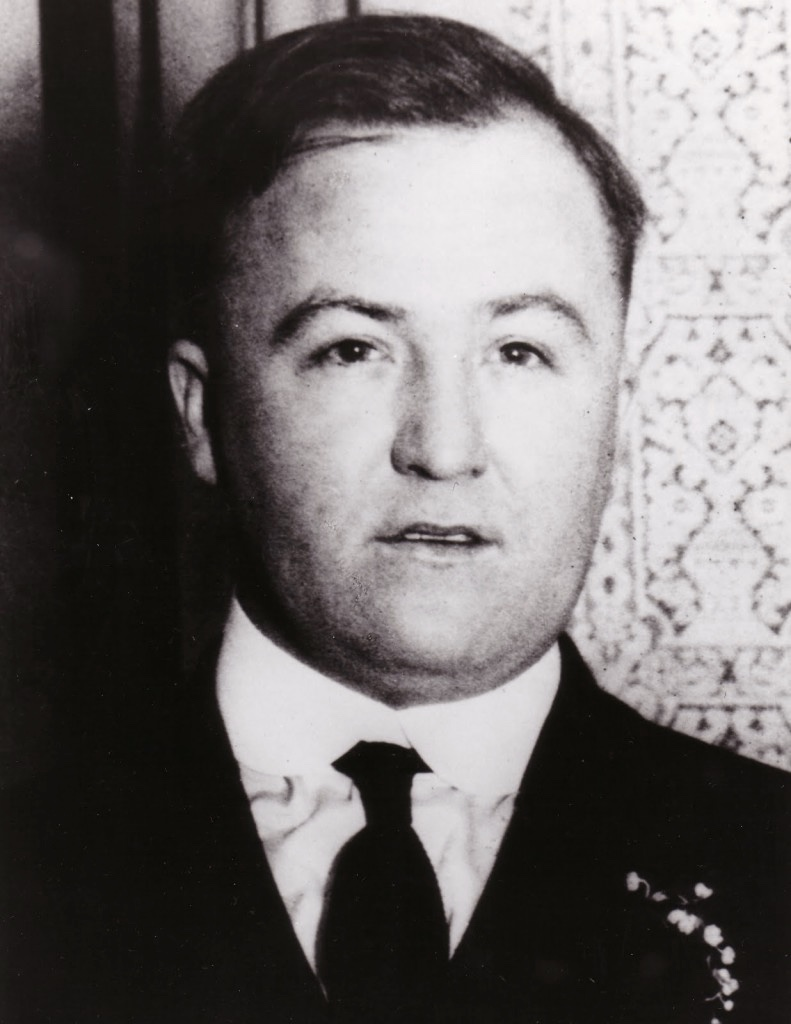
Dean O’Banion (1892–1924)

- O’Bannon, Charles (* 1975), US-amerikanischer Basketballspieler
- O’Bannon, Dan (1946–2009), US-amerikanischer Drehbuchautor und Regisseur
- O’Bannon, Ed (* 1972), US-amerikanischer Basketballspieler
- O’Bannon, Frank (1930–2003), US-amerikanischer Politiker
- O’Bannon, Presley (1776–1850), Offizier des US Marine Corps
- O’Bannon, Rockne S. (* 1955), US-amerikanischer Filmregisseur und Filmproduzent
- Obanyi Sagwe, Joseph (* 1967), kenianischer Geistlicher, Bischof von Kakamega
- Obara, Daisuke (* 1981), japanischer Eishockeyspieler
- Obara, Hitomi (1981–2025), japanische Ringerin
- Obara, Kuniyoshi (1887–1977), japanischer Reformpädagoge
- Obara, Maciej (* 1981), polnischer Jazzmusiker
- Obara, Tadashi (* 1983), japanischer Eisschnellläufer
- Obara, Tetsujirō (* 1941), japanischer Jazzmusiker
- Obara, Yuria (* 1990), japanische Fußballspielerin
- Obara, Yūta (* 1996), japanischer Radrennfahrer
- O’Barr, James (* 1960), amerikanischer Comiczeichner
- O’Barry, Richard (* 1939), US-amerikanischer Tierbefreiungsaktivist und ehemaliger Delfindompteur
- Obarzanek, Gideon (* 1966), australischer Balletttänzer und Choreograph
- Obasanjo, Olusegun (* 1937), nigerianischer Politiker (Staatspräsident)
- Obasanjo, Stella (1945–2005), nigerianische Präsidentengattin
- Obasi, C. J. (* 1985), nigerianischer Regisseur und Drehbuchautor
- Obasi, Chinedu (* 1986), nigerianischer FußballspielerChinedu Obasi (* 1986)

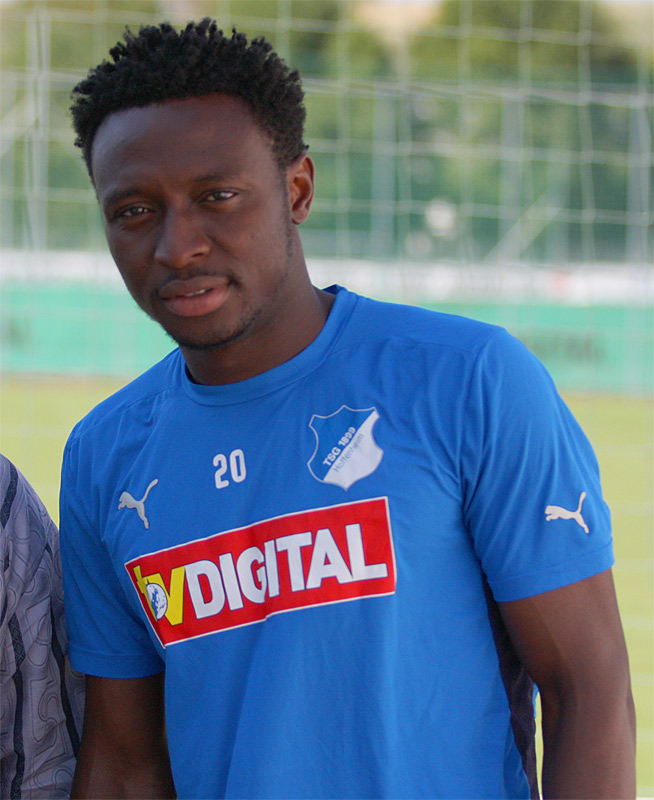
Chinedu Obasi (* 1986)

- Obasogie, Godwin (* 1954), nigerianischer Hürdenläufer
- Obasuyi, Michael (* 1999), belgischer Hürdenläufer
- Obata, Jumpei (* 1988), japanischer Fußballspieler
- Obata, Kayoko (* 1971), japanische Marathonläuferin
- Obata, Masamori (1534–1582), japanischer Samurai
- Obata, Saori (* 1978), japanische Tennisspielerin
- Obata, Takeshi (* 1969), japanischer Mangaka
- Obata, Tokujirō (1842–1905), japanischer Gelehrter, Erzieher, Reformator
- Obata, Toramori (1491–1561), Samurai gegen Ende der Sengoku-Zeit
- Obata, Toshishiro (* 1948), japanischer Schwertkünstler, einer der Gründer der Shinkendō
- Obata, Yūki, japanische Mangaka
- Obata, Yūma (* 2001), japanischer Fußballspieler
- Obatake, Shiori (* 1996), japanische Grasskiläuferin
- Obatola, Ojimi Gabriel (* 1987), nigerianischer Fußballspieler
- Obaturow, Gennadi Iwanowitsch (1915–1996), sowjetischer Armeegeneral
- Obauer, Karl (* 1953), österreichischer Koch
- Obauer, Rudolf (* 1961), österreichischer Koch
- Obayan, Sunny (* 1988), nigerianisch-spanischer Fußballspieler
- Ōbayashi, Chisa (* 1984), japanische Skilangläuferin
- Obaze, Isabella Bryld (* 2002), dänische Fußballspielerin

### Obb
- Obbarius, Lobegott Samuel (1788–1860), deutscher klassischer Philologe
- Obbarius, Theodor (1817–1855), deutscher klassischer Philologe
- Obbekjær, Daniel (* 2002), dänischer Fußballspieler
- Obberghen, Anton van (1543–1611), niederländischer Architekt
- Obbink, Dirk (* 1957), US-amerikanischer Gräzist und Papyrologe
- Obbo, Emmanuel (* 1952), ugandischer Ordensgeistlicher, Bischof von Soroti

### Obc
- Obcarskas, Linas (* 1969), litauischer Politiker

### Obd
- Obdržálek, Peregrin (1825–1891), tschechischer katholischer Priester, Autor religiöser Literatur, Satire, humoristischer Geschichten und Versen

### Obe
- Obé, Max (1889–1969), deutscher Mediziner, Medizinalbeamter, Ärztefunktionär und NS-Arzt
- Ōbe, Yumi (* 1975), japanische Fußballspielerin

#### Obed
- Obed, spätantiker Mosaizist
- Obed, Aiman (* 1967), deutsch-israelischer Chirurg
- Obed, Elisha (1952–2018), bahamaischer Boxer

#### Obee
- O’Bee, Kirk (* 1977), US-amerikanischer Radrennfahrer
- Obee, Patricia (* 1991), kanadische Ruderin

#### Obei
- Obeid, Jean (1939–2021), libanesischer Rechtsanwalt, Journalist und Politiker
- Obeidat, Ahmad (* 1938), jordanischer Politiker
- Obeidi, Iman al- (* 1982), libysche Juristin
- Obeidi, Morsal (1991–2008), afghanisch-deutsches Mordopfer
- O’Beirne, Elisabeth, englische Badmintonspielerin
- O’Beirne, Frank (1903–1998), US-amerikanischer Marineoffizier
- O’Beirne, Kathy (* 1956), irische Buchautorin

#### Obek
- Obekop, Marius (* 1994), kamerunischer Fußballspieler

#### Obel
- Obel, Agnes (* 1980), dänische Sängerin und SongwriterinAgnes Obel (* 1980)

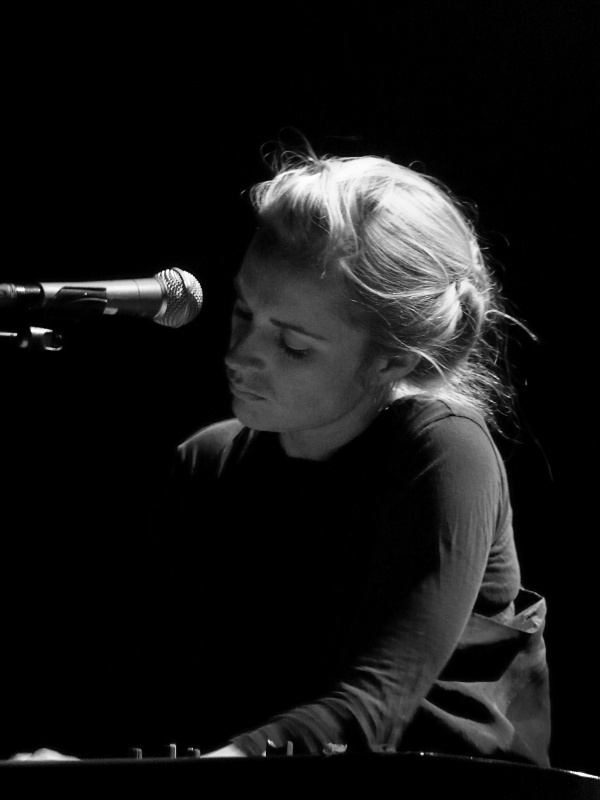
Agnes Obel (* 1980)

- Obel, Pernille (* 1966), dänische Fußballspielerin
- Obelerio Antenoreo, Doge von Venedig (804–810)
- Obelevičius, Sigutis (1959–2024), litauischer Pädagoge und Politiker
- Obelmejias, Fulgencio (* 1953), venezolanischer Boxer
- Obels-Jünemann, Hilde (1913–1999), deutsche Politikerin (SPD), MdL

#### Oben
- Obenauer, Ida (1875–1957), Vorsitzende des Saarverbandes der Frauenhilfe
- Obenauer, Karl Justus (1888–1973), deutscher Germanist, SS-Hauptsturmführer
- Obenauer, Klaus (* 1966), deutscher katholischer Theologe
- Obenauer, Philipp (1889–1966), Landtagsabgeordneter Volksstaat Hessen
- Obenauf, Viviane (* 1986), brasilianische Boxerin
- Obenaus, Fritz (1904–1980), deutscher Elektrotechniker
- Obenaus, Herbert (1931–2021), deutscher Historiker und Hochschullehrer
- Obenaus, Holger (* 1964), amerikanischer Komponist, Liedtexter, Gitarrist, Musik-Produzent und Fotograf deutscher Herkunft
- Obenaus, Margaretha (1931–2020), österreichische Politikerin (SPÖ), Mitglied des Bundesrates
- Obenaus, Sibylle (1934–2020), deutsche Historikerin und Autorin
- Obendiek, Harmannus Anton (1894–1954), deutscher reformierter Theologe
- Obendiek, Wilhelm (1885–1955), deutscher Politiker (SPD, KPD), MdR
- Obendorfer, Hubert (* 1965), deutscher Koch und Hotelier
- Obendorfer, Sebastian (* 1990), deutscher Koch und Hotelbetriebswirt
- Obendrauf, Viktor (1953–2010), österreichischer Chemiker
- Obenfeldner, Ferdinand (1917–2009), österreichischer Politiker, Vizebürgermeister von Innsbruck
- Obeng, Ernest (* 1956), britischer Sprinter ghanaischer Herkunft
- Obeng, Letitia (1925–2023), ghanaische Zoologin und Hochschullehrerin
- Obenhuber, Hermann (* 1959), deutscher Fußballspieler
- Obenland, Carl (1908–2008), deutscher Landschafts- und Porträtmaler
- Obenland, Gottlob (1871–1966), deutscher Politiker
- Obenreder, Morgan (* 1995), US-amerikanische Schauspielerin
- Obentheuer, Tobias (* 1983), deutscher Filmregisseur, Drehbuchautor und Musikproduzent
- Obentraut, Hans Michael Elias von (1574–1625), pfälzischer Reitergeneral im Dreißigjährigen KriegHans Michael Elias von Obentraut (1574–1625)

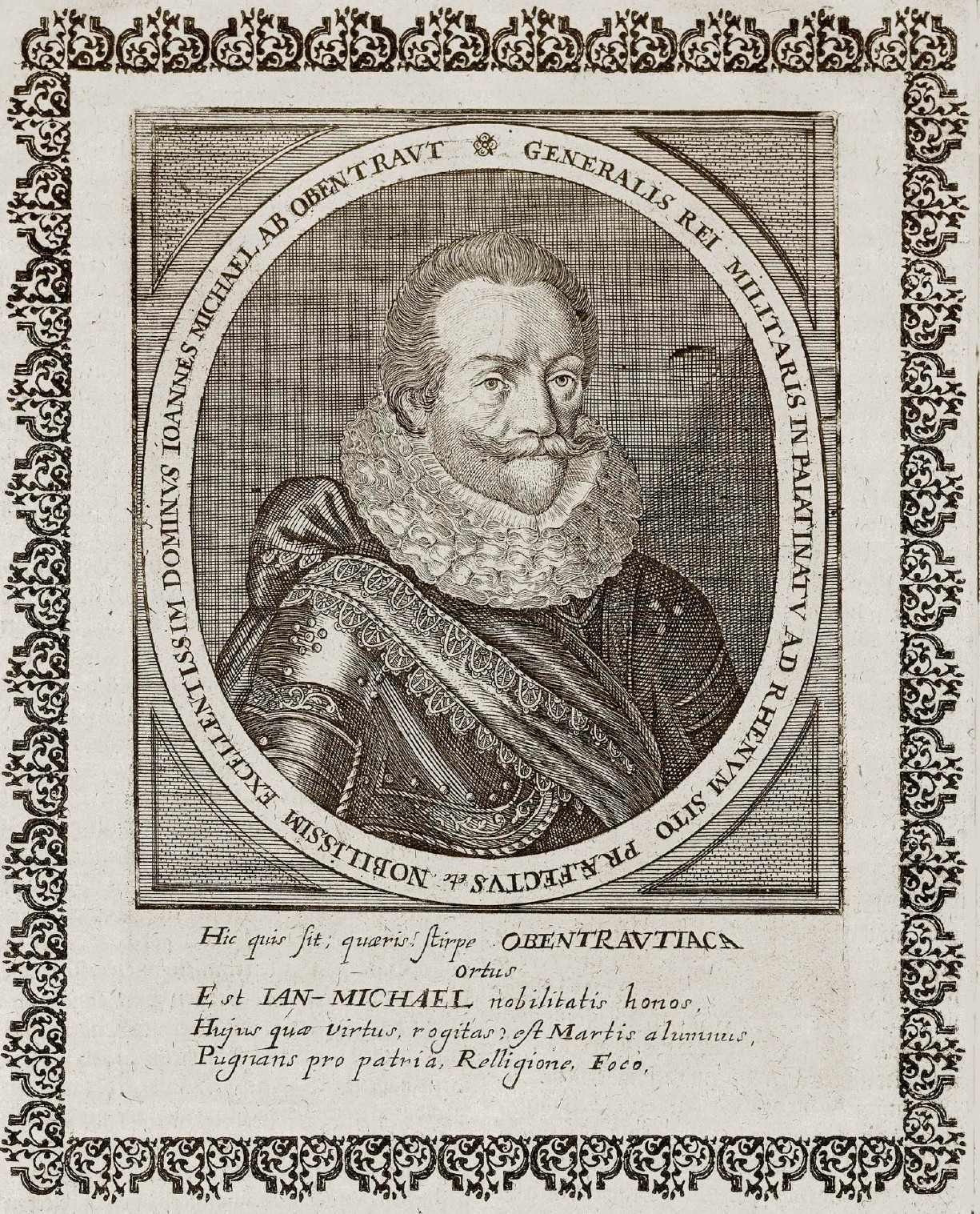
Hans Michael Elias von Obentraut (1574–1625)

#### Ober
- Ober, Artemi Lawrentjewitsch (1843–1917), russischer Bildhauer
- Ober, Erika (* 1950), deutsche Politikerin (SPD), MdB
- Ober, Frederick Albion (1849–1913), US-amerikanischer Naturforscher und Autor
- Ober, Gerti (1907–1987), deutsche Filmschauspielerin und Synchronsprecherin
- Ober, Hermann (1920–1997), deutscher Maler und Graphiker
- Ober, Johann (1887–1968), österreichischer Politiker (Landbund, ÖVP), Landtagsabgeordneter, Mitglied des Bundesrates
- Ober, Josef (* 1958), österreichischer Politiker (ÖVP)
- Ober, Josiah (* 1953), US-amerikanischer Althistoriker
- Ober, Laurens (* 1995), österreichischer Eishockeyspieler
- Ober, Philip (1902–1982), US-amerikanischer Schauspieler und DiplomatPhilip Ober (1902–1982)

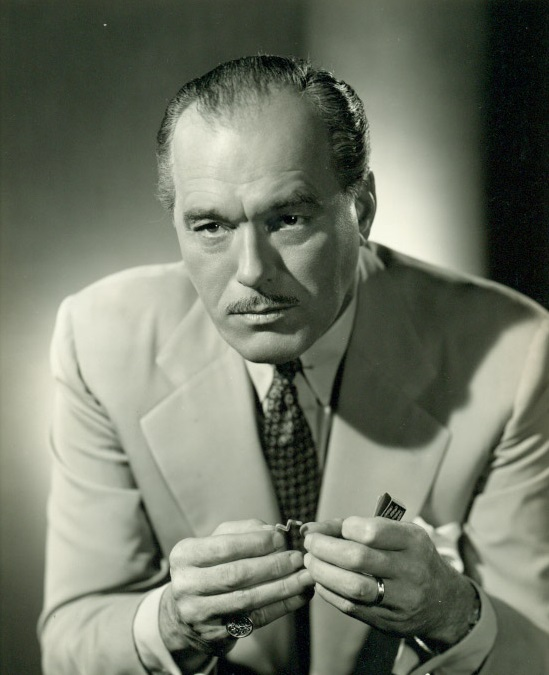
Philip Ober (1902–1982)

- Ober, Robert (1884–1943), Schweizer Unternehmer
- Ober, Werner (* 1948), deutscher Beamter, Vizepräsident des Bundesnachrichtendienstes

##### Obera
- Oberacher, Franz (* 1954), österreichischer Fußballspieler
- Oberacker, Niklaus († 1538), deutscher Stück- und Glockengießer
- Oberacker-Pilick, Pia (* 1959), deutsche Schriftstellerin, Übersetzerin und Antiquarin
- Oberaigner, Ernst (1932–2023), österreichischer Skirennläufer
- Oberascher, Johann Baptist (1737–1809), Salzburger Glocken- und Kanonengießer
- Oberascher, Maurus (1628–1697), österreichischer römisch-katholischer Theologe, Abt von Mondsee
- Oberauer, Georg (* 1984), österreichischer Organist
- Oberauer, Klaus (* 1965), deutscher Psychologe
- Oberauer, Norbert (* 1968), deutscher Islamwissenschaftler

##### Oberb
- Oberbach, Carl (1869–1939), deutscher Heimatchronist
- Oberbacher, Hans (1914–2012), österreichischer Werbegrafiker und Hersteller von Reliefpanoramen
- Oberbauer, David (* 2005), österreichischer Fußballspieler
- Oberbauer, Rainer (* 1964), österreichischer Mediziner und Hochschullehrer
- Oberbeck, Anton (1846–1900), deutscher Physiker und Hochschullehrer
- Oberbeck, Arthur W. (1912–1989), US-amerikanischer Offizier, Generalleutnant der US Army
- Oberbeck, Heinz (1931–1995), deutscher Leichtathlet
- Oberbeck, Hermann (1833–1894), deutscher Architekt und Eisenbahnbaumeister
- Oberbeck, Luis (* 1999), deutscher Leichtathlet
- Oberbeck, Ole (* 1970), deutscher Fußballtorhüter
- Oberbeck, Simon (* 1983), Schweizer Politiker
- Oberbeck, Tilman (* 1992), deutscher Jazzmusiker (Kontrabass)
- Oberbeck, Willi (1910–1980), deutscher Radrennfahrer
- Oberberg, Arthur (1888–1966), deutscher Politiker (FDP), MdL
- Oberberg, Igor (1907–1996), deutsch-russischer Kameramann
- Oberberg, Ira (* 1918), deutsche Filmeditorin
- Oberberger, Josef (1905–1994), deutscher Maler, Zeichner, Karikaturist, Glasmaler und Kunstprofessor
- Oberberger, Sylvester (1841–1930), österreichischer Großgrundbesitzer
- Oberboersch, Josef (1884–1957), deutscher Maler
- Oberborbeck, Annedore (* 1982), deutsch-ungarische Violinistin
- Oberborbeck, Felix (1900–1975), deutscher Musikpädagoge, Dirigent und Chorleiter
- Oberbracht, Gustav (1847–1909), Gutsbesitzer und Mitglied des Landtags Lippe
- Oberbracht, Karl (1885–1931), Gutsbesitzer und Mitglied des Landtags Lippe
- Oberbrandacher, Walter (* 1946), österreichischer Komponist, Liedtexter und Schlagersänger
- Oberbreyer, Maria (* 1921), österreichische Sprinterin, Hürdenläuferin und Weitspringerin
- Oberburg, Andree Bernhardin von, österreichischer Offizier
- Oberburg, Susanna von († 1601), Klarissin mit Sympathien für den Protestantismus
- Oberburger, Norberto (* 1960), italienischer Gewichtheber

##### Oberd
- Oberdak, Czesław (1921–1945), polnischer Pilot
- Oberdan, Guglielmo (1858–1882), italienischer VolksheldGuglielmo Oberdan (1858–1882)

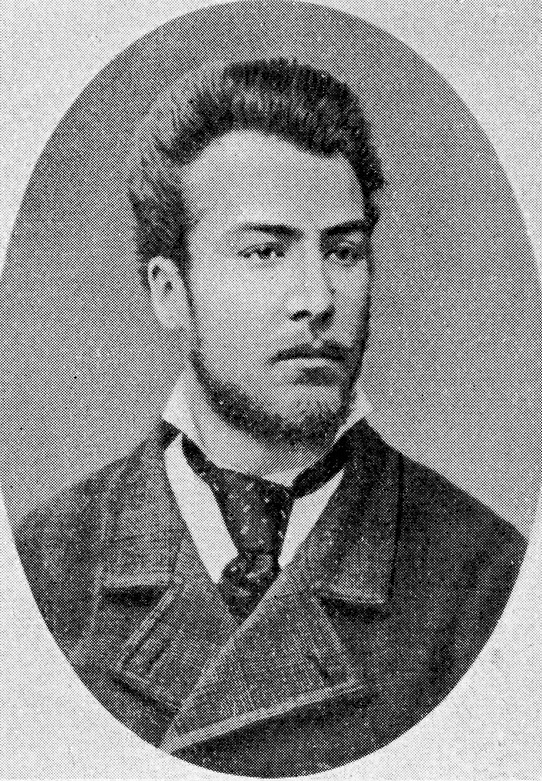
Guglielmo Oberdan (1858–1882)

- Oberdick, Johannes (1835–1903), deutscher Klassischer Philologe und Gymnasialdirektor
- Oberdieck, Bernhard (* 1949), deutscher Illustrator
- Oberdieck, Georg (1869–1945), deutscher Offizier und SA-Führer
- Oberdieck, Johann Georg Conrad (1794–1880), deutscher evangelischer Pfarrer und Pomologe
- Oberdieck, Marie (1867–1954), deutsche Schriftstellerin
- Oberdiek, Heinrich (1899–1986), deutscher Sanitätsoffizier, Inspekteur des Sanitätsdienstes der Bundeswehr
- Oberdisse, Karl (1903–2002), deutscher Mediziner
- Oberdoerster, Friedrich (1915–1984), deutscher Hygieniker
- Oberdorf, Fritz (1898–1976), deutscher Agrarwissenschaftler, Pflanzenzüchter, Professor und Rektor
- Oberdorf, Lena (* 2001), deutsche FußballspielerinLena Oberdorf (* 2001)

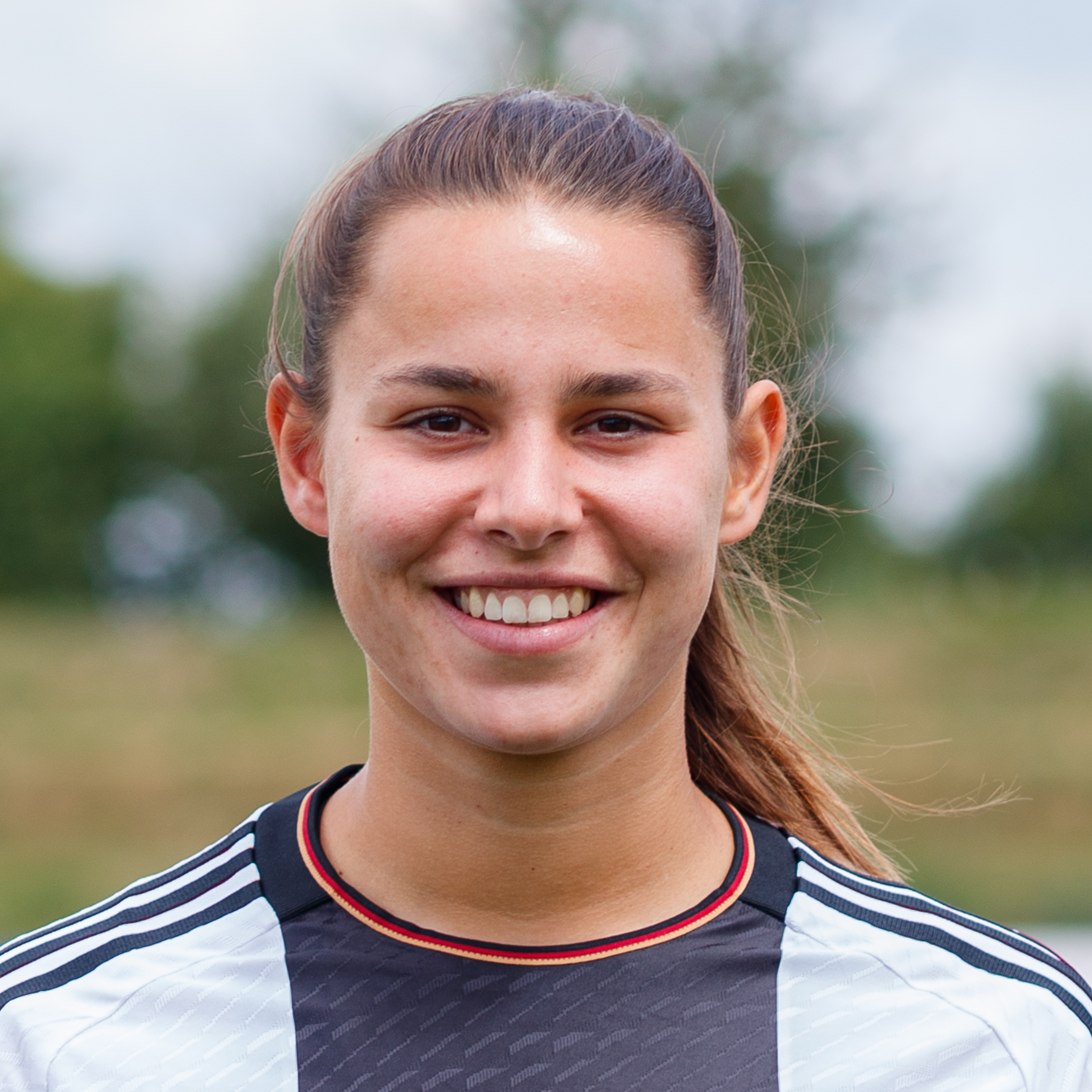
Lena Oberdorf (* 2001)

- Oberdorf, Tim (* 1996), deutscher Fußballspieler
- Oberdorfer, Alfred (1927–2013), deutscher Mediziner
- Oberdorfer, Bernd (* 1961), deutscher evangelischer Theologe und Hochschullehrer
- Oberdorfer, Erich (1905–2002), deutscher Pflanzenbiologe
- Oberdorfer, Günther (1899–1989), österreichischer Elektrotechniker
- Oberdorfer, Ralf (* 1960), deutscher Politiker (FDP), ehemaliger Oberbürgermeister von Plauen
- Oberdorfer, Simon (1872–1943), deutscher Unternehmer, Kunstradfahrer und Opfer des Holocaust
- Oberdörffer, Adolph (1822–1887), deutscher Apotheker und Chemiker
- Oberdörffer, Fritz (1895–1979), US-amerikanischer Musikwissenschaftler deutscher Herkunft
- Oberdörffer, Johann Christoph (1664–1724), deutscher Kupferstecher der Barockzeit
- Oberdorffer, Kurt (1900–1980), sudetendeutscher, nationalsozialistischer Historiker und Archivar
- Oberdörffer, Martin (1865–1926), deutscher Konzertsänger der Stimmlage Bariton und Komponist
- Oberdörffer, Wilhelm (1886–1965), deutscher Oberschulrat
- Oberdörster, Ernst (1888–1972), deutscher Widerstandskämpfer und Parteifunktionär (SPD/KPD/SED)
- Oberdrevermann, Otto (1882–1942), deutscher Jurist und Politiker (NSDAP)

##### Obere
- Obereder, Markus (* 1970), österreichischer Musiker und Chorleiter
- Oberegger, Daniel (* 1971), italienischer Komponist, Schriftsteller und Filmemacher (Südtirol)
- Oberegger, Elmar (1972–2025), österreichischer Eisenbahnhistoriker
- Oberegger, Josef (1896–1969), österreichischer Hütteningenieur und Politiker, Abgeordneter zum Nationalrat
- Oberegger, Patrick (* 1978), italienischer Biathlontrainer
- Obereigner, Otto (1884–1971), deutscher evangelischer Pfarrer
- Obereiner, Bert (* 1970), deutscher Bauingenieur und Politiker (AfD)Bert Obereiner (* 1970)

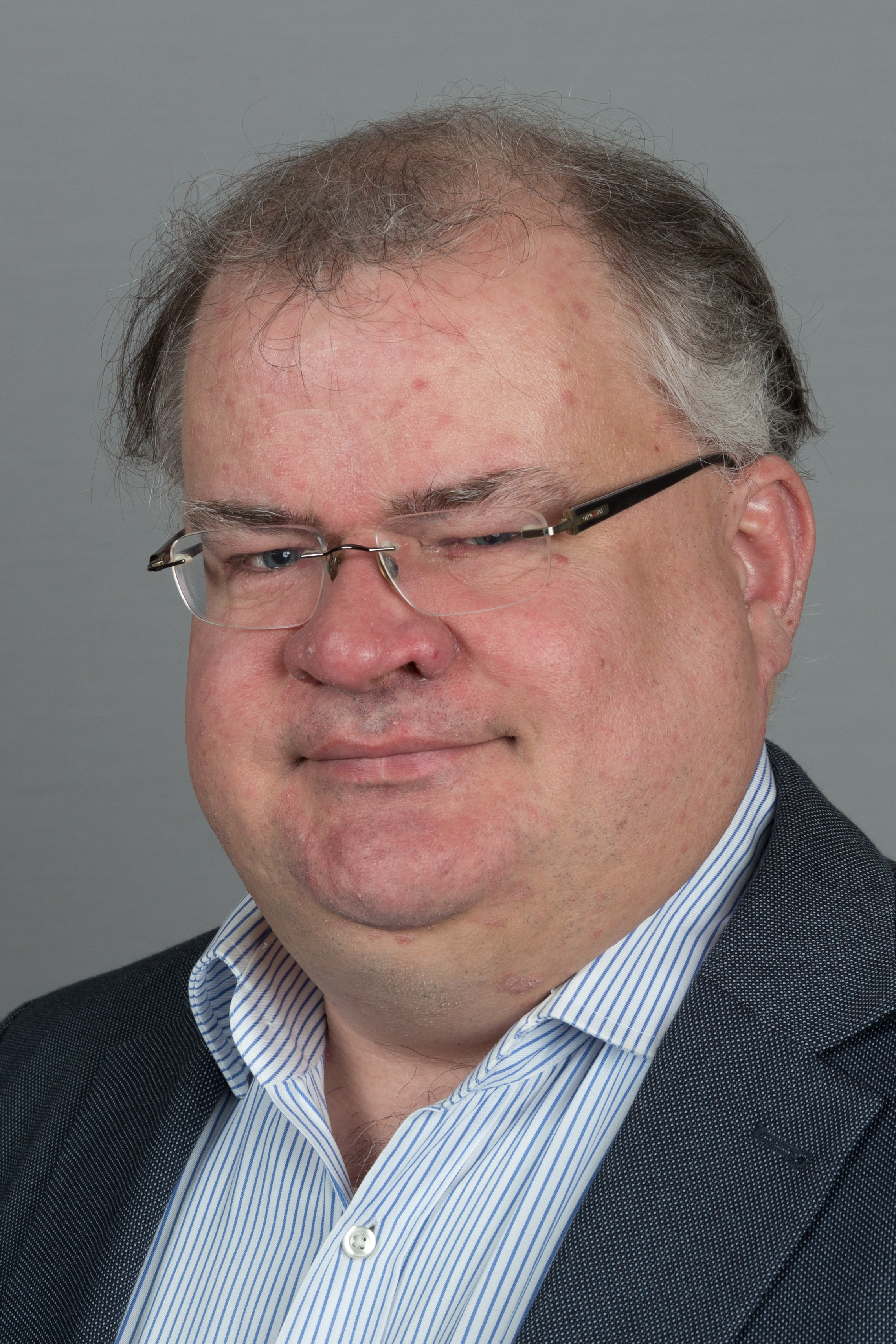
Bert Obereiner (* 1970)

- Obereit, Jacob Hermann (1725–1798), Schweizer Schriftsteller, Philosoph, Wundarzt und Wiederentdecker einer Nibelungenhandschrift
- Oberem, Sonja (* 1973), deutsche Triathletin und Langstreckenläuferin
- Oberem, Udo (1923–1986), deutscher Ethnologe
- Oberender, Peter (1941–2015), deutscher Ökonom und Hochschullehrer
- Oberender, Thomas (* 1966), deutscher Autor und Dramaturg
- Oberer, Hans-Sigfrid (1933–2020), Schweizer Skilangläufer
- Oberer, Hariolf (1933–2017), deutscher Philosoph
- Oberer, Simone (* 1980), Schweizer Leichtathletin
- Obererlacher, Hannes (* 1962), österreichischer Biathlet
- Obererlacher, Josef (* 1964), österreichischer Biathlontrainer und Biathlet

##### Oberf
- Oberfeld, Casimir (1903–1945), polnisch-französischer Komponist
- Oberfohren, Ernst (1881–1933), deutscher Politiker (DNVP), MdR
- Oberfranc, Gretchen (* 1951), amerikanische Bibliothekarin
- Oberfranz, Karl-Heinz (* 1951), deutscher Radsportler

##### Oberg
- Oberg, Achim (* 1972), deutscher Soziologe
- Öberg, Andreas (* 1978), schwedischer Jazzgitarrist und -komponist
- Oberg, August Heinrich (1809–1872), deutscher Jurist, Mitglied der Frankfurter Nationalversammlung
- Oberg, Carl (1853–1923), deutscher Mediziner
- Oberg, Carl (1897–1965), deutscher SS- und Polizeiführer, Täter des Holocaust, Kriegsverbrecher
- Öberg, Carl-Göran (* 1938), schwedischer Eishockeyspieler
- Oberg, Christoph Ludwig von (1689–1777), kurfürstlich braunschweigisch-lüneburgischer General der Infanterie
- Oberg, Eduard (1858–1917), deutscher Jurist
- Öberg, Elvira (* 1999), schwedische Biathletin
- Oberg, Georg Wilhelm Ludwig von (1711–1762), deutscher Adeliger und Mitbegründer der ältesten deutschen Freimaurerloge
- Öberg, Hanna (* 1995), schwedische BiathletinHanna Öberg (* 1995)

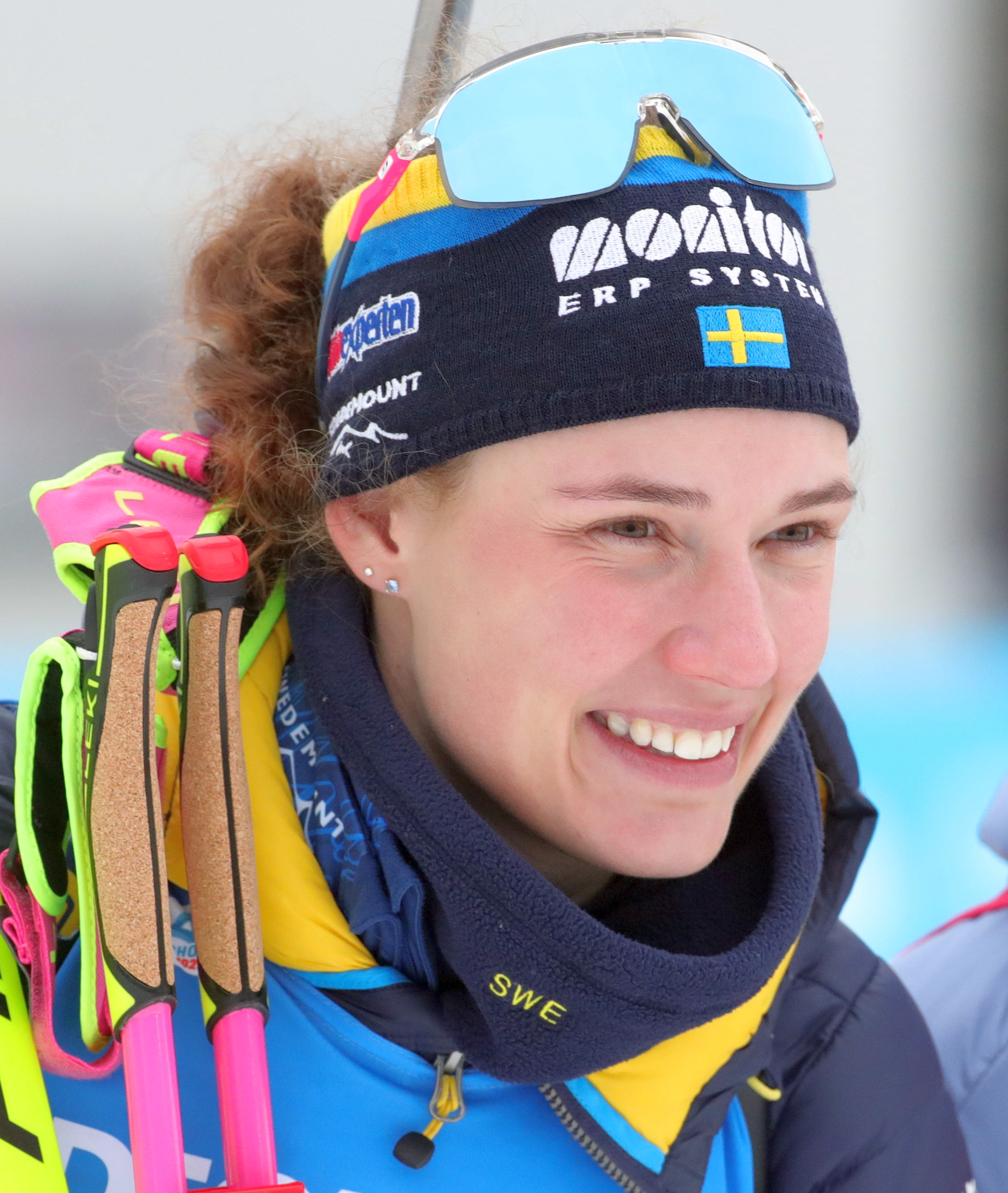
Hanna Öberg (* 1995)

- Öberg, Hans (1926–2009), schwedischer Eishockeyspieler
- Øberg, Henry (1931–2011), norwegischer Fußballschiedsrichter
- Öberg, Jennie (* 1989), schwedische Skilangläuferin
- Oberg, Kalervo (1901–1973), US-amerikanischer Anthropologe finnischer Herkunft
- Oberg, Lars (* 1979), deutscher Politiker (SPD), MdA
- Öberg, Marcus (* 1982), schwedischer Thaiboxer und K-1-Kämpfer
- Oberg, Matt (* 1976), US-amerikanischer Schauspieler
- Oberg, Matthias X. (* 1969), deutscher Regisseur und Drehbuchautor
- Oberg, Metta von (1737–1794), deutsche Muse von Augusta Louise zu Stolberg-Stolberg
- Öberg, Peter (* 1980), schwedischer Orientierungsläufer
- Öberg, Prawitz (1930–1995), schwedischer Fußballspieler
- Öberg, Sigfrid (1907–1949), schwedischer Eishockeyspieler
- Öberg, Ulf (* 1966), schwedischer Jurist
- Oberg, Uwe (* 1962), deutscher Pianist und Komponist
- Obergethmann, Johannes (1862–1921), deutscher Eisenbahningenieur und Hochschullehrer
- Obergfell, Eva Inés (* 1971), deutsche Juristin, designierte Rektorin der Universität Leipzig
- Obergfell, Fabian, deutscher Koch
- Obergfell, Stefan (* 1960), katholischer Ordensgeistlicher und von 2013 bis 2019 Provinzial der mitteleuropäischen Provinz der Oblaten (OMI)
- Obergföll, Boris (* 1973), deutscher Speerwerfer
- Obergföll, Christina (* 1981), deutsche SpeerwerferinChristina Obergföll (* 1981)

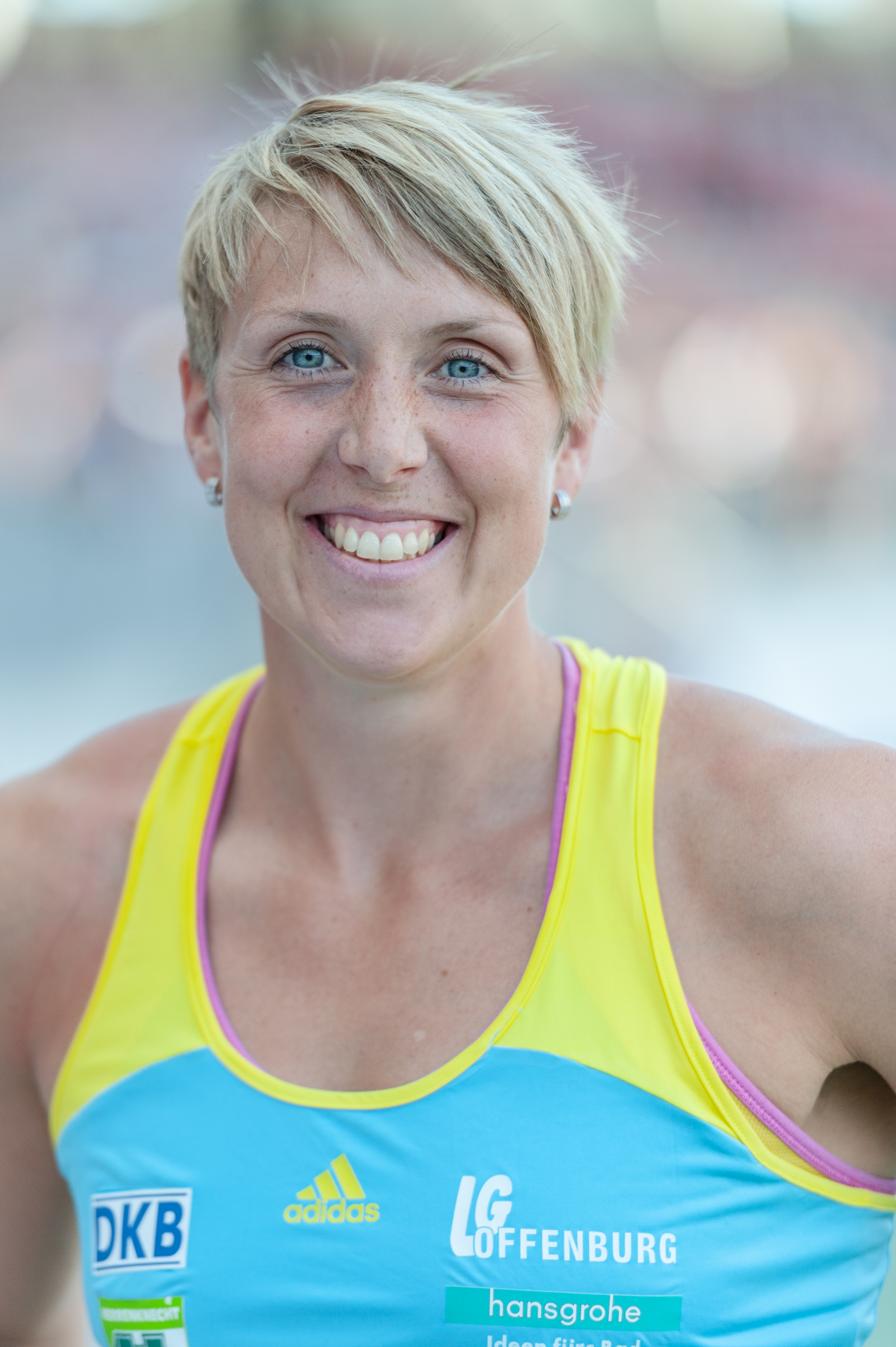
Christina Obergföll (* 1981)

- Oberguggenberger, Michael (* 1953), österreichischer Mathematiker
- Oberguggenberger, Viktor (1893–1963), österreichischer Astronom

##### Oberh
- Oberhaidacher, Walther (1896–1945), österreichischer Politiker (NSDAP), MdR, Gauleiter
- Oberhaidinger, Georg (* 1945), österreichischer Politiker (SPÖ), Landtagsabgeordneter, Abgeordneter zum Nationalrat
- Oberhaim, Christoph von, österreichischer Adeliger und Landuntermarschall von Österreich unter der Enns
- Oberhammer, Aloys (1900–1983), österreichischer Landesbeamter und Politiker (ÖVP), Abgeordneter zum Nationalrat
- Oberhammer, Bruno (* 1946), österreichischer Komponist, Organist und Musikpädagoge
- Oberhammer, Gerhard (* 1929), österreichischer Indologe
- Oberhammer, Giulio (1935–2009), italienischer Eishockeyspieler
- Oberhammer, Johann (1879–1956), österreichischer Politiker, Landtagsabgeordneter
- Oberhammer, Oliver (* 1972), österreichischer Fußballspieler und Trainer
- Oberhammer, Otto (* 1934), österreichischer Verwaltungsjurist und ORF-Generalintendant
- Oberhammer, Paul (* 1965), österreichischer Jurist und UniversitätsprofessorPaul Oberhammer (* 1965)

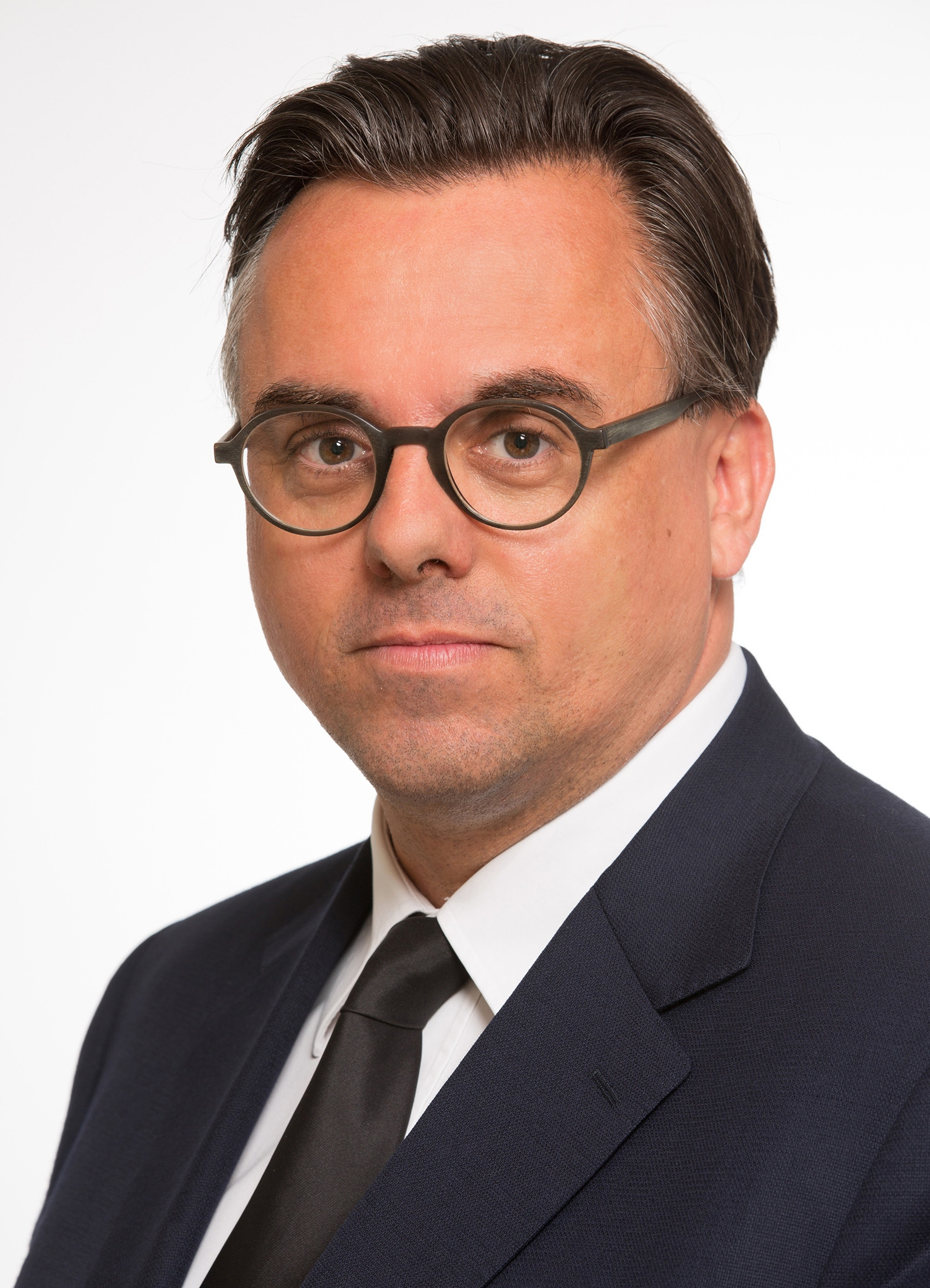
Paul Oberhammer (* 1965)

- Oberhammer, Vinzenz (1901–1993), österreichischer Kunsthistoriker
- Oberhänsli-Widmer, Gabrielle (* 1957), Schweizer Judaistin
- Oberhaus, Friedrich (* 1879), Mitglied des Provinziallandtages der Provinz Hessen-Nassau
- Oberhaus, Norbert (* 1961), deutscher Gründer und Geschäftsführer der Cologne on pop GmbH
- Oberhaus, Wilhelm (1901–1942), deutscher römisch-katholischer Priester, NS-Opfer
- Oberhausen, Erich (1927–1997), deutscher Nuklearmediziner
- Oberhausen, Volker (* 1959), deutscher Politiker (CDU)
- Oberhauser, Alois (1930–2021), deutscher Wirtschaftswissenschaftler
- Oberhauser, August (1895–1971), Schweizer Fussballspieler
- Oberhauser, Benedict (1719–1786), Benediktinerpater, Kirchenrechtler und Hochschullehrer
- Oberhauser, David (* 1990), französischer Fußballspieler
- Oberhauser, Edwin (1926–2019), österreichischer Denkmalschützer, Buchautor und Heimatkundler
- Oberhauser, Elmar (* 1947), österreichischer FernsehjournalistElmar Oberhauser (* 1947)

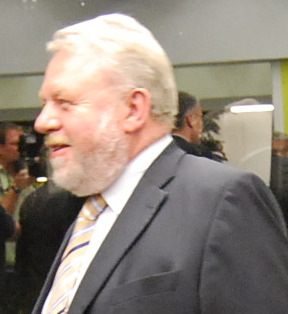
Elmar Oberhauser (* 1947)

- Oberhauser, Fred (1923–2016), deutscher Literaturkritiker, Herausgeber von literarischen Führern und Rundfunkjournalist
- Oberhäuser, Georg (1798–1868), deutscher Optiker
- Oberhauser, Joachim (* 1975), italienischer Gleitschirm- und Paraglidingpilot
- Oberhauser, Josef (1915–1979), deutscher SS-Mann, Mitglied der SS-Totenkopfverbände
- Oberhauser, Karl (1932–2015), italienischer Politiker (Südtirol)
- Oberhauser, Magnus (* 1998), österreichischer Biathlet
- Oberhauser, Martin (* 1970), österreichischer Sänger, Schauspieler und Kabarettist
- Oberhauser, Norbert (* 1972), österreichischer Radio- und FernsehmoderatorNorbert Oberhauser (* 1972)

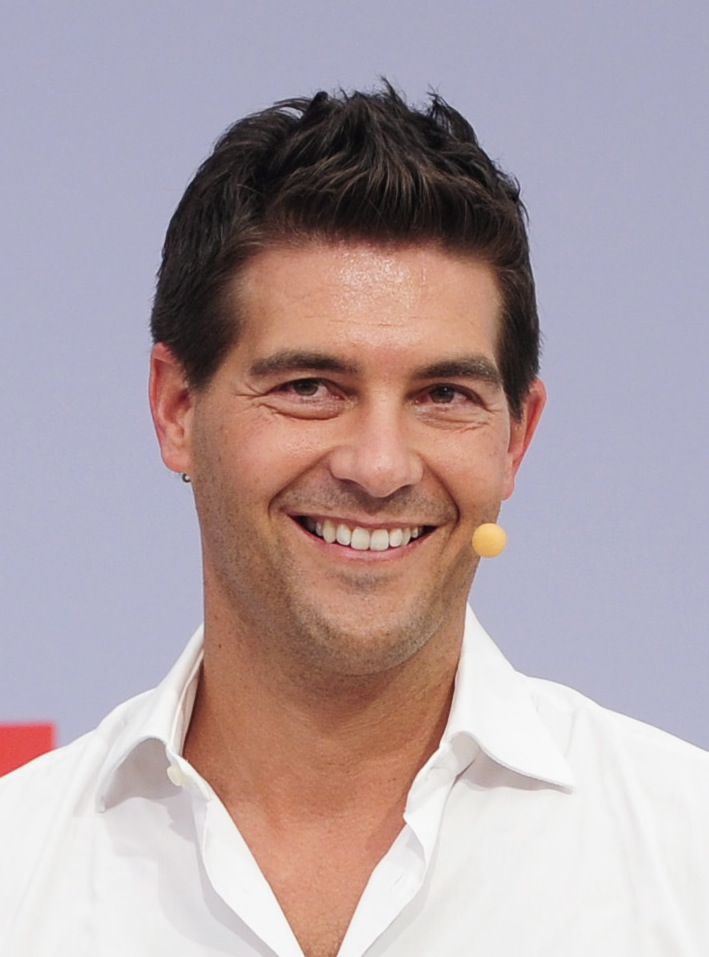
Norbert Oberhauser (* 1972)

- Oberhauser, Robert (1907–2003), deutscher Journalist und Schriftsteller
- Oberhauser, Rudolf (1852–1929), österreichischer Opernsänger (Bariton)
- Oberhauser, Rudolf (1926–2008), österreichischer Geologe
- Oberhauser, Sabine (1963–2017), österreichische Politikerin (SPÖ)
- Oberheid, Heinrich Josef (1895–1977), nationalsozialistischer evangelischer Theologe
- Oberheide, Christoph (* 1989), deutscher Laiendarsteller
- Oberheide, Jens (* 1940), deutscher Autor
- Oberheiden, Tom (* 1976), deutscher Schwimmer
- Oberheim, Ludwig (1808–1863), deutscher evangelischer Pfarrer und Politiker
- Oberhelman, Doug (* 1952), US-amerikanischer Manager
- Oberhettinger, Fritz (1911–1993), deutschamerikanischer Mathematiker
- Oberheuser, Herta (1911–1978), deutsche Ärztin im KZ RavensbrückHerta Oberheuser (1911–1978)

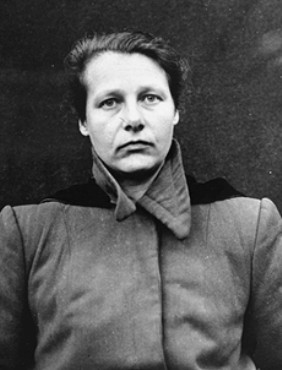
Herta Oberheuser (1911–1978)

- Oberhey, Christian (1818–1905), deutscher evangelisch-lutherischer Theologe
- Oberhof, Johannes (1905–1987), deutscher evangelischer Geistlicher
- Oberhof, Valerie (* 1976), deutsche Sängerin und Schauspielerin
- Oberhofer, Albert (1925–2016), österreichischer Ingenieur, Betriebswirt und Hochschullehrer
- Oberhofer, Dominik (* 1980), österreichischer Hotelier und Politiker (NEOS)
- Oberhofer, Harald (* 1983), österreichischer Wirtschaftswissenschaftler
- Oberhofer, Herbert, deutscher Bergsteiger
- Oberhofer, Karin (* 1985), italienische Biathletin
- Oberhofer, Marion (* 2000), italienische Rennrodlerin
- Oberhofer, Niklas (* 1996), deutscher Koch
- Oberhofer, Tamara (* 1982), italienische Politikerin (Südtirol)
- Oberhoff, Ernst (1906–1980), deutscher Maler, Plastiker und Grafiker
- Oberhoff, Paul (1884–1960), deutscher Maler, Grafiker und Komponist
- Oberhoffer, Emil (1867–1933), deutsch-US-amerikanischer Dirigent, Komponist und Musikpädagoge
- Oberhoffer, Franz von (1838–1920), preußischer General der Infanterie, Generalquartiermeister und Chef der Landesaufnahme
- Oberhoffer, Heinrich (1824–1885), luxemburgischer Komponist, Musiktheoretiker und Organist
- Oberhoffer, Karl (1811–1885), österreichischer Opernsänger (Bariton)
- Oberhoffner, Jens (* 1972), deutscher Politiker (AfD), MdL
- Oberhoffner, Ute (* 1961), deutsche Rennrodlerin
- Oberhollenzer, Günther (* 1976), italienischer Kunsthistoriker, Autor und Kurator (Südtirol)
- Oberhollenzer, Josef (* 1955), italienischer Autor (Südtirol)
- Oberholser, Arron (* 1975), US-amerikanischer Golfer
- Oberholser, Harry Church (1870–1963), amerikanischer Ornithologe
- Oberholz, Stephan (* 1964), deutscher Richter am Landgericht Leipzig, Vorsitzender des DFB-Sportgerichts
- Oberholzer, Andri (* 1996), Schweizer Leichtathlet
- Oberholzer, Basil (* 1990), Schweizer Politiker (GPS)
- Oberholzer, Basilius (1821–1895), Abt der Benediktinerabtei Einsiedeln
- Oberholzer, Bernhard (* 1985), Schweizer Bahn- und Straßenradrennfahrer
- Oberholzer, Carla (* 1987), südafrikanische Radsportlerin
- Oberholzer, Daniela, Schweizer Tischtennisspielerin
- Oberholzer, Emil (1883–1958), Schweizer Psychiater und Psychoanalytiker
- Oberholzer, Henry (1893–1953), britischer Turner und Ringer
- Oberholzer, Meghan (* 1995), südafrikanische Schauspielerin und Model
- Oberholzer, Niklaus (* 1940), Schweizer Kunsthistoriker
- Oberholzer, Norbert (1930–1993), Schweizer Jodler, Jodel- und Blasmusikdirigent
- Oberholzer, Otto (1919–1986), Schweizer Skandinavist und Hochschullehrer in Deutschland
- Oberholzer, Paul (* 1968), Schweizer Jesuit
- Oberholzer, René (* 1963), Schweizer Schriftsteller
- Oberholzer, Walter F. (1926–2016), Schweizer Petrograph und Hochschullehrer
- Oberholzer, Zanré (* 1998), namibische Schwimmerin
- Oberholzer-Gincburg, Mira (1884–1949), Schweizer Psychoanalytikerin
- Oberhorner, Sabine (* 1971), deutsche Film- und Theaterschauspielerin
- Oberhorner, Traudl (* 1936), deutsch-österreichische Volksschauspielerin
- Oberhuber, Hans-Peter (* 1962), deutscher Eisschnellläufer
- Oberhuber, Karl (1900–1981), deutscher NSDAP-Sportfunktionär und Ministerialbeamter
- Oberhuber, Karl (1915–1997), österreichischer Orientalist
- Oberhuber, Konrad (1935–2007), österreichischer Kunsthistoriker und langjähriger Direktor der Albertina
- Oberhuber, Oswald (1931–2020), österreichischer Maler, Bildhauer und Graphiker
- Oberhummer, Eugen (1859–1944), deutscher Geograph
- Oberhummer, Heinz (1941–2015), österreichischer Physiker

##### Oberi
- Obering, Andreas (* 1964), deutscher Comedian, Schauspieler und Kommunalpolitiker

##### Oberk
- Oberkamp, Carl von (1893–1947), deutscher Offizier, SS-Brigadeführer und Generalmajor der Waffen-SS
- Oberkamp, Franz Joseph von (1710–1767), Mediziner
- Oberkampf, Christophe-Philippe (1738–1815), französischer Tuchfabrikant deutscher HerkunftChristophe-Philippe Oberkampf (1738–1815)

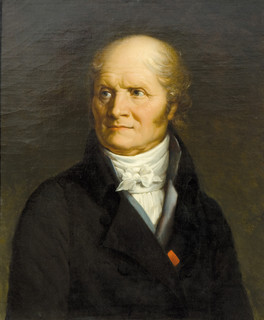
Christophe-Philippe Oberkampf (1738–1815)

- Oberkampf, Jakob Philipp (1714–1781), deutsch-schweizerischer Pionierunternehmer der Textil-Färberei und des Stoffdruckes
- Oberkanins, Ingrid (* 1964), österreichische Jazzmusikerin (Perkussion, Vibraphon, Komposition)
- Oberkersch, Valentin (1920–2004), deutscher Autor von Publikationen über jugoslawiendeutsche Geschichte
- Oberkirch, Henriette von (1754–1803), Freundin der Prinzessin Sophia Dorothea von Württemberg
- Oberkirchner, Sepp (1932–2018), österreichischer Politiker (SPÖ), Landtagsabgeordneter und Landesrat
- Oberklammer, Eckhard (* 1945), österreichischer Bankmanager und Lokalpolitiker
- Oberkofler, Daniel (* 1988), österreichischer Eishockeyspieler
- Oberkofler, Gabriela (* 1975), italienisch-deutsche Künstlerin
- Oberkofler, Gerhard (* 1941), österreichischer marxistischer Historiker
- Oberkofler, Johann Baptist (1895–1969), Südtiroler Maler
- Oberkofler, Josef (1900–1959), österreichischer NS-Funktionär
- Oberkofler, Joseph Georg (1889–1962), österreichischer Jurist, Erzähler und Lyriker
- Oberkofler, Zeno (* 1997), italienischer Politiker (Südtirol)
- Oberkogler, David (* 1974), österreichischer Schauspieler
- Oberkrome, Willi (* 1959), deutscher Historiker

##### Oberl
- Öberl, Bartholomäus (1660–1742), deutscher Bildhauer
- Öberl, Johann Caspar (1700–1767), Barockbildhauer
- Oberlaender, Gustav (1867–1936), deutsch-amerikanischer Unternehmer und Mäzen
- Oberland, Michael (1960–2015), deutscher Basketballspieler
- Oberländer, Adolf (1845–1923), deutscher Zeichner
- Oberländer, Adolf (1867–1923), österreichischer Architekt
- Oberländer, Alfred (1857–1906), österreichischer Opernsänger (Tenor)
- Oberländer, Christian (* 1966), deutscher Japanologe
- Oberländer, Doris (1903–1989), deutsche Bildhauerin
- Oberländer, Erwin (* 1937), deutscher Osteuropahistoriker und pensionierter Universitätsprofessor
- Oberländer, Felix Martin (1851–1915), deutscher Urologe
- Oberländer, Franz (1828–1894), deutscher Rittergutsbesitzer und Politiker, MdL
- Oberländer, Friedrich Eduard (1807–1879), deutscher Jurist und Politiker
- Oberländer, Gerhard (1907–1995), deutscher Buchillustrator
- Oberländer, Hans (1870–1942), deutscher Theater- und Filmregisseur
- Oberländer, Hans Emil (1885–1944), deutscher Landschafts- und Porträtmaler
- Oberländer, Harry (* 1950), deutscher Lyriker und Journalist
- Oberländer, Heinrich (1834–1911), deutscher Theaterschauspieler und Schauspiellehrer
- Oberländer, Heinrich (1909–2001), deutscher Drehbuchautor und Schauspieler
- Oberlander, Helmut (1924–2021), deutscher SS-Angehöriger
- Oberländer, Herbert (1885–1944), deutscher Bibliothekar
- Oberländer, Hermann (1838–1898), deutscher Mühlenbesitzer und Politiker, MdL
- Oberländer, Ilse (1938–2003), österreichische Politikerin (SPÖ), Mitglied des Bundesrates
- Oberländer, Jörg (* 1964), deutscher Fußballspieler
- Oberländer, Leopold (1811–1868), deutscher Jurist und Politiker
- Oberlander, Louis C. (* 1966), bulgarischer Komponist und Multi-Instrumentalist
- Oberländer, Lutz (* 1966), deutscher Autor und Denkmalschützer
- Oberländer, Martin Gotthard (1801–1868), deutscher Jurist und Politiker, MdL (Königreich Sachsen), sächsischer Innenminister
- Oberländer, Maximilian von (1834–1898), deutscher Verwaltungs- und Fiskaljurist
- Oberländer, Mia (* 1995), deutsche Comic-Künstlerin
- Oberländer, Moritz Jakob (1831–1905), österreichischer Textilunternehmer
- Oberländer, Richard (1832–1891), deutscher Kaufmann, Völkerkundler und Schriftsteller
- Oberländer, Theodor (1905–1998), deutscher Agrarwissenschaftler und Politiker (NSDAP, GB/BHE, FDP, CDU), MdL, MdBTheodor Oberländer (1905–1998)

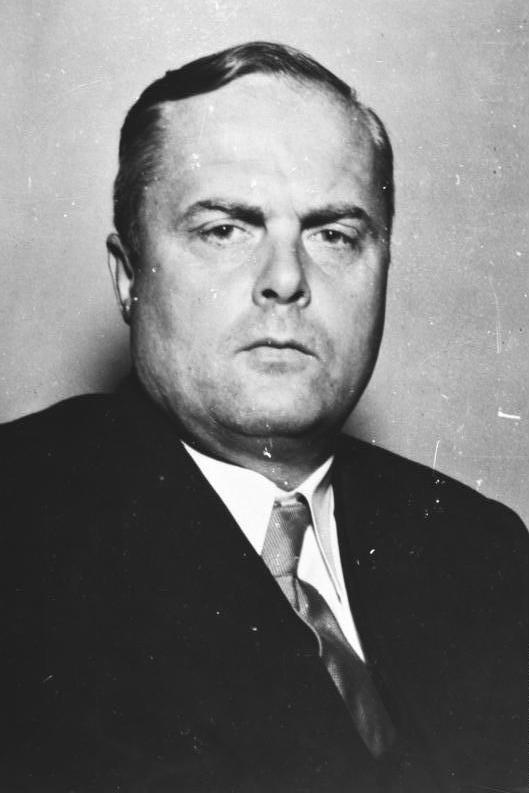
Theodor Oberländer (1905–1998)

- Oberländer, Werner (1921–2002), deutscher Fußballspieler
- Oberlander, Willi (* 1952), deutscher Sozialwissenschaftler und Autor
- Oberländer, William (1869–1946), deutscher Jurist und Politiker
- Oberle, Bernhard (1946–2022), deutscher Fußballspieler
- Oberle, Bruno (* 1955), schweizerischer Umweltwissenschaftler, Direktor des Schweizer Bundesamtes für Umwelt
- Oberle, Emil (1889–1955), deutscher Fußballspieler
- Oberle, Frank (1932–2024), kanadischer Politiker (Progressiv-konservative Partei Kanadas), Unterhausmitglied und Bundesminister
- Oberle, Karl (1874–1942), deutscher römisch-katholischer Pfarrer, Dekan des Dekanates Alzey, Heimatforscher
- Oberle, Karl (1925–2008), deutscher Rechtsanwalt und Politiker (CSU), MdL Bayern
- Oberle, Monika (* 1973), deutsche Politikwissenschaftlerin
- Oberle, Richard (* 1939), deutscher Maschinenbauingenieur
- Oberle, Werner (1912–1990), deutscher Künstler und Kunsterzieher
- Oberle, Wilhelm (1931–2018), deutscher Pharmakaufmann und Gründer der Wilhelm-Oberle-Stiftung, einer gemeinnützigen Stiftung
- Oberlehner, Peter (* 1960), österreichischer Politiker (ÖVP), Mitglied des Bundesrates
- Oberleithner, Hans (* 1950), österreichischer Mediziner und Zellphysiologe
- Oberleithner, Heinrich von (1851–1920), österreichischer Politiker (DnP), Abgeordneter zum Nationalrat
- Oberleithner, Max von (1868–1935), österreichischer Jurist, Tuchfabrikant, Komponist und Dirigent
- Oberleitner, Andreas (1786–1838), österreichischer Musiker (Mandoline, Gitarre), Komponist und Beamter
- Oberleitner, Andreas (1789–1832), österreichischer Benediktiner und Orientalist
- Oberleitner, Ewald (* 1937), österreichischer Jazzmusiker
- Oberleitner, Johann (1894–1957), österreichischer Historiker, Archäologe und Museumsleiter
- Oberleitner, Klaus (* 1967), österreichischer Musikpädagoge, Organist und Chorleiter
- Oberleitner, Markus (* 1973), deutscher Fußballspieler
- Oberleitner, Neil (* 1999), österreichischer Tennisspieler
- Oberleitner, Yannick (* 2002), deutscher Fußballspieler
- Oberlercher, Reinhold (* 1943), rechtsextremer Aktivist
- Oberli, Alfred (1916–2005), schweizerischer Kartograf und Kupferstecher
- Oberli, Bettina (* 1972), Schweizer Filmregisseurin und Drehbuchautorin
- Oberlies, Christian (1790–1872), deutscher Bürgermeister und Politiker
- Oberliesen, Rolf (* 1940), deutscher Erziehungswissenschaftler und Hochschullehrer
- Oberlik, Gustav Adolf (1905–1943), deutscher Politiker (NSDAP), MdR
- Oberlin, Claudia (* 1979), Schweizer Langstreckenläuferin
- Oberlin, Dimitri (* 1997), Schweizer FussballspielerDimitri Oberlin (* 1997)

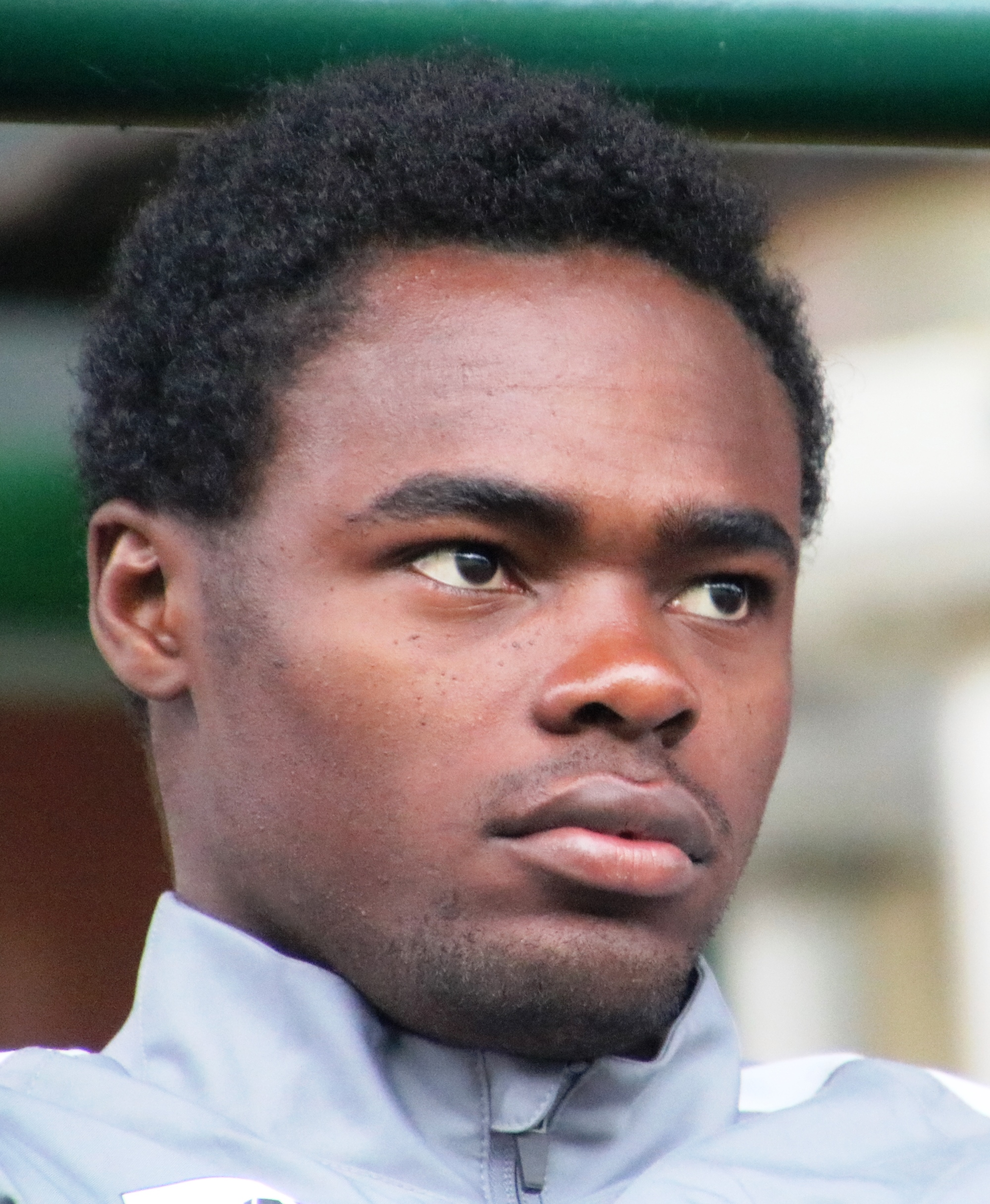
Dimitri Oberlin (* 1997)

- Oberlin, Gerhard, deutscher Literatur- und Kulturwissenschaftler, Lyriker, Erzähler und Lehrer
- Oberlin, Jeremias Jakob (1735–1806), französischer Gelehrter und Philologe
- Oberlin, Johann Friedrich (1740–1826), evangelischer Pfarrer, Pädagoge und SozialreformerJohann Friedrich Oberlin (1740–1826)

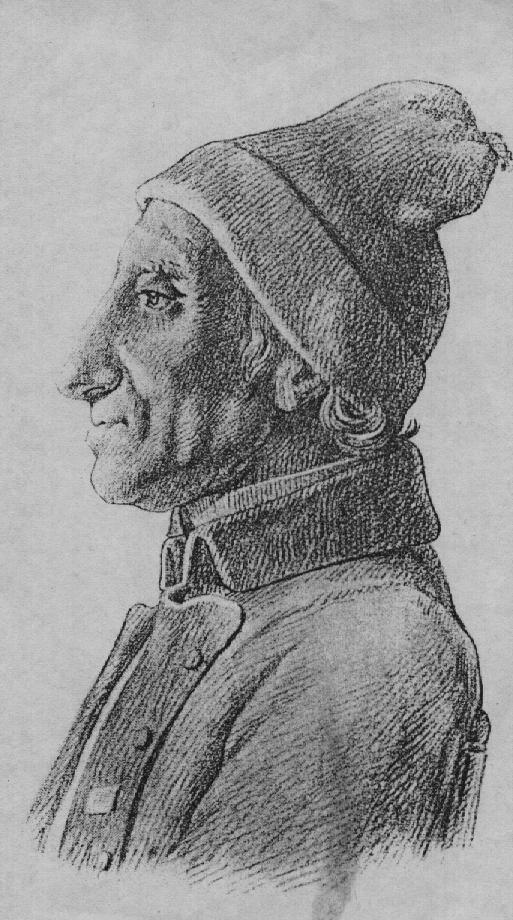
Johann Friedrich Oberlin (1740–1826)

- Oberlin, Russell (1928–2016), US-amerikanischer Countertenor
- Oberlin, Urs (1919–2008), Schweizer Schriftsteller
- Oberlin, Urs Viktor (1747–1818), Schweizer Politiker
- Oberlindober, Hanns (1896–1949), deutscher Politiker (NSDAP), MdR
- Oberlinger, Dorothee (* 1969), deutsche Blockflötistin
- Oberlinger, Wolfgang (* 1943), deutscher Architekt und Orgelbaumeister
- Oberlinner, Lorenz (* 1942), deutscher katholischer Theologe (Neutestamentler)
- Oberloher, Albert (* 1962), deutscher Sänger und Unternehmer
- Oberloskamp, Helga (* 1943), deutsche Juristin und Hochschullehrerin, Professorin für Zivilrecht mit den Schwerpunkten Familien- und Jugendrecht

##### Oberm
- Obermaier, Albrecht (1912–2004), deutscher Marineoffizier, Befehlshaber des NATO-Kommandos NAVBALTAP
- Obermaier, Franz (1905–1996), deutscher Diplomat
- Obermaier, Frederik (* 1984), deutscher Journalist, Politikwissenschaftler und Buchautor
- Obermaier, Hannes (1923–1990), deutscher Journalist, „Klatsch-Reporter“
- Obermaier, Hugo (1877–1946), deutscher Archäologe
- Obermaier, Josef (* 1956), österreichischer Jurist und Journalist
- Obermaier, Klaus (* 1955), österreichischer Komponist und Gitarrist
- Obermaier, Louise (1878–1969), deutsche Operettensängerin
- Obermaier, Pamela (* 1977), österreichische Autorin, Unternehmerin, Trainerin und Vortragsrednerin
- Obermaier, Rafael (* 2002), österreichischer Radio- und Fernsehmoderator sowie -programmgestalter
- Obermaier, Sebastian (1934–2016), deutscher römisch-katholischer Geistlicher in Bolivien
- Obermaier, Stefan (* 1981), österreichischer DJ und Musikproduzent
- Obermaier, Uschi (* 1946), deutsches Model und Mitglied der Kommune 1Uschi Obermaier (* 1946)

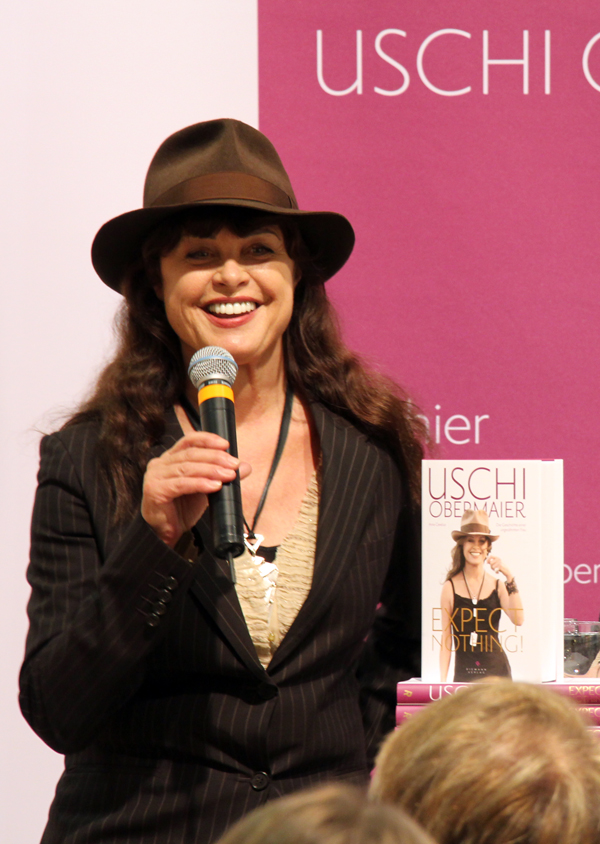
Uschi Obermaier (* 1946)

- Obermaier, Walter (1942–2024), österreichischer Literaturwissenschaftler, Historiker und Nestroy-Forscher, Leiter der Wienbibliothek
- Obermair, Erwin (1946–2017), österreichischer Amateurastronom und Asteroidenentdecker
- Obermair, Gilbert (1934–2002), österreichischer Journalist und Autor von Spielen, Ratgeber- und Hobbyliteratur
- Obermair, Gustav (1934–2019), deutscher theoretischer Physiker
- Obermair, Hannes (* 1961), italienischer Historiker, Ausstellungskurator und Archivar (Südtirol)
- Obermair, Raphael (* 1996), deutscher Fußballspieler
- Obermair-Schoch, Hilde (1897–1970), deutsche Volkswirtin, Vereinsvorsitzende und Senatorin (Bayern)
- Oberman, Gustavo (* 1985), argentinischer Fußballspieler
- Oberman, Heiko Augustinus (1930–2001), niederländischer Kirchenhistoriker
- Oberman, Martin J. (* 1945), amerikanischer Jurist und Mitglied der amerikanischen Regulierungsbehörde Surface Transportation Board
- Oberman, Roelof (1910–1989), niederländischer Kryptologe und Hochschullehrer
- Oberman, Tracy-Ann (* 1966), britische Schauspielerin und Hörspielsprecherin
- Obermann, Christof (* 1963), deutscher Psychologe
- Obermann, Emil (1921–1994), deutscher Journalist, Publizist, Fernsehmoderator
- Obermann, Eva-Maria (* 1987), deutsche Literaturwissenschaftlerin und Schriftstellerin
- Obermann, Frank (1944–1995), deutscher Schauspieler
- Obermann, Holger (1936–2021), deutscher Fußballtorhüter und Fernsehreporter
- Obermann, Julian Joël (1888–1956), polnischer Orientalist
- Obermann, Karl (1905–1987), deutscher Historiker, Professor an der Humboldt-Universität
- Obermann, Ralf (* 1963), deutscher Fußballspieler
- Obermann, René (* 1963), deutscher ManagerRené Obermann (* 1963)

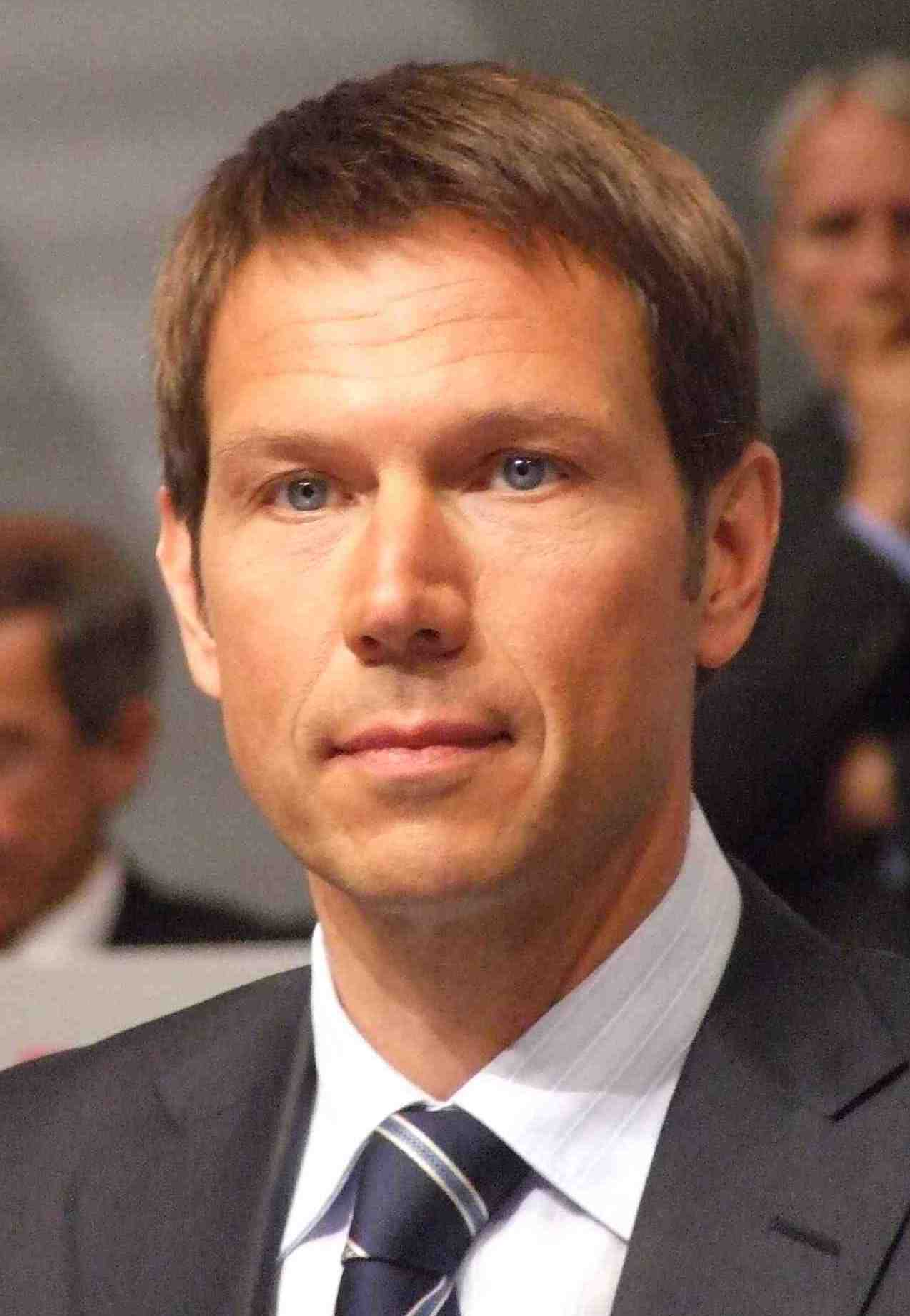
René Obermann (* 1963)

- Obermanns, Franz (1909–1982), deutscher Kommunist und Kundschafter der Roten Armee
- Obermarzoner, Martin (* 1981), italienischer Koch (Südtirol)
- Obermauer, Nikolaus (1920–2001), deutscher Boxer
- Obermayer, Adolf Max (1911–1976), deutscher Diplomat
- Obermayer, Albert von (1844–1915), österreichischer Generalmajor
- Obermayer, Arthur S. (1931–2016), amerikanischer Chemiker, Unternehmer, Genealoge
- Obermayer, Aurelie (1845–1922), österreichische Lehrerin und Schriftstellerin
- Obermayer, Bastian (* 1977), deutscher Journalist und BuchautorBastian Obermayer (* 1977)

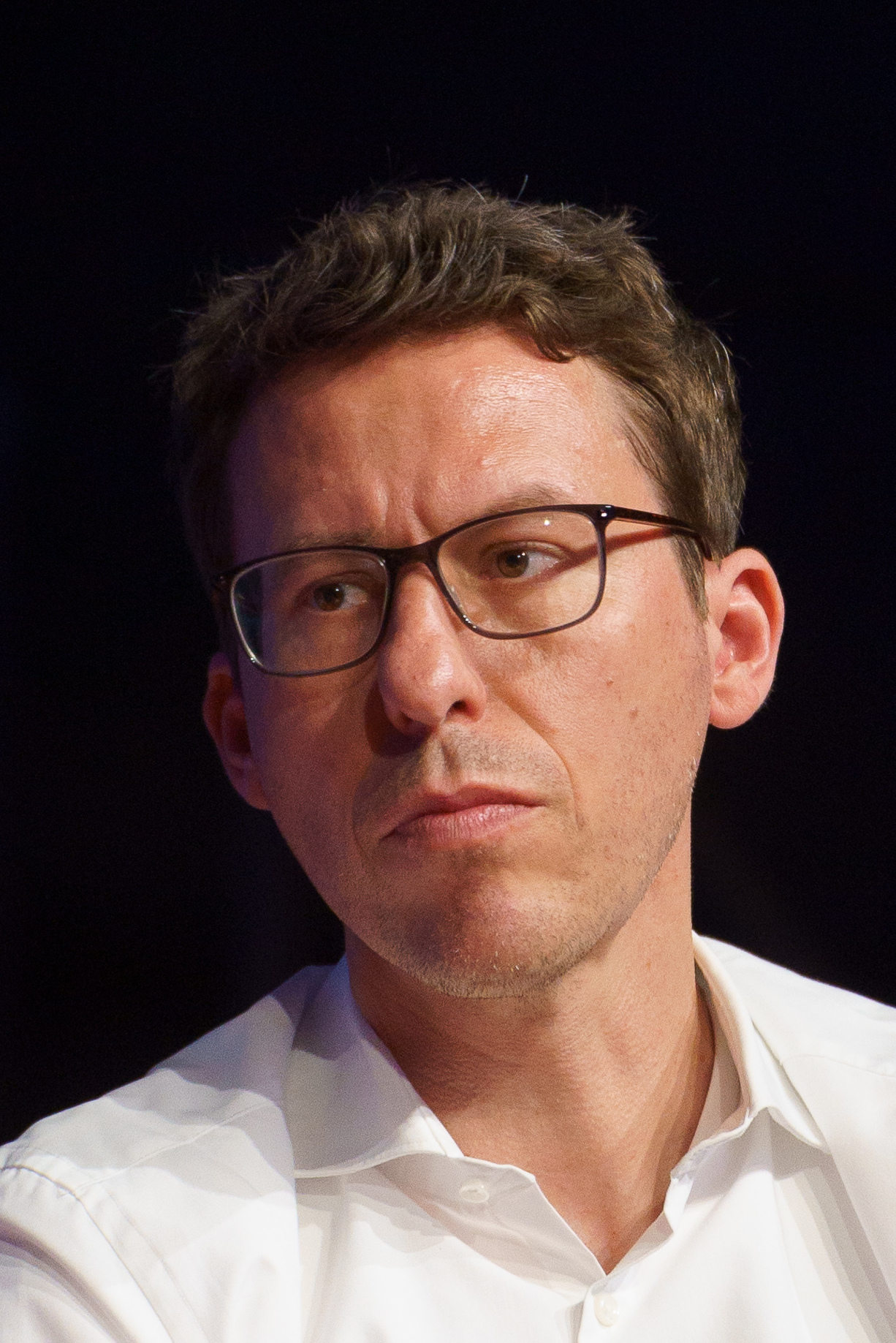
Bastian Obermayer (* 1977)

- Obermayer, Carl (1811–1889), deutscher Bankier
- Obermayer, Erich (* 1953), österreichischer Fußballspieler
- Obermayer, Helmut (1935–2015), österreichischer Basketballfunktionär und -schiedsrichter
- Obermayer, Inge (1928–2018), deutsche Schriftstellerin und Journalistin
- Obermayer, Isidor (1783–1862), deutscher Bankier und Eisenbahnpionier
- Obermayer, Klaus (1916–1988), deutscher Jurist
- Obermayer, Leopold (1892–1943), promovierter Jurist, Weinhändler, als Jude und Homosexueller in der Zeit des Nationalsozialismus verfolgt
- Obermayer, Maximilian E. (1896–1982), österreichisch-US-amerikanischer Dermatologe und Hochschullehrer
- Obermayr, Adele (1894–1972), österreichische Politikerin (SPÖ), Landtagsabgeordnete, Mitglied des Bundesrates
- Obermayr, Franz (* 1952), österreichischer Politiker (FPÖ), MdEP
- Obermayr, Franz Xaver (1817–1891), deutscher katholischer Geistlicher und Politiker (Zentrum), MdR
- Obermayr, Helmut (* 1949), österreichischer Jurist, Journalist und Rundfunkintendant
- Obermayr, Karl (1931–1985), deutscher Schauspieler und bayerischer VolksschauspielerKarl Obermayr (1931–1985)

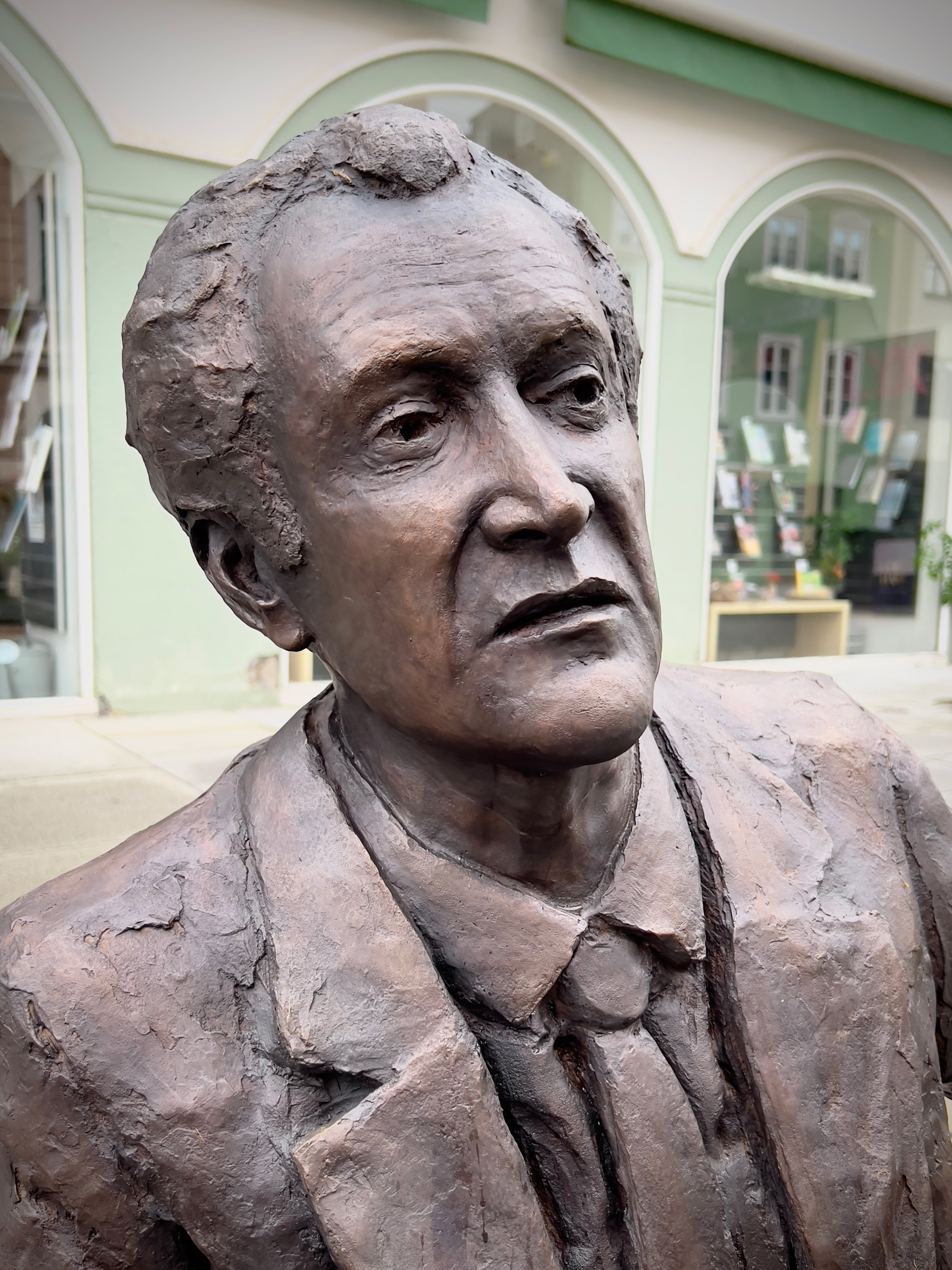
Karl Obermayr (1931–1985)

- Obermayr, Mathias (1720–1799), deutscher Stuckateur und Bildhauer
- Obermayr, Richard (* 1970), österreichischer Schriftsteller
- Obermeier, Alois (1901–1969), deutscher SS-Angehöriger und KZ-Funktionär
- Obermeier, Barbara (* 1982), deutsche Musicaldarstellerin
- Obermeier, Claudia (* 1971), deutsche Fußballspielerin
- Obermeier, Dieter (1936–2017), deutscher Politiker (STATT Partei), MdHB
- Obermeier, Ernfried (1943–2018), deutscher Ingenieurwissenschaftler
- Obermeier, Franz (* 1946), deutscher Politiker (CSU), MdB
- Obermeier, Julia (* 1984), deutsche Politikerin (CSU), MdB
- Obermeier, Julius (1867–1936), deutscher Kaufmann
- Obermeier, Karl (* 1949), deutscher Fußballspieler
- Obermeier, Manuela (* 1970), deutsche Schriftstellerin
- Obermeier, Otto (1843–1873), deutscher Arzt und Bakteriologe
- Obermeier, Otto (1883–1958), deutscher Graphiker, Maler und Illustrator
- Obermeier, Otto-Peter (* 1941), deutscher Tierarzt und Philosoph
- Obermeier, Siegfried (1936–2011), deutscher Sachbuch- und Romanautor
- Obermeier, Thomas (* 1964), deutscher Politiker (CSU), MdL
- Obermeier, Timon (* 2003), deutscher Fußballspieler
- Obermeir, Daniela (* 1959), deutsche Theater- und Filmschauspielerin, Regisseurin, Schauspiellehrerin und Schauspielcoach
- Obermeyer, Anna Amelia (1907–2001), südafrikanische Botanikerin
- Obermeyer, Arne (* 1984), deutscher Schauspieler und Synchronsprecher
- Obermeyer, Karl (1874–1955), deutscher Politiker (SPD), MdR
- Obermeyer, Klaus (* 1919), deutsch-amerikanischer Textil-UnternehmerKlaus Obermeyer (* 1919)

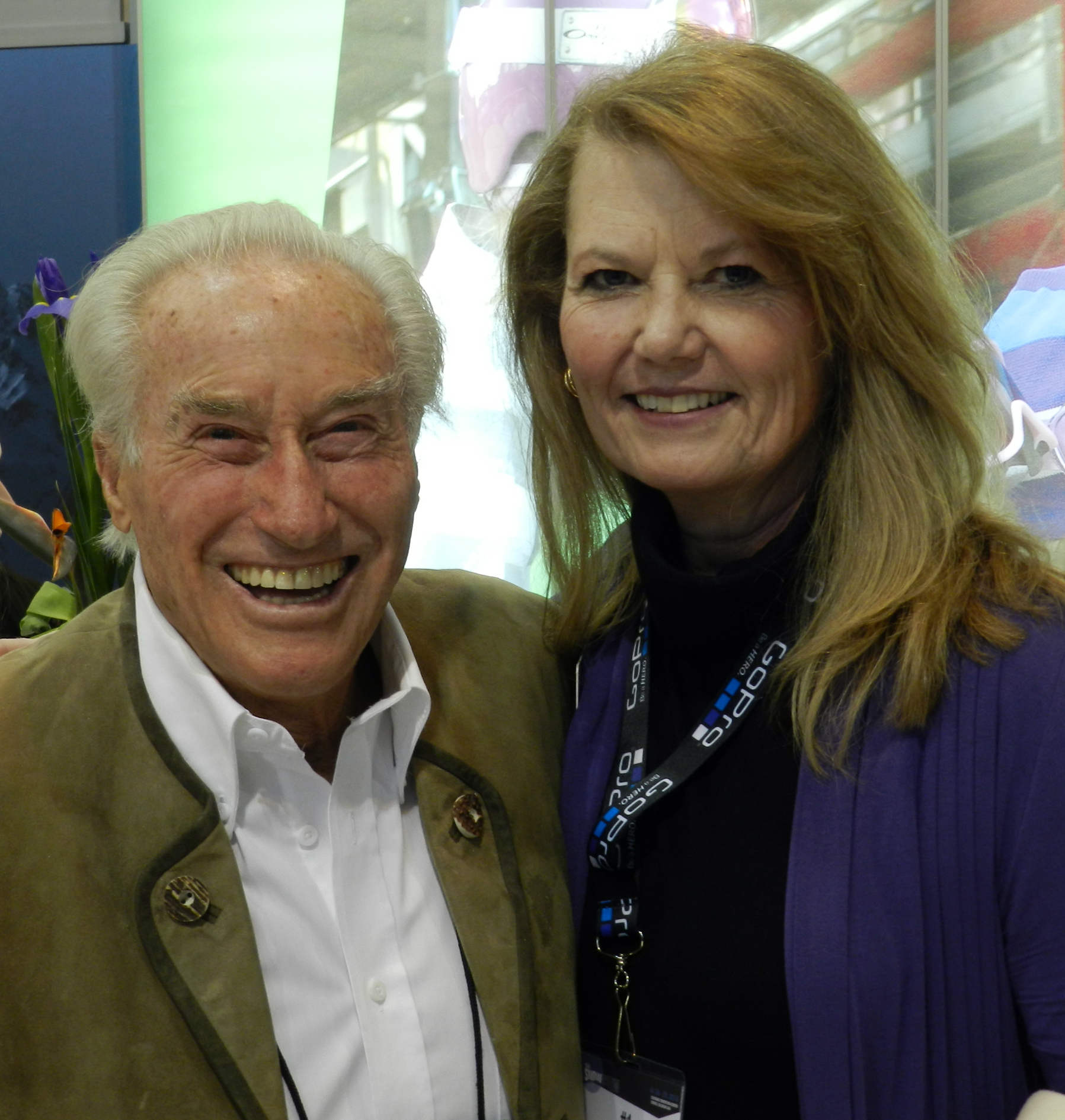
Klaus Obermeyer (* 1919)

- Obermeyer, Leonhard (1924–2011), deutscher Ingenieur und Honorarprofessor
- Obermeyr, Fabio (* 2000), österreichischer Nordischer Kombinierer
- Obermiller, Jewgeni Jewgenjewitsch (1901–1935), russischer Orientalist, Tibetologe, Sanskritist und Buddhologe
- Obermiller, Julius Rudolf (1873–1930), deutscher Chemiker
- Obermöller, Heiko (* 1974), deutscher Schauspieler, Synchronsprecher, Sänger und Puppenspieler
- Obermoser, Brigitte (* 1976), österreichische Skirennläuferin
- Obermoser, Johann (1894–1981), österreichischer Politiker (VF/ÖVP), Landesrat und Landtagspräsident in Tirol
- Obermoser, Johann (* 1954), österreichischer Architekt
- Obermoser, Jörg (1943–2020), deutscher Autorennfahrer
- Obermoser, Josef (* 1959), österreichischer Antiquitätenhändler
- Obermoser, Michael (* 1967), österreichischer Politiker (ÖVP), Abgeordneter zum Salzburger Landtag
- Obermoser, Stephanie (* 1988), österreichische Sportschützin
- Obermüller, Barbara (* 1937), deutsche Autorin, Feministin und Politikerin
- Obermüller, Benedikt (1930–2005), deutscher Skirennläufer
- Obermüller, Birgit (* 1966), österreichische Politikerin (NEOS)
- Obermüller, Gerhard (1912–1995), deutscher Leichtathlet und Journalist
- Obermüller, Henriette (1817–1893), badische Revolutionärin und Frauenrechtlerin
- Obermüller, Johanna (* 1938), rumäniendeutsche Künstlerin
- Obermüller, Karola (* 1977), deutsche Komponistin
- Obermüller, Klara (* 1940), Schweizer Journalistin, Schriftstellerin und Fernsehmoderatorin
- Obermüller, Mathias (1787–1855), bayerischer Jurist und Politiker
- Obermüller, Patrick (* 1999), österreichischer Fußballspieler
- Obermüller, Ralf (* 1958), deutscher Fußballspieler
- Obermüller, Wilhelm (1809–1888), deutscher Laien-Geschichtswissenschaftler und Laien-Sprachwissenschaftler
- Obermüllner, Adolf (1833–1898), österreichischer Maler

##### Obern
- Obernberg, Ignaz Joseph von (1761–1845), deutscher Verwaltungsbeamter und Lokalhistoriker
- Obernburg, von, Minnesänger des Mittelalters
- Obernburger, Johannes (1486–1552), leitender Kanzleisekretär Kaiser Karl V.
- Obernburger, Peter († 1553), Mainzer Kleriker
- Obernburger, Peter († 1588), kaiserlicher Reichshofrat, kaiserlicher Sekretär, Doktor beider Rechte
- Oberndorfer, Benedikt (1912–1977), österreichischer Abt des Stiftes Lambach (1956–1964)
- Oberndörfer, Dieter (* 1929), deutscher Politikwissenschaftler
- Oberndorfer, Hans (1925–2006), deutscher Astronom, Buchautor und langjähriger Leiter der Bayerischen Volkssternwarte München
- Oberndorfer, Johann (1837–1910), österreichischer Politiker
- Oberndorfer, Johann Adam (1792–1871), deutscher Nationalökonom und Hochschullehrer
- Oberndorfer, Martha (* 1962), österreichische Managerin
- Oberndorfer, Peter (1942–2024), österreichischer Jurist und emeritierter Universitätsprofessor
- Oberndorfer, Peter (* 1956), deutscher Automobilrennfahrer
- Oberndörfer, Ralf (* 1965), deutscher Schriftsteller, Jurist und Rechtshistoriker
- Oberndorfer, Siegfried (1876–1944), deutscher Pathologe und Anatom und Hochschullehrer
- Oberndorfer, Stefan (* 1959), deutscher Unternehmer und Autorennfahrer
- Oberndorff, Alfred von (1870–1963), deutscher DiplomatAlfred von Oberndorff (1870–1963)

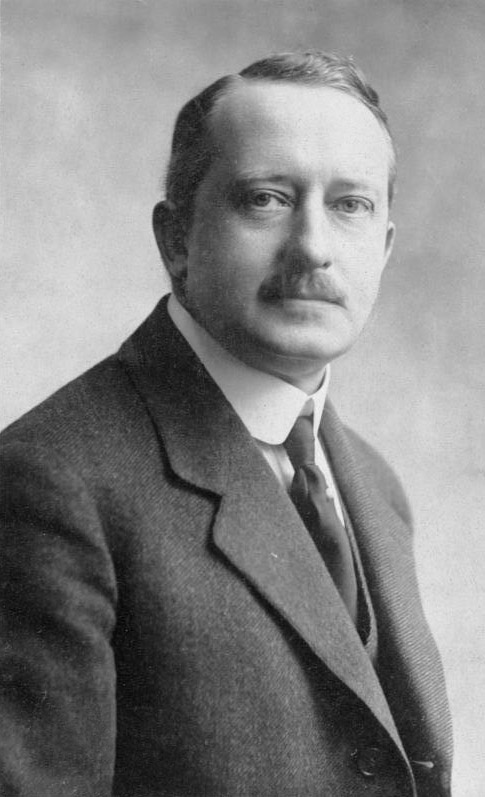
Alfred von Oberndorff (1870–1963)

- Oberndorff, Franz Albert Leopold von (1720–1799), kurpfälzischer Minister und Statthalter des Kurfürsten
- Oberndorff, Jan (* 1965), deutscher Schauspieler, Regisseur und Dozent
- Oberndorff, Maria von (1867–1940), deutsche Schriftstellerin
- Oberndorff, Wolf Peter von (1638–1704), kurbayrischer Offizier
- Oberndorfinger, Julia (* 1980), österreichische Szenenbildnerin
- Oberneder, Marzell (1891–1985), deutscher Lehrer, Musiker und Heimatdichter
- Obernetter, Johann Baptist (1840–1887), deutscher Chemiker, Fotochemiker und Drucker
- Oberneyer, Michael (* 1962), deutscher Offizier, Brigadegeneral der Bundeswehr
- Oberniedermayr, Anton (1899–1986), deutscher Kinderchirurg
- Obernier, Franz (1839–1882), deutscher Mediziner, Arzt und Hochschullehrer
- Obernik-Reiner, Margarete (1893–1948), israelische Sozialarbeiterin
- Obernitz, Albert von (1804–1879), preußischer Generalmajor
- Obernitz, Eberhard von (1854–1920), preußischer Offizier, zuletzt Generalmajor
- Obernitz, Hanns Günther von (1899–1944), deutscher Offizier, SA-Führer und Politiker (NSDAP), MdRHanns Günther von Obernitz (1899–1944)

Hanns Günther von Obernitz (1899–1944)

- Obernitz, Hugo von (1819–1901), preußischer General der Infanterie
- Obernitz, Moritz August von (1743–1823), preußischer Generalmajor
- Obernitz, Moritz von (1785–1870), preußischer Großagrarier und Offizier
- Obernitz, Moritz von (1869–1958), deutscher Konteradmiral der Kaiserlichen Marine
- Obernitz, Sybille von (* 1962), deutsche Politikerin, Senatorin in Berlin
- Obernolte, Jay (* 1970), US-amerikanischer Politiker der Republikanischen Partei
- Obernosterer, Dagmar (* 1959), österreichische Liedschreiberin
- Obernosterer, David (* 1989), österreichischer Badmintonspieler
- Obernosterer, Engelbert (* 1936), österreichischer Schriftsteller
- Obernosterer, Gabriel (* 1955), österreichischer Politiker (ÖVP), Abgeordneter zum Nationalrat und ehemaliger Naturbahnrodler
- Obernosterer, Manfred (* 1957), österreichischer Musiker, Komponist und Kabarettist
- Obernosterer, Markus (* 1990), österreichischer Fußballspieler

##### Obero
- Oberoi, Harjot, Asienforscher und Hochschullehrer
- Oberoi, Vivek (* 1976), indischer Schauspieler
- Oberon, Merle (1911–1979), britische SchauspielerinMerle Oberon (1911–1979)

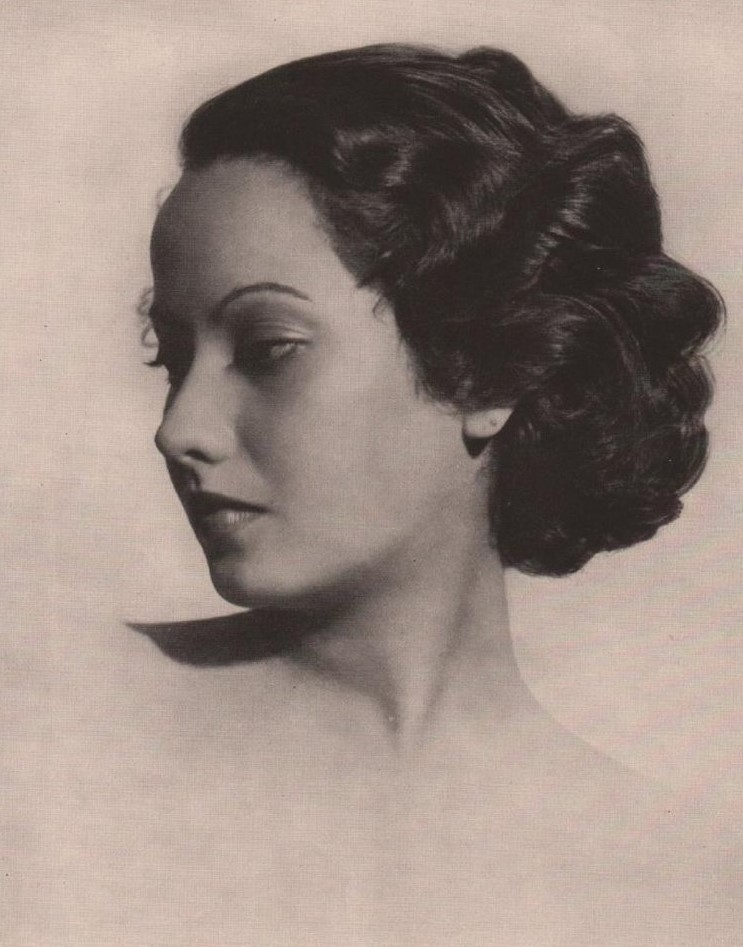
Merle Oberon (1911–1979)

##### Oberp
- Oberparleiter, Ignaz (1846–1922), Schriftsteller, Musiker und Lehrer
- Oberparleiter, Karl (1886–1968), österreichischer Wirtschaftswissenschaftler
- Oberparleiter, Marie (1876–1954), Schriftstellerin und Lehrerin
- Oberpichler, Rale (* 1952), deutsche Musikerin
- Oberpichler, Zepp (* 1967), deutscher Musiker und Autor
- Oberpriller, Hannes (* 1957), deutscher Sportschütze

##### Oberr
- Oberrauch, Herkulan (1728–1808), Südtiroler Franziskaner, Philosoph und katholischer Moraltheologe
- Oberrauch, Max (* 1984), italienischer Eishockeyspieler
- Oberrauch, Paul (1890–1954), Schweizer Architekt
- Oberrauner, Petra (* 1965), österreichische Politikerin (SPÖ), Abgeordnete zum Nationalrat
- Oberreit, Jakob Andreas Hermann (1777–1856), sächsischer Generalmajor und Kartograf
- Oberreiter, Johann (1807–1865), österreichischer ernannter Bürgermeister von Werfen und Lebzelter, Mörder
- Oberreiter, Thomas (* 1966), österreichischer DiplomatThomas Oberreiter (* 1966)

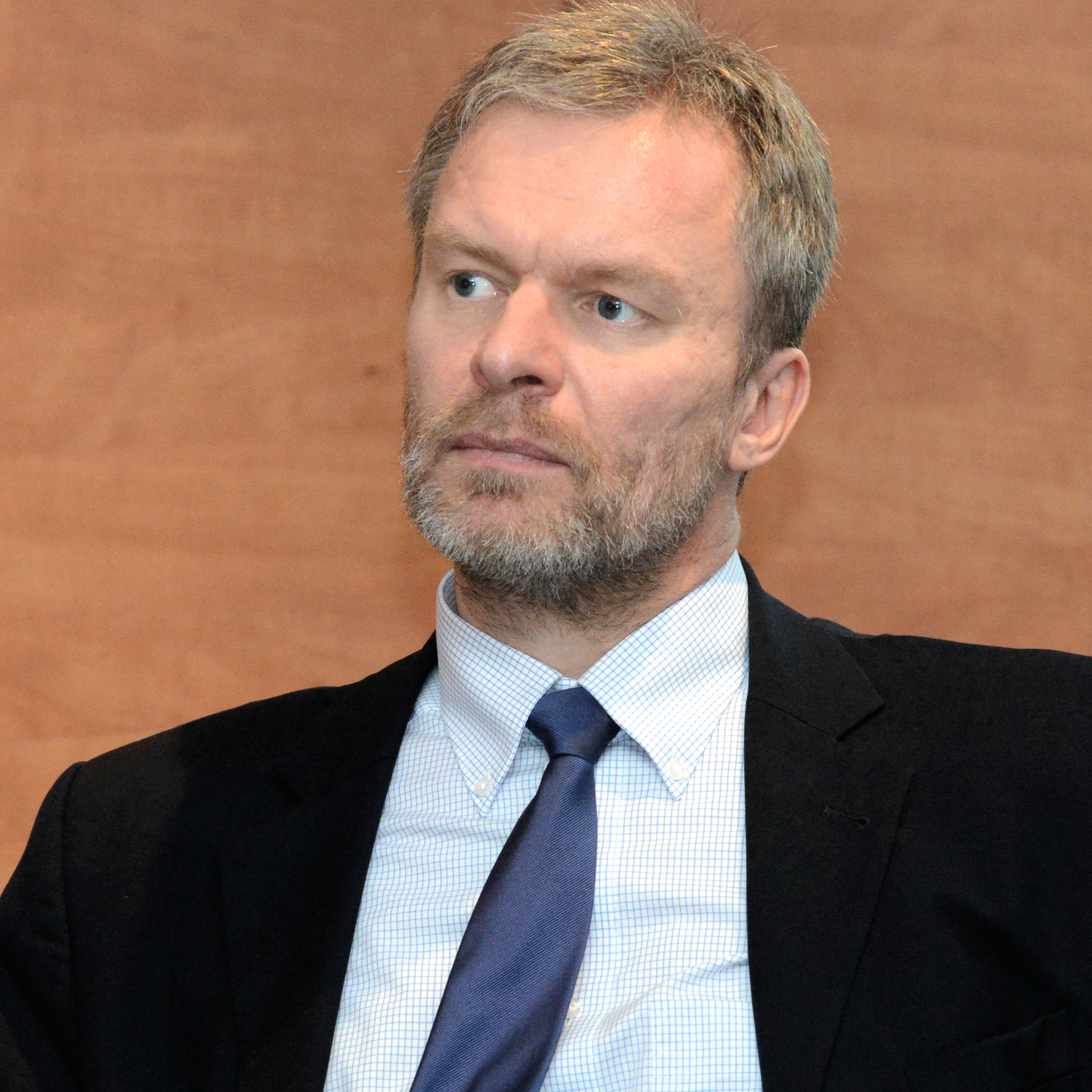
Thomas Oberreiter (* 1966)

- Oberreuter, Heinrich (* 1942), deutscher Politologe
- Oberritter, Dirk (* 1972), deutscher Fußballspieler
- Oberröder, Wolfgang (1942–2022), deutscher römisch-katholischer Priester, Pastoraltheologe und Autor

##### Obers
- Obers, Carlos (1940–2024), deutscher Werbegestalter
- Obersberger, Walter, österreichischer Radrennfahrer
- Oberschall, Anthony (* 1936), US-amerikanischer Soziologe
- Oberschall, Johann Matthäus (1688–1755), deutscher Bildhauer
- Oberschelp, Arnold (1932–2024), deutscher Mathematiker, Logiker und Hochschullehrer
- Oberschelp, Frank (* 1968), deutscher Blockflötist
- Oberschelp, Friedrich (1895–1986), deutscher Dirigent und Chorleiter
- Oberschelp, Jürgen (* 1938), deutscher Dirigent, Chorleiter und Lehrer
- Oberschelp, Klaus (* 1946), deutscher Fußballspieler
- Oberschelp, Malte (* 1968), deutscher Sachbuchautor
- Oberschelp, Reinhard (* 1936), deutscher Historiker und Bibliothekar
- Oberschelp, Walter (* 1933), deutscher Mathematiker und Informatiker
- Oberschlick, Gerhard (* 1942), österreichischer Publizist
- Oberschmidt, Jürgen (* 1965), deutscher Musikpädagoge und Musikwissenschaftler
- Obersiebrasse, Fritz (1940–2021), deutscher Leichtathlet
- Oberson, Sarah (* 1980), Schweizerin, die 1985 im Alter von fünf Jahren verschollen ging
- Oberson, Swann (* 1986), Schweizer Schwimmerin
- Oberst, Bill Jr. (* 1965), amerikanischer Schauspieler
- Oberst, Conor (* 1980), US-amerikanischer Independent-MusikerConor Oberst (* 1980)

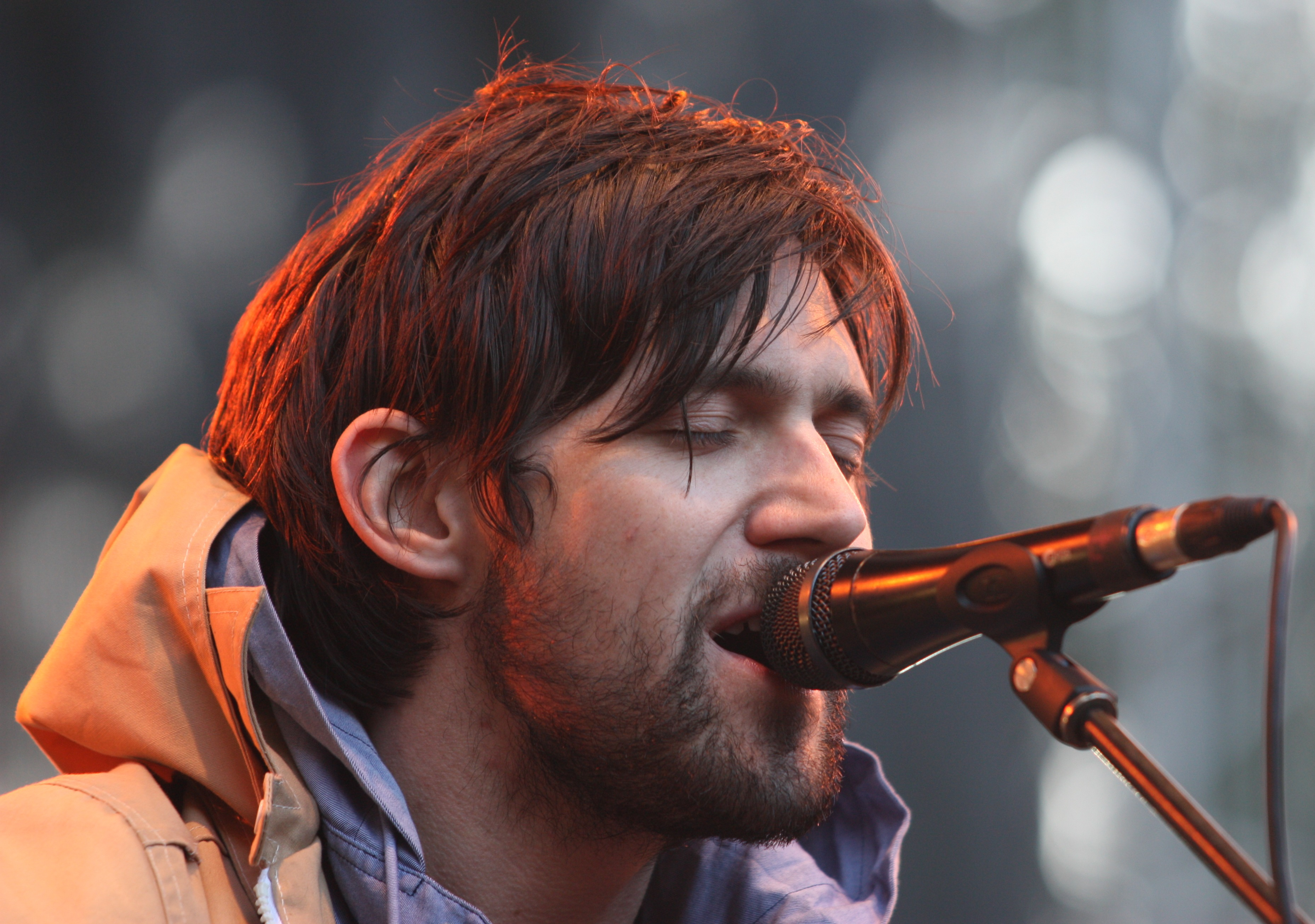
Conor Oberst (* 1980)

- Oberst, Eugene (1901–1991), US-amerikanischer Leichtathlet
- Oberst, Heinz, österreichischer Radrennfahrer
- Oberst, Marco (* 1996), österreichischer Fußballspieler
- Oberst, Maximilian (1849–1925), deutscher Chirurg und Hochschullehrer
- Oberst, Werner (1891–1945), preußischer Landrat
- Oberstar, Jim (1934–2014), US-amerikanischer Politiker (Demokratische Partei)
- Oberste, Jörg (* 1967), deutscher Historiker
- Oberste, Walter (* 1933), deutscher Sprinter
- Oberste-Berghaus, Günther (1895–1950), deutscher Architekt und Baubeamter
- Oberste-Brink, Karl (1885–1966), deutscher Geologe, Paläobotaniker und Bergbau-Fachmann
- Obersteg, Roland (* 1960), deutscher Flottillenadmiral der Bundeswehr
- Oberstein, Andreas von (1533–1603), adeliger Domherr und bedeutender Reformer im Bistum Speyer
- Obersteiner, Heinrich (1847–1922), österreichischer Neurologe
- Obersteiner, Johann (1824–1896), österreichischer Komponist und Organist
- Obersteiner, Louis (* 2004), österreichischer Skispringer
- Obersteiner, Ludwig (1857–1896), österreichischer Genremaler
- Obersteller, Andreas (1953–2023), deutscher Ministerialbeamter
- Obersteller, Bernhard (1889–1972), deutscher Politiker (GB/BHE), MdL
- Oberstolz, Christian (* 1977), italienischer Rennrodler
- Oberstolz-Antonova, Anastasia (* 1981), italienische Rennrodlerin

##### Obert
- Obert, Adam (* 2002), slowakischer Fußballspieler
- Obert, Alex (* 1991), US-amerikanischer Wasserballspieler
- Obert, Anthony (* 1985), französischer Skirennläufer
- Obert, Claudia (* 1961), deutsche Reality-TV-Teilnehmerin und Unternehmerin
- Obert, Franz (1828–1908), siebenbürgisch-sächsischer evangelischer Theologe, Schriftsteller, Schulreformer und Politiker
- Obert, Günter (1926–2017), deutscher Verwaltungsjurist
- Obert, Michael (* 1966), deutscher Journalist und Buchautor
- Obertan, Gabriel (* 1989), französischer Fußballspieler
- Obertas, Julija Nikolajewna (* 1984), russische Eiskunstläuferin
- Obertelli, Alexandre (* 1978), französischer Kernphysiker
- Oberteufer, Johann Georg (1750–1819), Schweizer Arzt und Politiker
- Oberteufer, Johann Heinrich (1779–1841), Schweizer Arzt und Politiker
- Oberth, Adolf (1928–2007), deutscher Chemiker und Erfinder
- Oberth, Hermann (1894–1989), österreich-ungarisch-deutscher Physiker und RaketenpionierHermann Oberth (1894–1989)

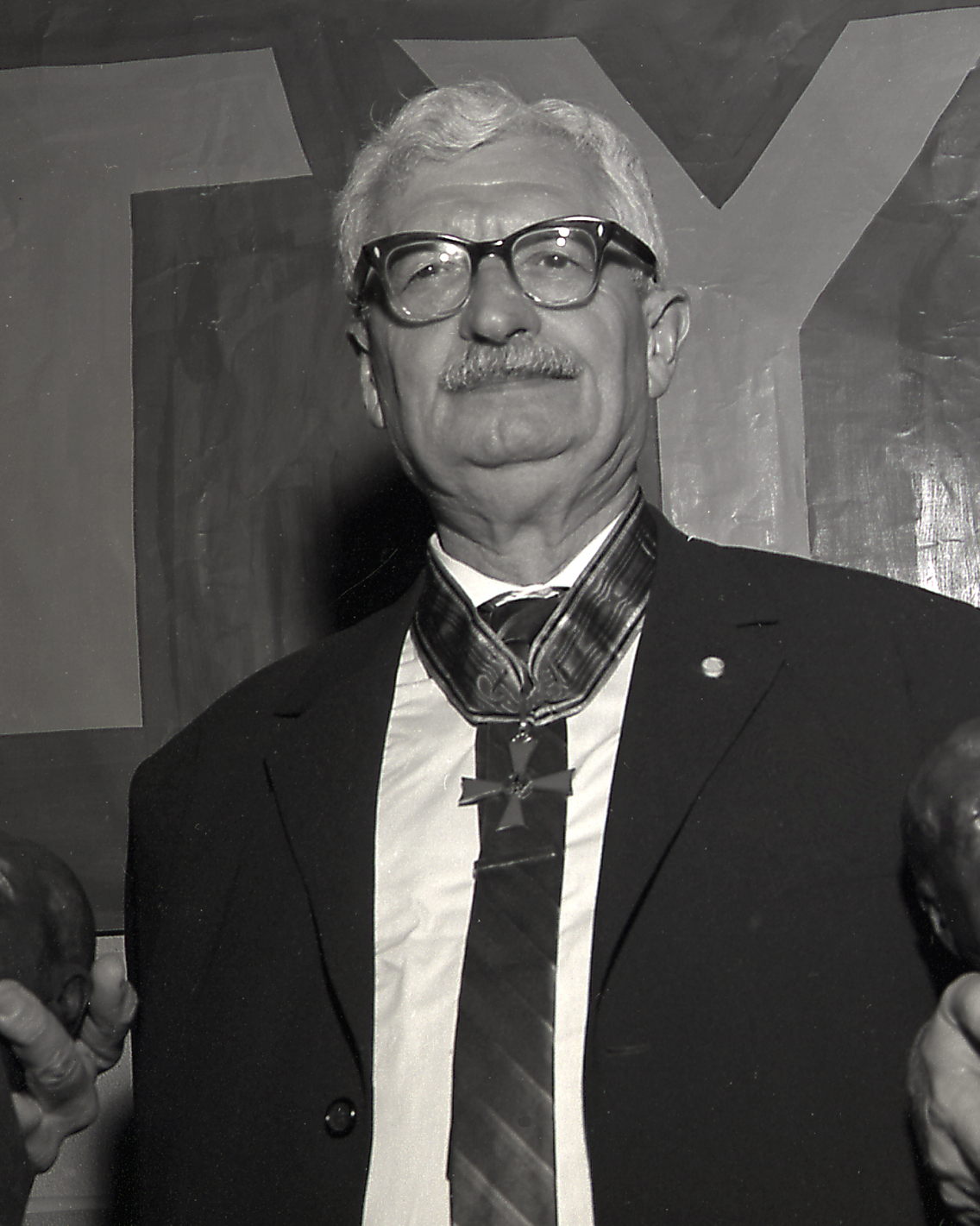
Hermann Oberth (1894–1989)

- Oberthaler, Kristina (* 1998), österreichische Biathletin
- Oberthier, Karl-Heinz, deutscher Meteorologe
- Oberthür, Charles (1845–1924), französischer Entomologe
- Oberthür, François-Charles (1818–1893), französischer Verleger und Drucker
- Oberthür, Franz (1745–1831), deutscher römisch-katholischer Theologe
- Oberthür, Henri Joseph (1887–1983), französischer Entomologe und Chirurg
- Oberthür, Rainer (* 1961), deutscher Theologe und Autor
- Oberthür, René (1852–1944), französischer Entomologe
- Oberthür, Theodor (1891–1966), deutscher Politiker (CDU), MdL
- Oberti, Guido (1907–2003), italienischer Bauingenieur
- Oberto Doria, italienischer Admiral der Republik Genua
- Oberto II. von Biandrate, italienischer Kreuzfahrer des vierten Kreuzzuges, Regent von Thessaloniki
- Oberto, Fabricio (* 1975), argentinischer Basketballspieler
- Obertone, Laurent (* 1984), französischer Journalist und Autor
- Obertos de Valeto, Álvaro (1427–1482), spanischer Edelmann und Geschworener von Jerez
- Obertreis, Julia (1969–2023), deutsche Historikerin
- Obertuck, Gwen (* 1980), US-amerikanische Sängerin
- Obertüschen, Karl (1828–1873), deutscher Bürgermeister der Stadt Mülheim an der Ruhr (1857–1873)

##### Oberu
- Oberück, Hermine (* 1951), deutsche Fotografin und Fotojournalistin

##### Oberw
- Oberwaditzer, Felix (* 2006), liechtensteinischer Fussballspieler
- Oberwalder, Hannes (* 1967), österreichischer Musikproduzent, Keyboarder und Pianist
- Oberwalder, Louis (1922–2010), österreichischer Pädagoge, Erwachsenenbildner und Publizist
- Oberwalder, Oskar (1883–1936), österreichischer Denkmalpfleger und Kunsthistoriker
- Oberwallner, Josef (* 1884), deutscher Landrat
- Oberweger, Giorgio (1913–1998), italienischer Diskuswerfer
- Oberweinmar, Jobst von († 1526), Ritter, kaiserlicher Rat und Gesandter unter Maximilian I. und Inhaber der Herrschaft Falkenstein in Oberösterreich
- Oberweis, Marc (* 1982), luxemburgischer Fußballspieler
- Oberwinder, Heinrich (1845–1914), sozialdemokratischer Politiker und Journalist
- Oberwinkler, Franz (1939–2018), deutscher Mykologe
- Oberwittler, Dietrich (* 1963), deutscher Soziologe und Kriminologe

##### Oberz
- Oberzaucher, Alfred (* 1948), österreichischer Tanzwissenschaftler und Ballett-Dramaturg
- Oberzaucher, Elisabeth (* 1974), österreichische VerhaltensbiologinElisabeth Oberzaucher (* 1974)

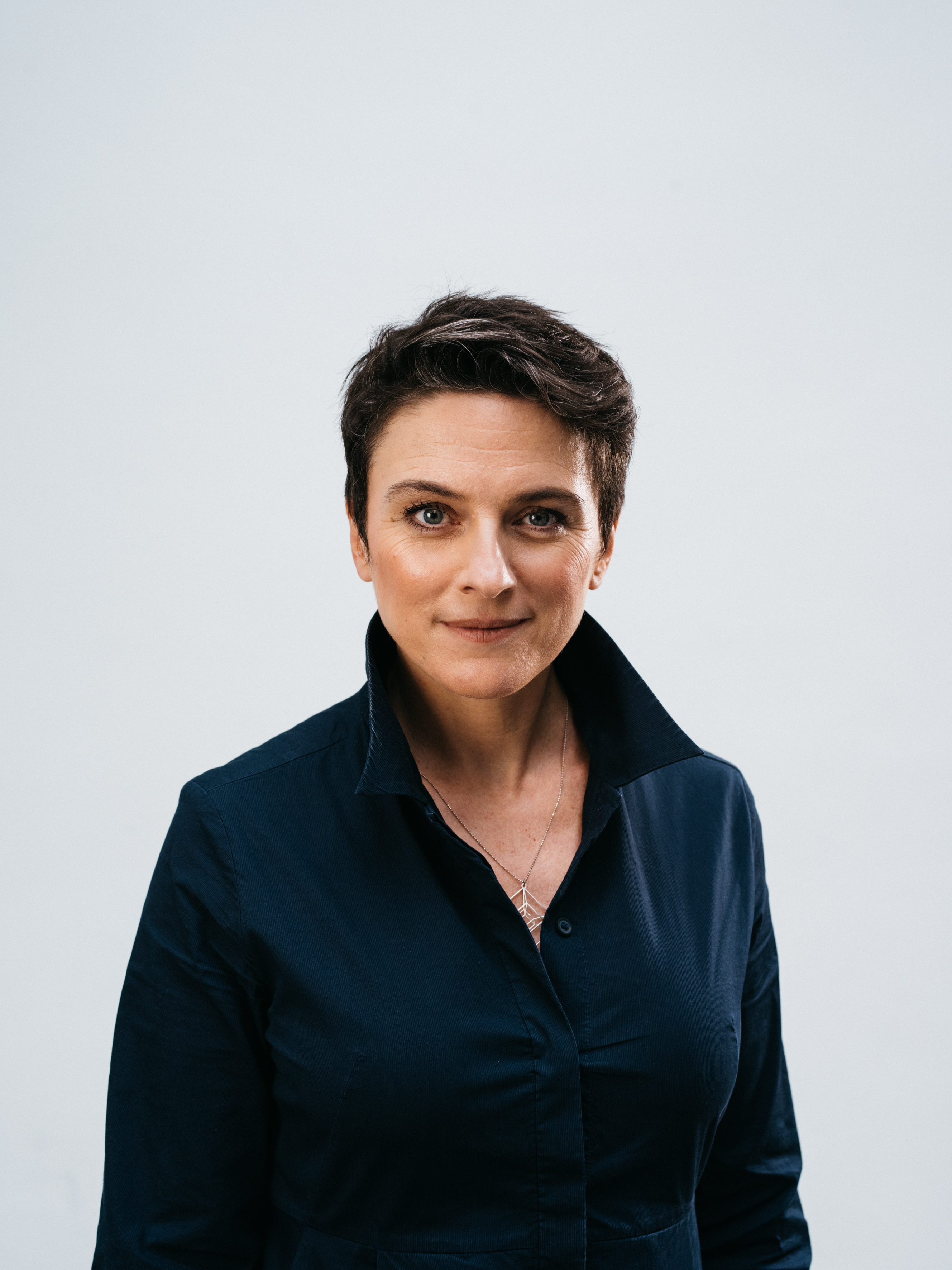
Elisabeth Oberzaucher (* 1974)

- Oberzaucher, Ludwig (1881–1957), österreichischer Politiker (SPÖ)
- Oberzaucher-Schüller, Gunhild (* 1942), österreichische Tanzwissenschaftlerin

#### Obes
- Obes, Lucas José (1782–1838), uruguayischer Politiker
- Obeso Rivera, Sergio (1931–2019), mexikanischer Geistlicher und römisch-katholischer Erzbischof von Jalapa
- Obeso, Candelario (1849–1884), kolumbianischer Schriftsteller

#### Obet
- Obeth, Josef (1874–1961), deutscher Bildhauer
- Obetsebi-Lamptey, Emmanuel (1902–1963), ghanaischer Politiker
- Obetsebi-Lamptey, Jacob Okanka (1946–2016), ghanaischer Politiker

#### Obex
- Obex-Mischitz, Ines (* 1965), österreichische Politikerin (SPÖ), Landtagsabgeordnete
- Obexer, Linus (* 1997), schweizerischer Fußballspieler
- Obexer, Maxi (* 1970), deutsch-italienische Schriftstellerin

#### Obey
- Obey, André (1892–1975), französischer Theaterautor, Autor und Dramatiker
- Obey, Dave (* 1938), US-amerikanischer Politiker
- Obey, Ebenezer (* 1942), nigerianischer Musiker und Evangelist
- Obeya, Mani (* 1969), Tänzer, Sänger, Songwriter und Choreograf

### Obh
- Obhođaš, Safeta (* 1951), bosnische Schriftstellerin
- Obhof, Ute (* 1960), deutsche Germanistin und Bibliothekarin
- Obholzer, Anton (* 1968), britischer Ruderer
- Obholzer, Karin (1943–2021), österreichische Journalistin und Autorin
- Obholzer, Rupert (* 1970), britischer Ruderer
- Obholzer, Walter (1953–2008), österreichischer Maler

### Obi
- Obi, Ashanti (* 1952), nigerianische Sprinterin
- Obi, Chris (* 1970), britisch-nigerianischer Schauspieler
- Obi, Joel (* 1991), nigerianischer Fußballspieler
- Obi, John (* 2004), kanadischer Volleyballspieler
- Obi, Paul, nigerianischer Oberstleutnant
- Obi, Peter (* 1961), nigerianischer Geschäftsmann und Politiker (Labour Party)Peter Obi (* 1961)

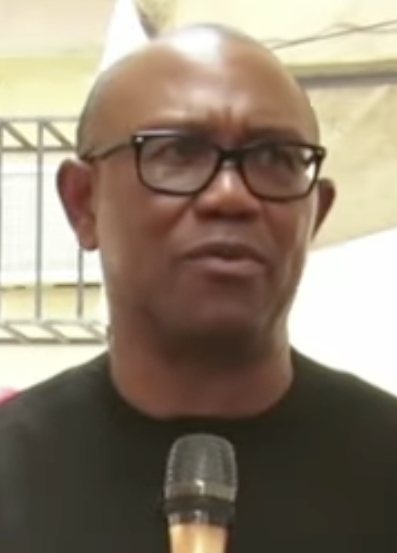
Peter Obi (* 1961)

- Obi, Powell Obinna (* 1997), japanischer Fußballspieler
- Obi, Samuel Ebuka (* 2003), nigerianischer Fußballspieler
- Obi, Thomas (* 1932), nigerianischer Sprinter und Hürdenläufer
- Obi-Martin, Chido (* 2007), dänischer Fußballspieler
- Obiang Nguema Mbasogo, Teodoro (* 1942), äquatorialguineischer Politiker, Präsident (seit 1979)Teodoro Obiang Nguema Mbasogo (* 1942)

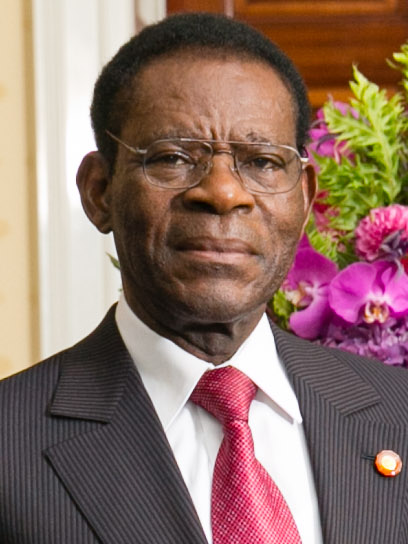
Teodoro Obiang Nguema Mbasogo (* 1942)

- Obiang, Johann (* 1993), gabunischer Fußballspieler
- Obiang, Pedro (* 1992), spanisch-äquatorialguineischer Fußballspieler
- Obiatuegwu, Thomas Ifeanyichukwu (* 1966), nigerianischer römisch-katholischer Geistlicher, Weihbischof in Orlu
- Obid, Yodgor (* 1940), usbekischer Dichter
- Obiditsch, Fritz (1926–2013), deutscher Soziologe
- Obiditsch-Mayer, Irmtraut (1913–1995), österreichische Anatomin und Pathologin
- Óbidos, Josefa de (1630–1684), portugiesische Malerin
- Obiefuna, Albert Kanene (1930–2011), römisch-katholischer Geistlicher und Erzbischof von Onitsha
- Obiekwu, Kingsley (* 1974), nigerianischer Fußballspieler und -trainer
- Obiena, Ernest John (* 1995), philippischer Stabhochspringer
- Obier, Max (1859–1909), deutscher Arbeiter und Politiker (SPD), MdL
- Obier, Oskar (1876–1952), deutscher Impressionist
- Obiero, Mercy Apondi (* 1978), kenianische Gewichtheberin
- Obiesie, Joshua (* 2000), deutscher Basketballspieler
- Obieta, Francisco (* 1957), argentinischer Kontrabassist und Komponist
- Obika, Hope (* 1970), nigerianische Hürdenläuferin
- Obiku, Michael (* 1968), nigerianischer Fußballspieler
- Obikwelu, Francis (* 1978), portugiesischer Sprinter nigerianischer Herkunft
- Obilalé, Kodjovi (* 1984), togoischer Fußballtorhüter
- Obileye, Ayo (* 1994), englisch-nigerianischer Fußballspieler
- Obilić, Miloš († 1389), Mörder des Sultan Murad I.Miloš Obilić († 1389)

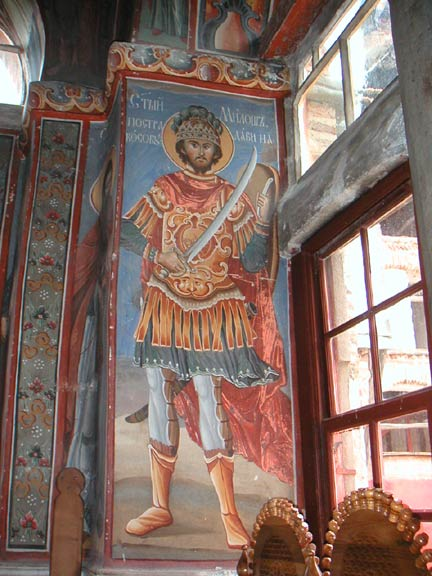
Miloš Obilić († 1389)

- Obin, Philomé (1892–1986), haitianischer bildender Künstler
- Obina (* 1983), brasilianischer Fußballspieler
- Obinger, Herbert (* 1970), österreichischer Politikwissenschaftler und Hochschullehrer an der Universität Bremen
- Obinna Chukwunyelu, Eric (* 1981), nigerianischer Fußballspieler
- Obinna, Ajoku (* 1984), nigerianischer Fußballspieler
- Obinna, Anthony John Valentine (* 1946), nigerianischer Geistlicher, emeritierter römisch-katholischer Erzbischof von Owerri
- Obinna, Victor (* 1987), nigerianischer Fußballspieler
- Obino, Guy (1937–2009), französischer Arzt und Politiker
- Obino, Nise (1918–1995), brasilianische Pianistin und Klavierpädagogin
- Obiols i Germà, Raimon (* 1940), spanischer Politiker (PSC), MdEP
- Obiols i Tramullas, Marià (1809–1888), spanischer Dirigent, Komponist und Musikpädagoge
- Obiols, Francesc (* 1975), andorranischer Fußballspieler
- Obioma, Chigozie (* 1986), nigerianischer Schriftsteller
- Obioma, Chukwuemeka (* 1998), nigerianischer Fußballspieler
- Obiong, Juliana (* 1966), äquatorialguineische Sprinterin
- Obiora, Nwankwo (* 1991), nigerianischer Fußballspieler
- O’Bir, Jon (* 1984), britischer DJ und Produzent
- Obirek, Stanisław (* 1956), polnischer Theologe, Historiker, Kulturanthropologe, ehemaliger Jesuitenmönch
- Obiri, Hellen (* 1989), kenianische Mittel- und LangstreckenläuferinHellen Obiri (* 1989)

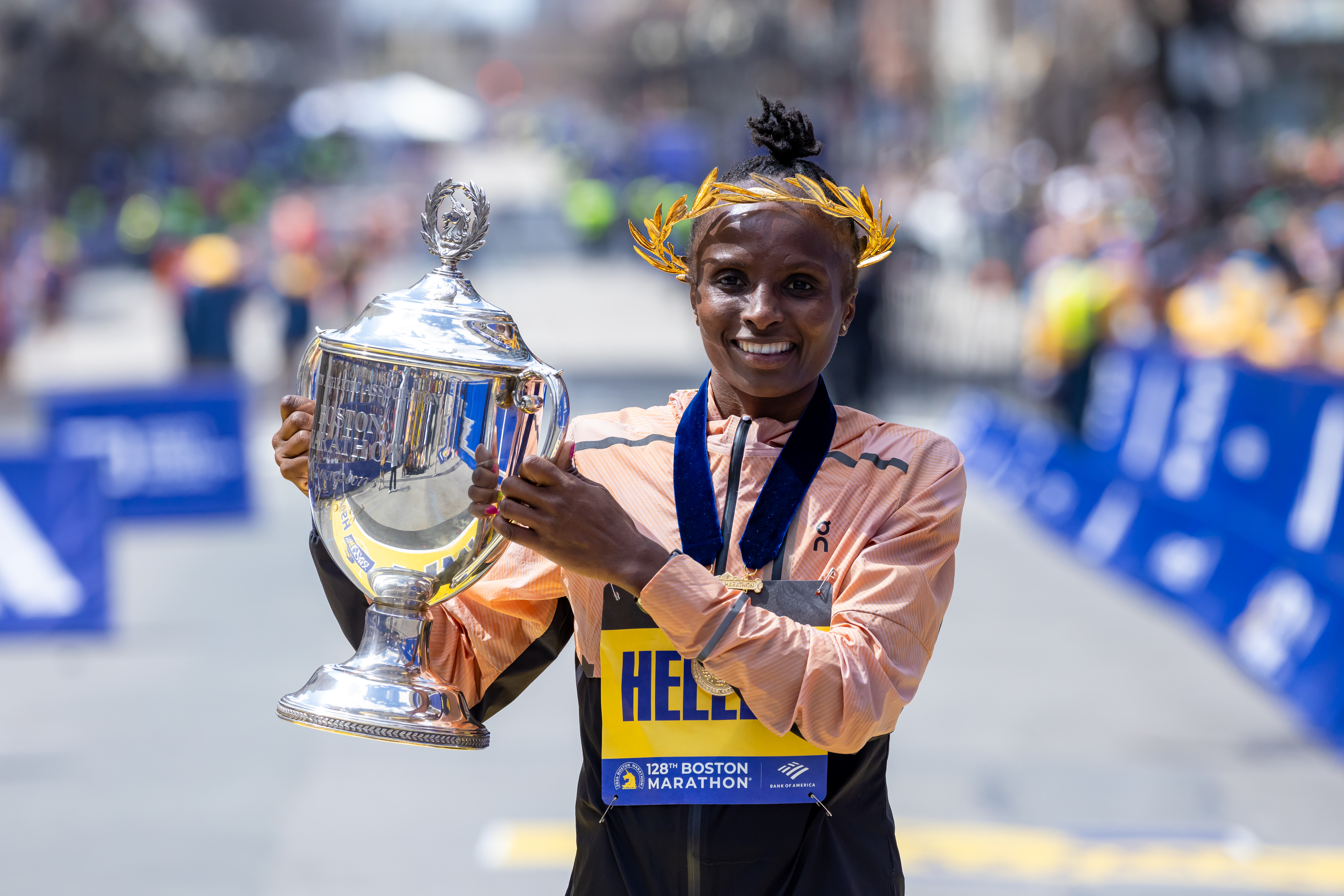
Hellen Obiri (* 1989)

- Obisesan, Queen (* 1982), nigerianische Hammerwerferin
- Obispo, Armando (* 1999), niederländischer Fußballspieler
- Obispo, Jamilla, philippinische Schauspielerin
- Obispo, Pascal (* 1965), französischer PopsängerPascal Obispo (* 1965)

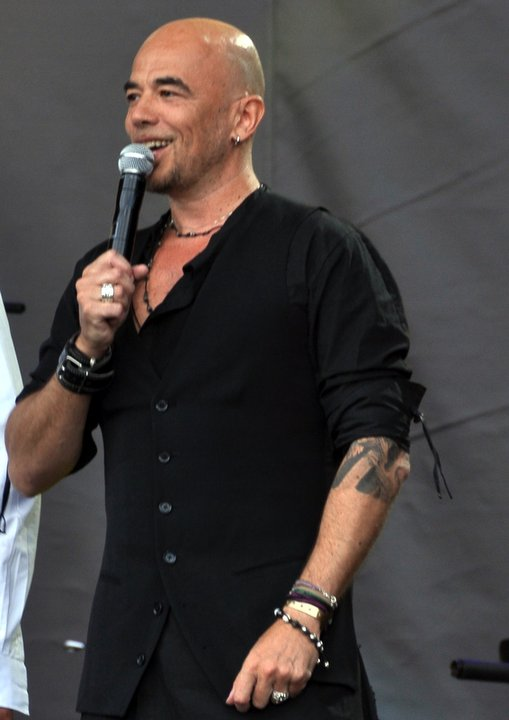
Pascal Obispo (* 1965)

- Obita, Jordan (* 1993), englischer Fußballspieler
- Obitz, Gábor (1899–1953), ungarischer Fußballspieler und -trainer
- Obitz, Kurt (1907–1945), deutscher Tierarzt, Parasitologe und Publizist
- Obižajevs, Aleksandrs (* 1956), lettischer Stabhochspringer
- Obizzo II. d’Este († 1293), Herr von Ferrara, Modena und Reggio Emilia
- Obizzo III. d’Este (1294–1352), Herr von Ferrara und Modena

### Obj
- Objartel, Georg (* 1940), deutscher Germanist
- Objedkowa, Wanda (1930–2022), sowjetische bzw. ukrainische Holocaust-Überlebende

### Obk
- Obkircher, Hermann (1819–1881), deutscher Jurist und badischer Politiker
- Obkircher, Josef (1783–1854), badischer Jurist und Politiker
- Obkircher, Natalie (* 1971), italienische Rennrodlerin
- Obkircher, Rudolf (1859–1916), deutscher Jurist und Politiker (NLP), MdR

### Obl
- Obladen, Marei (1941–2020), deutsche Hörspielautorin und Rezensentin
- Obladen, Peter (1717–1801), deutscher römisch-katholischer Geistlicher, Schriftsteller und Übersetzer
- Obladen, Wolfgang (1924–2000), deutscher Politiker (CDU)
- Obladen-Kauder, Julia (* 1957), deutsche Archäologin
- Oblak, Branko (* 1947), jugoslawischer Fußballspieler
- Oblak, Jaka (* 1986), slowenischer Skispringer
- Obłąk, Jan (1913–1988), polnischer katholischer Geistlicher, Bischof von Ermland
- Oblak, Jan (* 1993), slowenischer FußballspielerJan Oblak (* 1993)

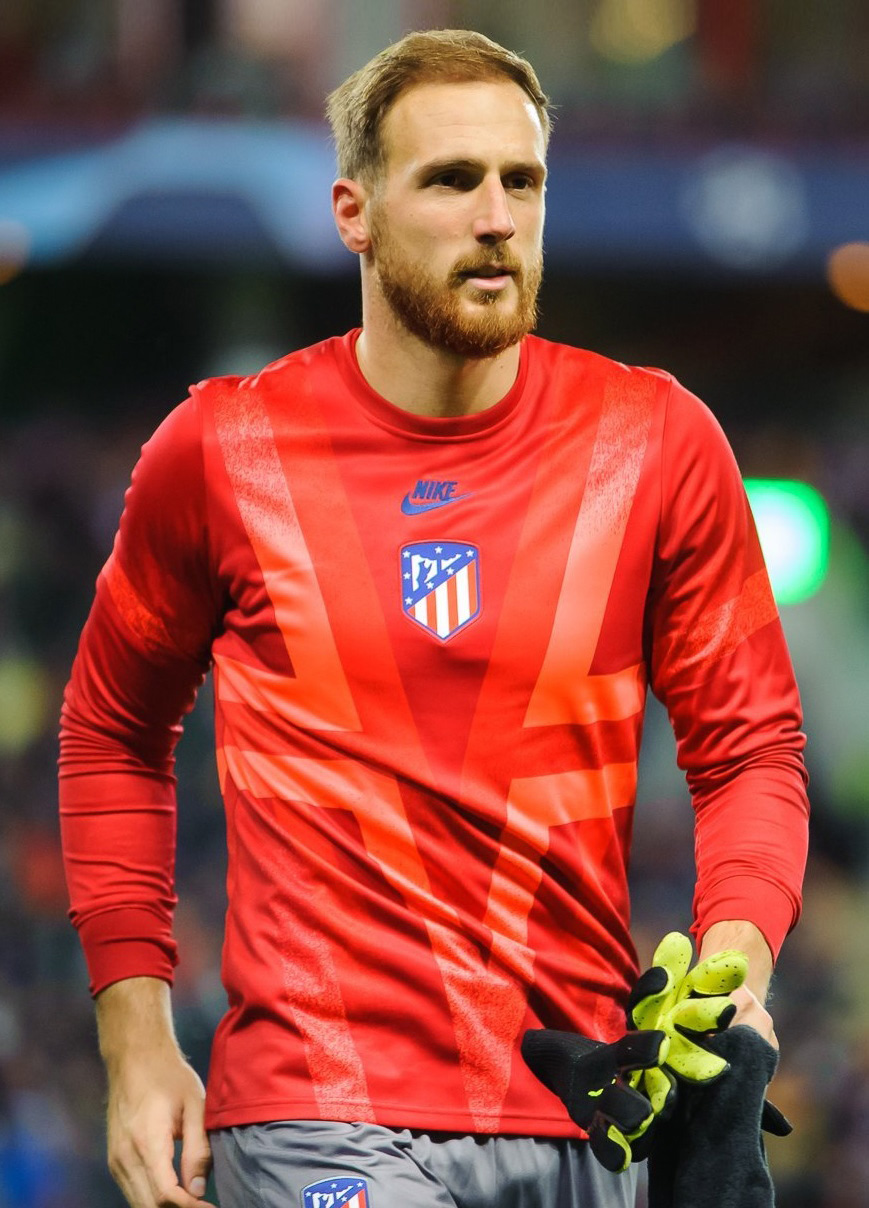
Jan Oblak (* 1993)

- Oblak, Lenart (* 1991), slowenischer Biathlet
- Oblak, Marijan (1919–2008), jugoslawischer bzw. kroatischer Geistlicher, Erzbischof von Zadar
- Oblak, Robert (* 1968), slowenischer Fußballspieler
- Oblak, Rok (* 2001), slowenischer Skispringer
- Oblasser, Caroline (* 1977), österreichische Verlegerin und Autorin
- Oble, Jacqueline (* 1950), ivorische Politikerin
- Obleitner, Johannes (1893–1984), österreichischer Bildhauer und Maler
- Obleitner, Karl junior (* 1929), österreichischer Bildhauer und Maler
- Oblemenco, Ion (1945–1996), rumänischer Fußballspieler und -trainer
- Obleschtschuk, Halyna (* 1989), ukrainische Kugelstoßerin
- Obleser, Friedrich (1923–2004), deutscher Generalleutnant und Luftwaffeninspekteur
- Obliers, Thomas (* 1967), deutscher Fußballtrainer
- Obligado, Carlos (1890–1949), argentinischer Schriftsteller und Übersetzer
- Obligado, Pedro Miguel (1892–1967), argentinischer Schriftsteller
- Obligado, Rafael (1851–1920), argentinischer Schriftsteller
- Obling, Bertram (* 1995), dänischer Handballspieler
- Oblinger, Albert (* 1910), österreichischer Radrennfahrer
- Oblinger, Alexander (* 1989), deutscher EishockeyspielerAlexander Oblinger (* 1989)

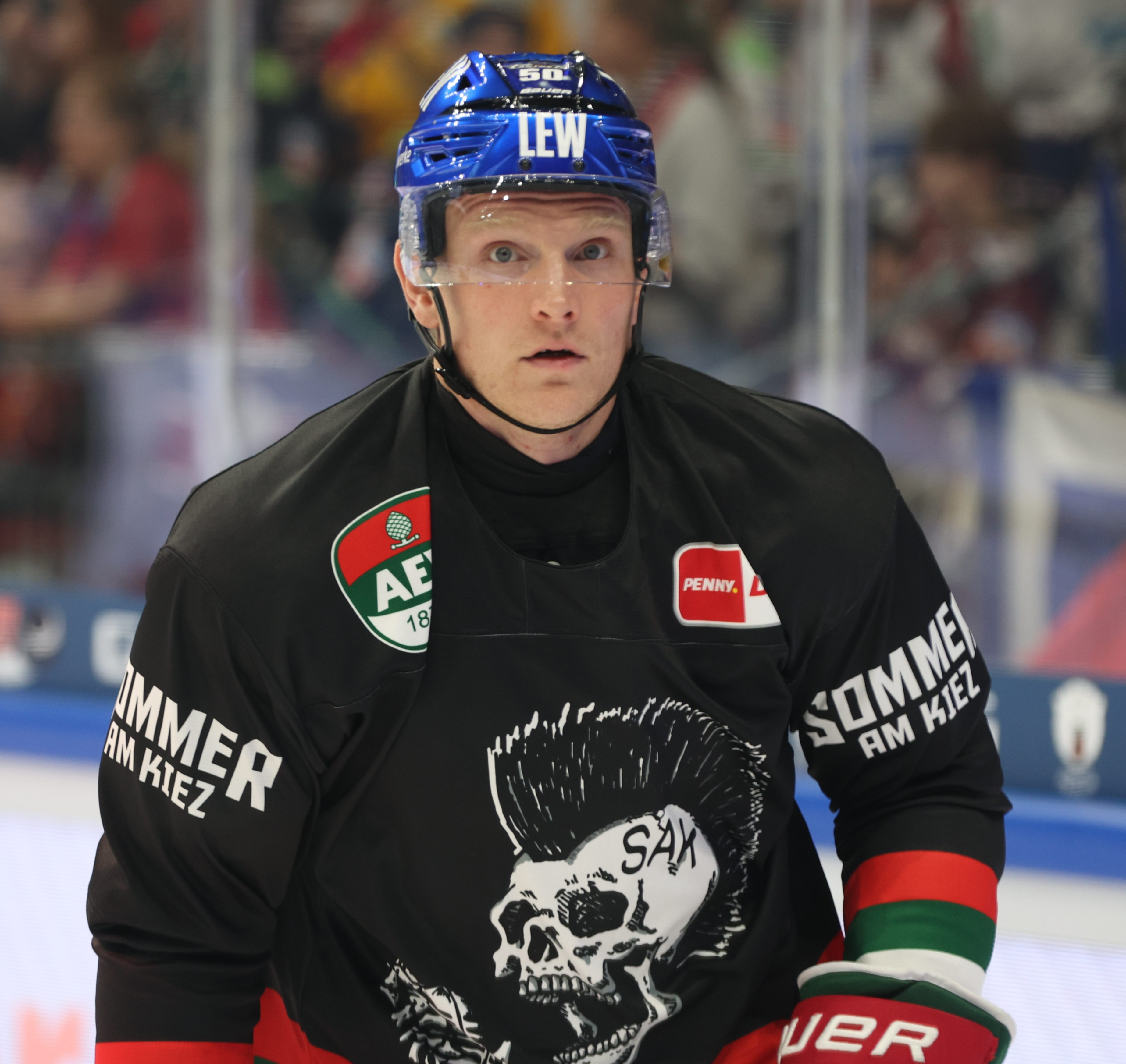
Alexander Oblinger (* 1989)

- Oblinger, Helmut (* 1973), österreichischer Kanute
- Oblinger-Peters, Violetta (* 1977), österreichische Kanutin
- Obljakow, Iwan Sergejewitsch (* 1998), russischer Fußballspieler
- Obłój, Krzysztof (* 1954), polnischer Ökonom und Hochschullehrer

### Obm
- Obmalko, Monika (* 1988), deutsch-polnische Schauspielerin und Synchronsprecherin
- Obmann, Fabian (* 1996), österreichischer Snowboarder
- Obmann, Gabriele (* 1989), österreichische Triathletin
- Obmann, Stefan (* 1988), österreichischer Posaunist
- Obmaus, Franz Karl († 1735), königlich polnischer und kurfürstlich sächsischer Generalleutnant, oberster Haus- und Landzeugmeister
- Obmotschajew, Alexei Alexandrowitsch (* 1989), russischer Volleyballspieler

### Obo
- Oboabona, Godfrey (* 1990), nigerianischer Fußballspieler
- Obodas III. († 9 v. Chr.), König der Nabatäer
- Obode, Efe Jerry (* 1989), nigerianischer Fußballspieler
- Obodo, Christian (* 1984), nigerianischer Fußballspieler
- Obodo, Ernest (* 1966), nigerianischer Geistlicher, römisch-katholischer Weihbischof in Enugu
- Obodowskaja, Raissa Andrejewna (1948–2012), sowjetische Bahnradsportlerin
- Obojes, Franz Anton (* 1961), österreichischer Goldschmied, Maler und Grafiker
- Obokata, Haruko (* 1983), japanische Stammzellbiologin
- Obokata, Tomoya, japanischer Rechtswissenschaftler und Menschenrechtsexperte
- Obolenskaja, Alexandra Alexejewna (1831–1890), russische Adlige, Verfechterin der Frauenbildung in Russland, Schulgründerin und Mäzenin
- Obolenskaja, Wera Apollonowna (1911–1944), russische Widerstandskämpferin der Résistance
- Obolenski, Alexander Petrowitsch (1780–1855), russischer Offizier und Politiker
- Obolenski, Iwan Michailowitsch (1853–1910), Generalgouverneur von Finnland
- Obolenski, Jewgeni Petrowitsch (1796–1865), russischer Fürst, Garde-Offizier der kaiserlich-russischen Armee und Dekabrist
- Obolenski, Leonid Leonidowitsch (1873–1930), sowjetischer Diplomat
- Obolenski, Leonid Leonidowitsch (1902–1991), russisch-sowjetischer Kameramann, Filmregisseur und Schauspieler
- Obolenski, Nikolai Petrowitsch (1790–1847), kaiserlicher russischer Offizier und Träger des Ordens Pour le mérite
- Obolenski, Walerian Walerianowitsch (1887–1938), russischer Revolutionär und sowjetischer Wirtschaftsführer
- Obolenski, Wassili Petrowitsch (1780–1834), Generalmajor des Russischen Kaiserreichs
- Obolensky, Chloé (* 1942), griechische Bühnen- und Kostümbildnerin
- Oboler, Arch (1907–1987), US-amerikanischer Dramatiker, Drehbuchautor, Schriftsteller, Filmproduzent und Regisseur
- Obolgogiani, Oliver (* 1990), georgisch-finnischer Eishockeyspieler
- Óbolo, Mauro Iván (* 1981), argentinischer Fußballspieler
- Obomsawin, Alanis (* 1932), amerikanisch-kanadische Dokumentarfilmerin und Künstlerin
- Obomsawin, Diane (* 1959), kanadische Animatorin, Comic-Künstlerin und Illustratorin
- Obomsawin, Mali, US-amerikanische Jazz- und Folkmusikerin (Bass, Gesang)
- Obono, Danièle (* 1980), französische Politikerin (La France Insoumise), Abgeordnete in der Nationalversammlung
- Obono, Trifonia Melibea (* 1982), Schriftstellerin aus Äquatorialguinea
- Obonya, Cornelius (* 1969), österreichischer SchauspielerCornelius Obonya (* 1969)

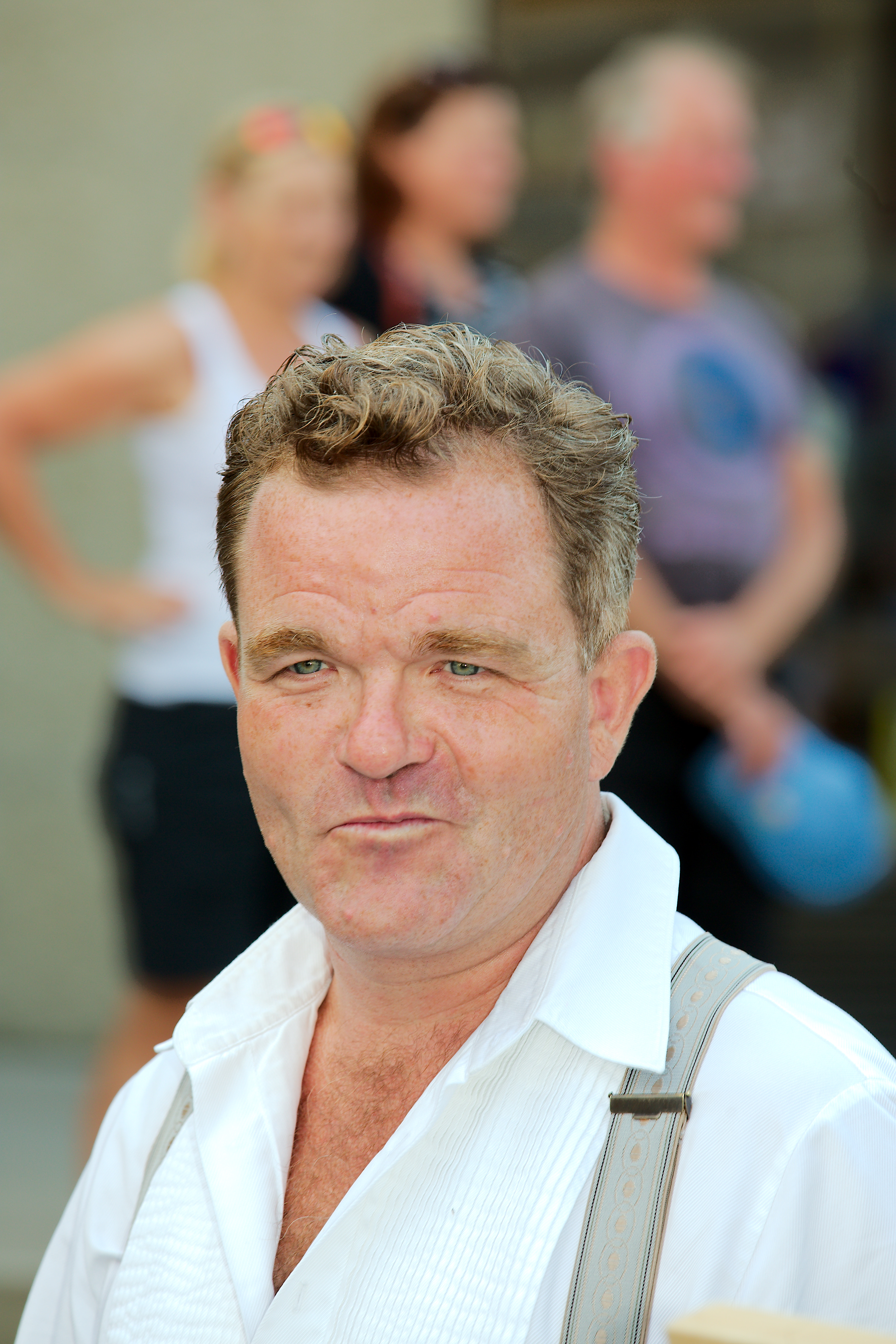
Cornelius Obonya (* 1969)

- Obonya, Hanns (1922–1978), österreichischer Schauspieler
- Oborin, Lew Nikolajewitsch (1907–1974), sowjetischer Pianist
- Oborná, Bára (* 2000), tschechische Volleyballspielerin
- Oborná, Lenka (* 1987), tschechische Volleyballspielerin
- Oborny, Adolf (1840–1924), österreichischer Botaniker
- Oborny, Catherine (* 1979), österreichische Schauspielerin
- Oborski, Ludwik (1789–1873), polnischer Offizier und Revolutionär
- Oborududu, Blessing (* 1989), nigerianische Ringerin
- Obossa, Josephine (* 1999), italienische Volleyballspielerin
- Obot, Ephraim Silas (1936–2009), römisch-katholischer Bischof von Idah, Nigeria
- Obote, Milton (1925–2005), ugandischer Politiker, Präsident UgandasMilton Obote (1925–2005)

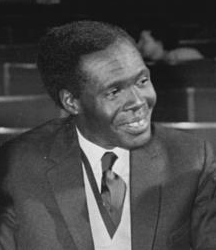
Milton Obote (1925–2005)

- Obote, Miria (* 1936), ugandische Politikerin
- Obour, Grace (* 2001), ghanaische Sprinterin
- Oboussier, Henriette (1914–1985), deutsche Zoologin, Biologin und Hochschullehrerin
- Oboussier, Robert (1900–1957), Schweizer Komponist und Musikkritiker
- Oboy (* 1997), französischer Rapper
- Oboya, Bendere (* 2000), australische Sprinterin
- O’Boye, Joe (* 1960), englisch-irischer Snookerspieler
- O’Boyle, Patrick Aloysius (1896–1987), US-amerikanischer Geistlicher, Erzbischof von Washington und Kardinal

### Obr

#### Obra
- Obracht-Prondzyński, Cezary (* 1966), polnischer Soziologe, Anthropologe und Historiker
- Obrador i Soler, Jaume Antoni (1748–1803), spanischer Theologe und Autor
- Obradors, Fernando (1897–1945), spanischer Komponist
- Obradors, Jacqueline (* 1966), US-amerikanische Schauspielerin
- Obradović, Aleksandar (* 1956), jugoslawischer Schriftsteller
- Obradović, Anđela (* 2005), serbische Kugelstoßerin
- Obradović, Anja (* 2000), serbische Judoka
- Obradović, Dositej († 1811), serbischer Schriftsteller, Philosoph, Pädagoge und Volksaufklärer
- Obradović, Goran (* 1976), serbischer Fußballspieler
- Obradović, Hristina (* 1931), serbische Äbtissin des Klosters Ljubostinja
- Obradović, Iva (* 1984), serbische Ruderin
- Obradović, Ivan (* 1988), serbischer Fußballspieler
- Obradović, Lada (* 1987), kroatische Jazzmusikerin (Schlagzeug, Komposition)
- Obradović, Ljubomir (* 1954), serbischer Handballspieler und -trainer
- Obradović, Milan (* 1977), serbischer Fußballspieler und -trainer
- Obradović, Nemanja (* 1991), serbischer Handballspieler
- Obradovic, Oliver (* 1986), österreichischer Boxer
- Obradović, Paulo (* 1986), kroatischer Wasserballspieler
- Obradović, Saša (* 1969), serbischer Basketballspieler und -trainer
- Obradović, Vladimir (* 1981), serbischer Tennisspieler
- Obradović, Željko (* 1960), serbischer BasketballspielerŽeljko Obradović (* 1960)

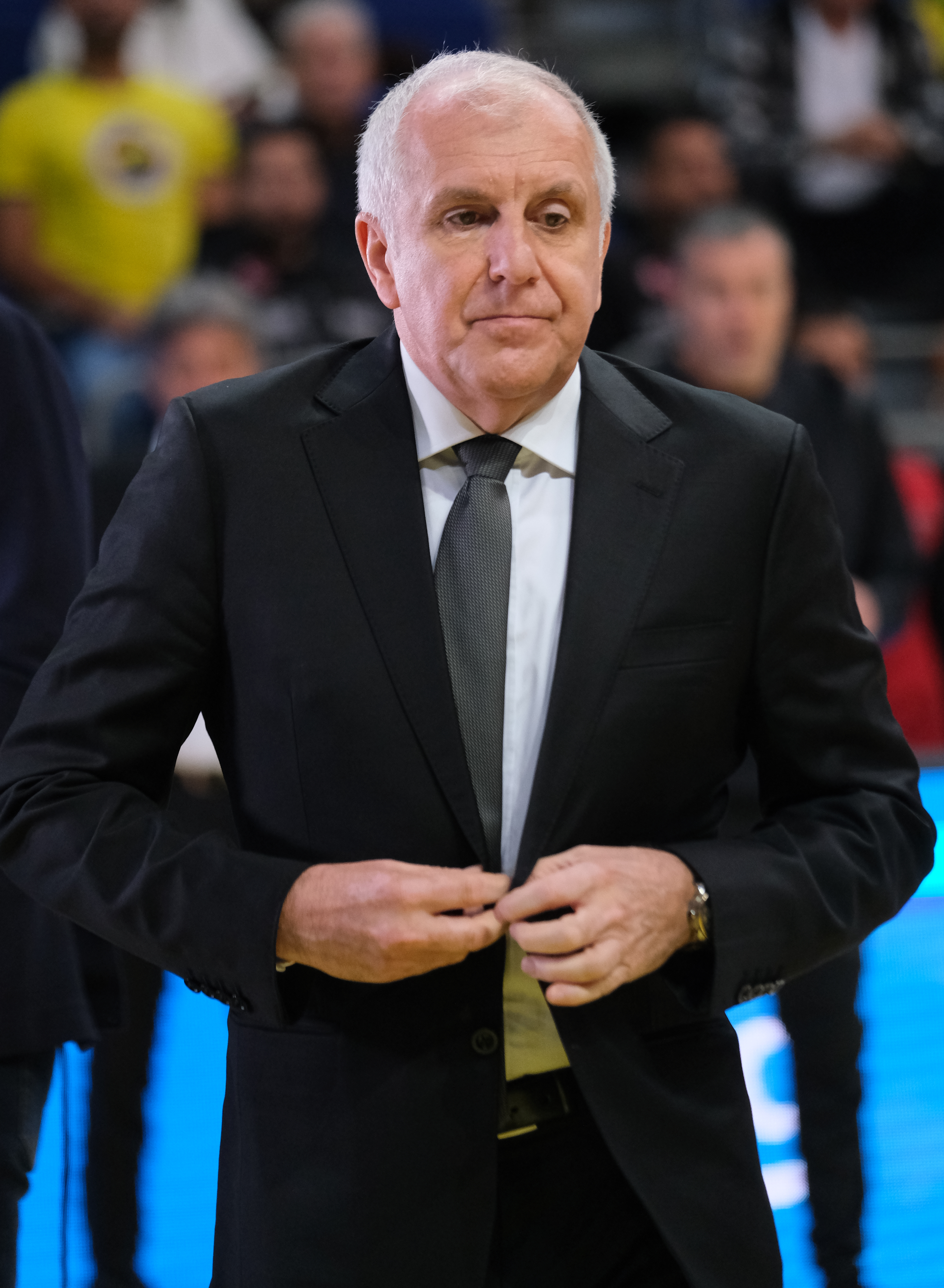
Željko Obradović (* 1960)

- Obradowitsch, Sergei Alexandrowitsch (1892–1956), russisch-sowjetischer Schriftsteller
- O’Brady, Colin (* 1985), US-amerikanischer Extremsportler
- O’Brady, Frédéric (1903–2003), ungarischer Filmschauspieler
- Obran, Stjepan (* 1956), jugoslawisch-kroatischer Handballspieler
- Obraniak, Ludovic (* 1984), polnischer Fußballspieler
- Obrąpalska, Fortunata (1909–2004), polnische Fotografin
- Obraszow, Sergei Wladimirowitsch (1901–1992), russischer Puppenspieler
- Obraszow, Wassili Parmenowitsch (1849–1920), russisch-ukrainischer Arzt und Internist
- Obraszowa, Jelena Wassiljewna (1939–2015), russische Opernsängerin
- Obratov, Dania (* 1997), kroatisch-niederländische Rennrodlerin
- Obratov, Daria (* 1989), kroatisch-niederländische Rennrodlerin

#### Obre
- Obrębski, Józef (1906–2011), polnischer Geistlicher, Ehrenbürger der Rajongemeinde Vilnius
- Obrecht, André (1899–1985), französischer Scharfrichter
- Obrecht, Andreas J. (* 1961), österreichischer Soziologe, Entwicklungsforscher, Schriftsteller und ORF Ö1-Moderator
- Obrecht, Bettina (* 1964), deutsche Kinder- und Jugendbuchautorin
- Obrecht, Edmond (1852–1935), römisch-katholischer Geistlicher und Trappistenabt
- Obrecht, Georg (1547–1612), deutscher Kameralist und Professor der Rechte
- Obrecht, Heidi (* 1942), Schweizer Skirennfahrerin
- Obrecht, Hermann (1882–1940), Schweizer Politiker (FDP)
- Obrecht, Jacob († 1505), franko-flämischer Komponist, Sänger und Kleriker der Renaissance
- Obrecht, Karl (1910–1979), Schweizer Jurist und Politiker
- O’Brecht, Kathi, US-amerikanische Schauspielerin
- Obrecht, Manfred (* 1958), Schweizer Dirigent, Trompeter und Konzertveranstalter
- Obrecht, Max (1894–1965), Schweizer Politiker
- Obrecht, Michael (* 1951), deutscher Trainer und ehemaliger Sportler im Bereich Rollkunstlauf
- Obrecht, Nico (* 1996), Schweizer Unihockeyspieler
- Obrecht, Paul (1878–1959), französischer Turner
- Obrecht, Sascha (* 1991), österreichischer Politiker (SPÖ)
- Obrecht, Theres (* 1944), Schweizer Skirennfahrerin
- Obrecht, Ulrich (1646–1701), französischer Historiker, Jurist und Prätor der französischen Königreichs
- Obrecht, Werner (* 1942), Schweizer Sozialwissenschaftler und Hochschullehrer
- Obree, Graeme (* 1965), schottischer Radrennfahrer
- Obreen, Elisabeth (1868–1943), niederländische Malerin und Zeichnerin
- Obregón Cano, Ricardo (1917–2016), argentinischer Politiker
- Obregón Santacilia, Carlos (1896–1961), mexikanischer Architekt
- Obregón Serrano, Lamberto H. (* 1900), mexikanischer Botschafter
- Obregón, Alejandro (1920–1992), spanisch-kolumbianischer Maler
- Obregón, Álvaro (1880–1928), General und Präsident Mexikos
- Obregón, Darlenys (* 1986), kolumbianische Sprinterin
- Obregón, Rodrigo (1951–2019), kolumbianischer Schauspieler
- Obreht, Téa (* 1985), US-amerikanische Schriftstellerin
- Obreimow, Iwan Wassiljewitsch (1894–1981), russischer Physiker
- Obreja, Grigore (1967–2016), rumänischer Kanute
- Obreja, Rudel (1965–2023), rumänischer Boxer
- Obreno, Hannes (* 1991), belgischer Ruderer
- Obrenović, Aleksandar (1876–1903), König von Serbien (1893–1903)Aleksandar Obrenović (1876–1903)

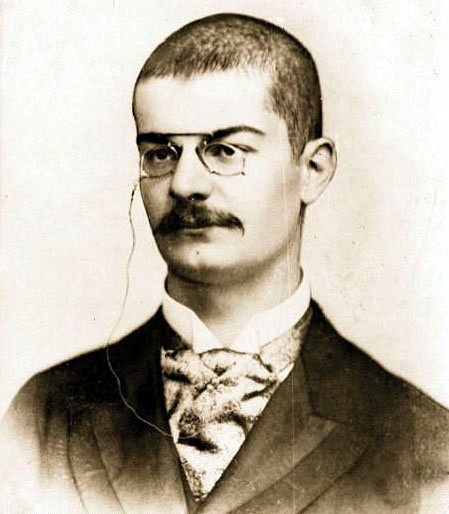
Aleksandar Obrenović (1876–1903)

- Obrenović, Mihailo (1823–1868), serbischer Fürst
- Obrenović, Miloš (1780–1860), serbischer Fürst
- Obrenović, Rade (* 1990), slowenischer Fußballschiedsrichter
- Obresa, Peter (* 1960), deutscher Eishockeyspieler und -trainer
- Obreschkow, Nikola (1896–1963), bulgarischer Mathematiker
- Obrestad, Annette (* 1988), norwegische Pokerspielerin und Webvideoproduzentin
- Obretenow, Georgi († 1876), bulgarischer Revolutionär und Freiheitskämpfer

#### Obri
- O’Brian, Hugh (1925–2016), US-amerikanischer Schauspieler
- O’Brian, Jack (1914–2000), US-amerikanischer Journalist
- O’Brian, Katy (* 1989), US-amerikanische Schauspielerin und KampfsportlerinKaty O’Brian (* 1989)

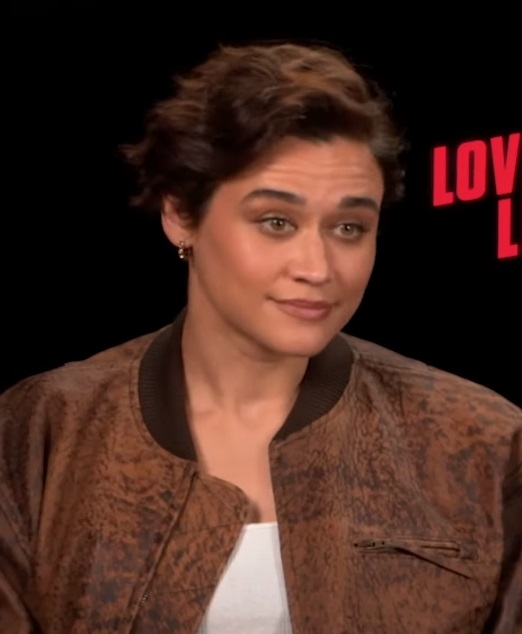
Katy O’Brian (* 1989)

- O’Brian, Patrick (1914–2000), britischer Schriftsteller und Übersetzer
- O’Briant, Lily Brooks (* 2006), US-amerikanische Schauspielerin
- O’Brien Moore, Ainsworth (1897–1936), US-amerikanischer Klassischer Philologe
- O’Brien, Alan (* 1985), irischer Fußballspieler
- O’Brien, Alex (* 1970), US-amerikanischer Tennisspieler
- O’Brien, Andrea (* 1967), deutsche Autorin und literarische Übersetzerin
- O’Brien, Andy (* 1979), irischer Fußballspieler
- O’Brien, Anne, 2. Countess of Orkney († 1756), schottisch-britische Adlige
- O’Brien, Austin (* 1981), US-amerikanischer Filmschauspieler
- O’Brien, Barbara (* 1950), US-amerikanische Politikerin
- O’Brien, Benjamin (* 1973), deutsch-britisch-irischer Anästhesist, Intensivmediziner und Hochschullehrer
- O’Brien, Bill (* 1969), US-amerikanischer American-Football-Trainer
- O’Brien, Brendan (* 1960), US-amerikanischer Musikproduzent, Tonmeister und Musiker
- O’Brien, Brendan Michael (* 1943), kanadischer Geistlicher und emeritierter römisch-katholischer Erzbischof von Kingston
- O’Brien, Callum (* 1982), neuseeländischer Squashspieler
- O’Brien, Caragh, US-amerikanische Schriftstellerin
- O’Brien, Catherine Amelia (1881–1963), irische Glasmalerin
- O’Brien, Cathy (* 1957), US-amerikanische Schriftstellerin
- O’Brien, Charles F. X. (1879–1940), US-amerikanischer Politiker
- O’Brien, Charles Richard Mackey (1859–1935), britischer Kolonialgouverneur und Oberstleutnant der British Army
- O’Brien, Chris, US-amerikanischer Schauspieler
- O’Brien, Chris (1881–1951), amerikanischer American-Football-Funktionär
- O’Brien, Conan (* 1963), US-amerikanischer Fernsehmoderator und EntertainerConan O’Brien (* 1963)

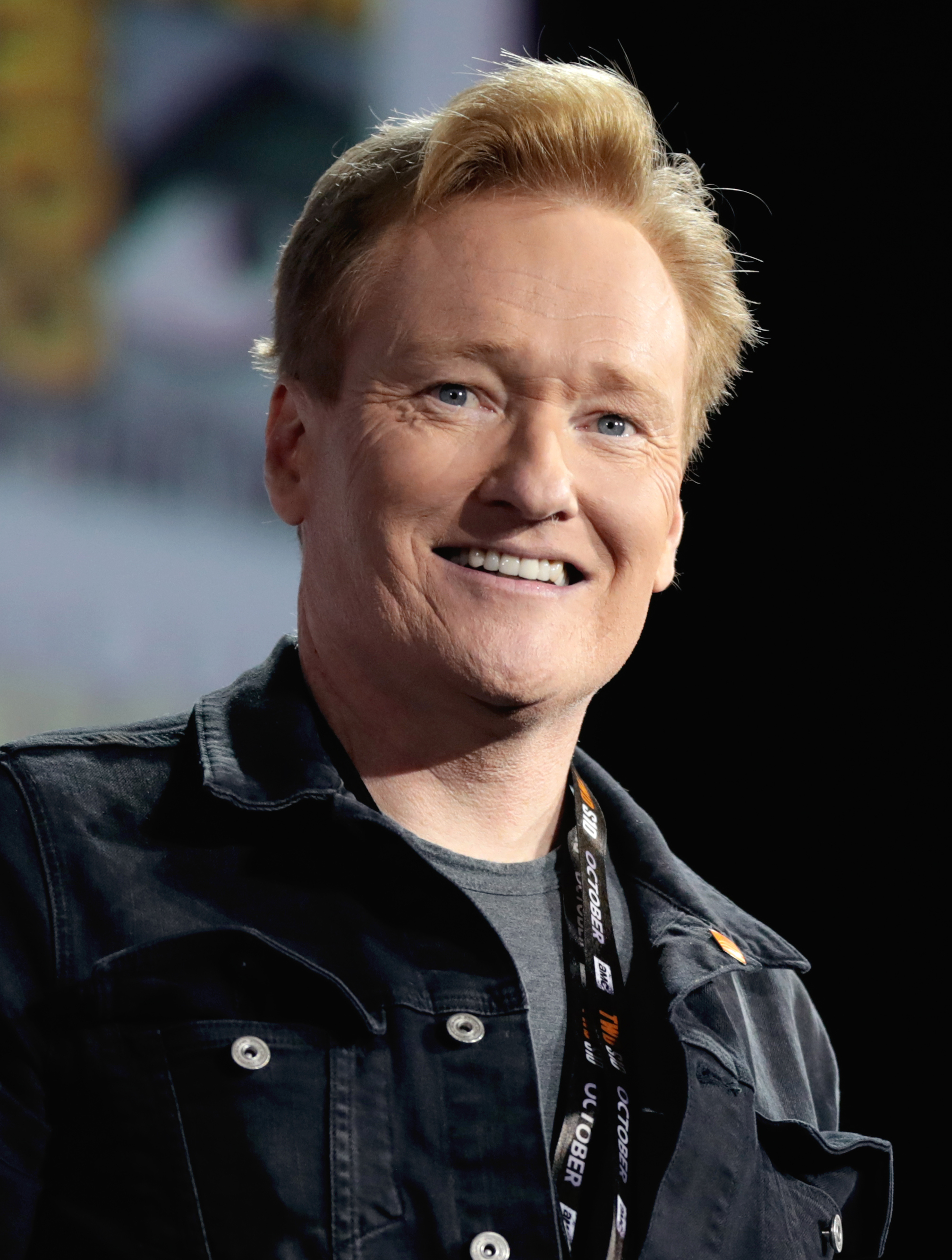
Conan O’Brien (* 1963)

- O’Brien, Connor (* 1961), kanadisch-britisch-estnischer Skirennläufer
- O’Brien, Conor Cruise (1917–2008), irischer Politiker, MdEP und Journalist
- O’Brien, Cornelius (1843–1906), kanadischer Geistlicher, römisch-katholischer Erzbischof von Halifax
- O’Brien, Dan (* 1966), US-amerikanischer Zehnkämpfer und Olympiasieger
- O’Brien, Danny (* 1969), englischer Technologie-Journalist
- O’Brien, Darcy (1939–1998), US-amerikanischer Schriftsteller
- O’Brien, Darragh (* 1974), irischer Politiker
- O’Brien, Dave (1912–1969), US-amerikanischer Filmschaffender
- O’Brien, Dave (* 1962), kanadischer Eishockeyspieler
- O’Brien, Davey (1917–1977), amerikanischer American-Football-Spieler und Gewinner der Heisman Trophy 1938
- O’Brien, Dean (* 1990), südafrikanischer Tennisspieler
- O’Brien, Denis (1837–1909), US-amerikanischer Jurist und Politiker
- O’Brien, Denis (* 1936), britischer Philosophiehistoriker
- O’Brien, Denis (* 1958), irischer Unternehmer
- O’Brien, Dennis (* 1949), kanadischer Eishockeyspieler
- O’Brien, Dominic (* 1957), britischer Gedächtnissportler und Sachbuchautor
- O’Brien, Donald (1930–2018), irisch-französischer Schauspieler
- O’Brien, Dylan (* 1991), US-amerikanischer SchauspielerDylan O’Brien (* 1991)

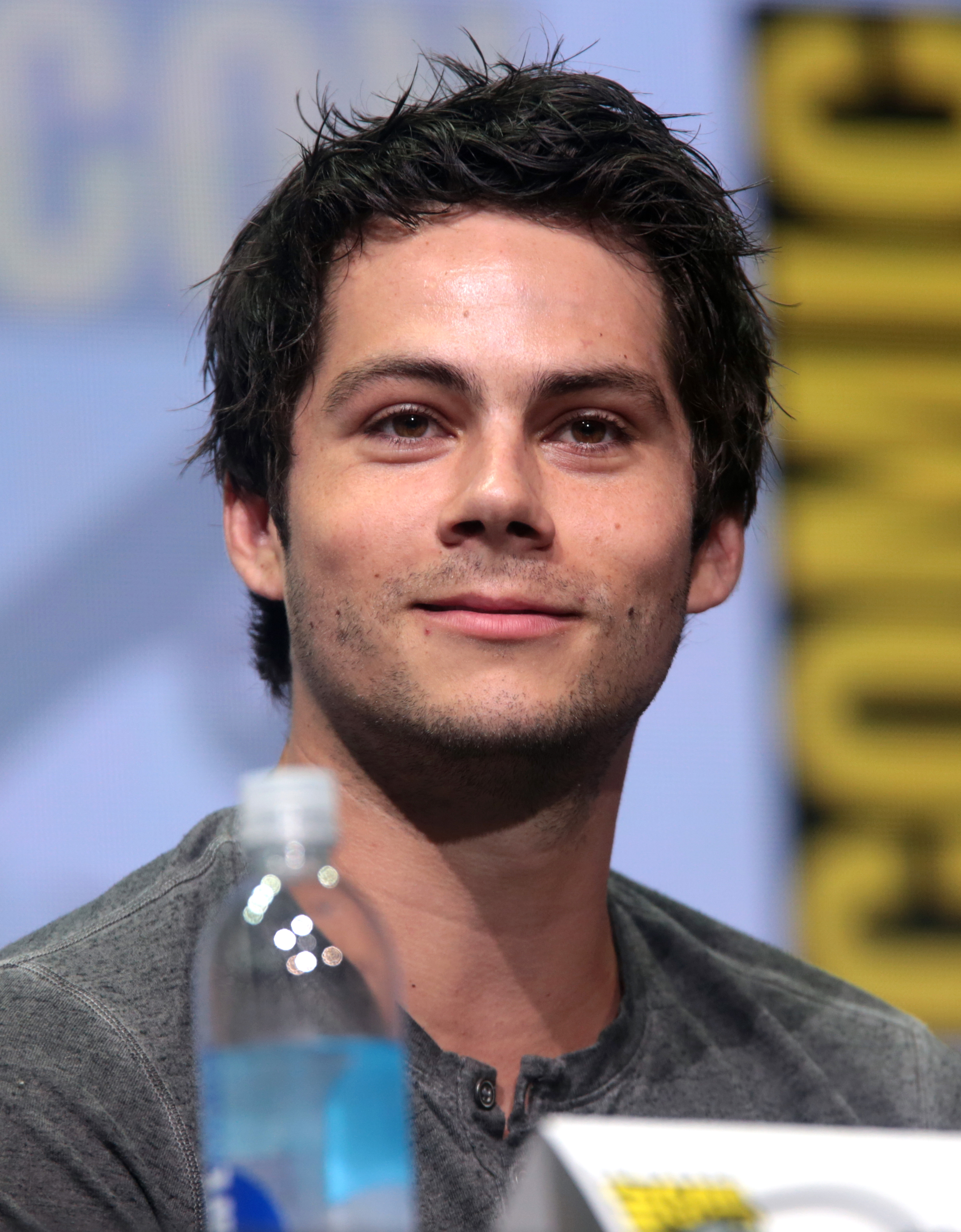
Dylan O’Brien (* 1991)

- O’Brien, Ed (* 1968), britischer Musiker
- O’Brien, Edmond (1915–1985), US-amerikanischer Schauspieler
- O’Brien, Edna (1930–2024), irische Schriftstellerin
- O’Brien, Edward (1914–1976), US-amerikanischer Leichtathlet
- O’Brien, Edwin Frederick (* 1939), US-amerikanischer Geistlicher, Erzbischof von Baltimore, Kurienkardinal, Großmeister des Ritterordens vom Heiligen Grab zu Jerusalem
- O’Brien, Eoin, irischer Schauspieler und Kampfkünstler
- O’Brien, Eris Norman Michael (1895–1974), australischer Geistlicher und Historiker
- O’Brien, Eugene (* 1964), britischer Autorennfahrer
- O’Brien, Fergal (* 1972), irischer Snookerspieler
- O’Brien, Fergus (1930–2016), irischer Politiker
- O’Brien, Fitz-James (1828–1862), irischer Schriftsteller
- O’Brien, Floyd (1904–1968), US-amerikanischer Jazz-Posaunist
- O’Brien, Flynn (* 1998), neuseeländischer Fußballspieler
- O’Brien, Francis (* 1943), irischer Politiker
- Obrien, Franz (1815–1902), deutscher Porträt- und Landschaftsmaler
- O’Brien, George (1899–1985), US-amerikanischer SchauspielerGeorge O’Brien (1899–1985)

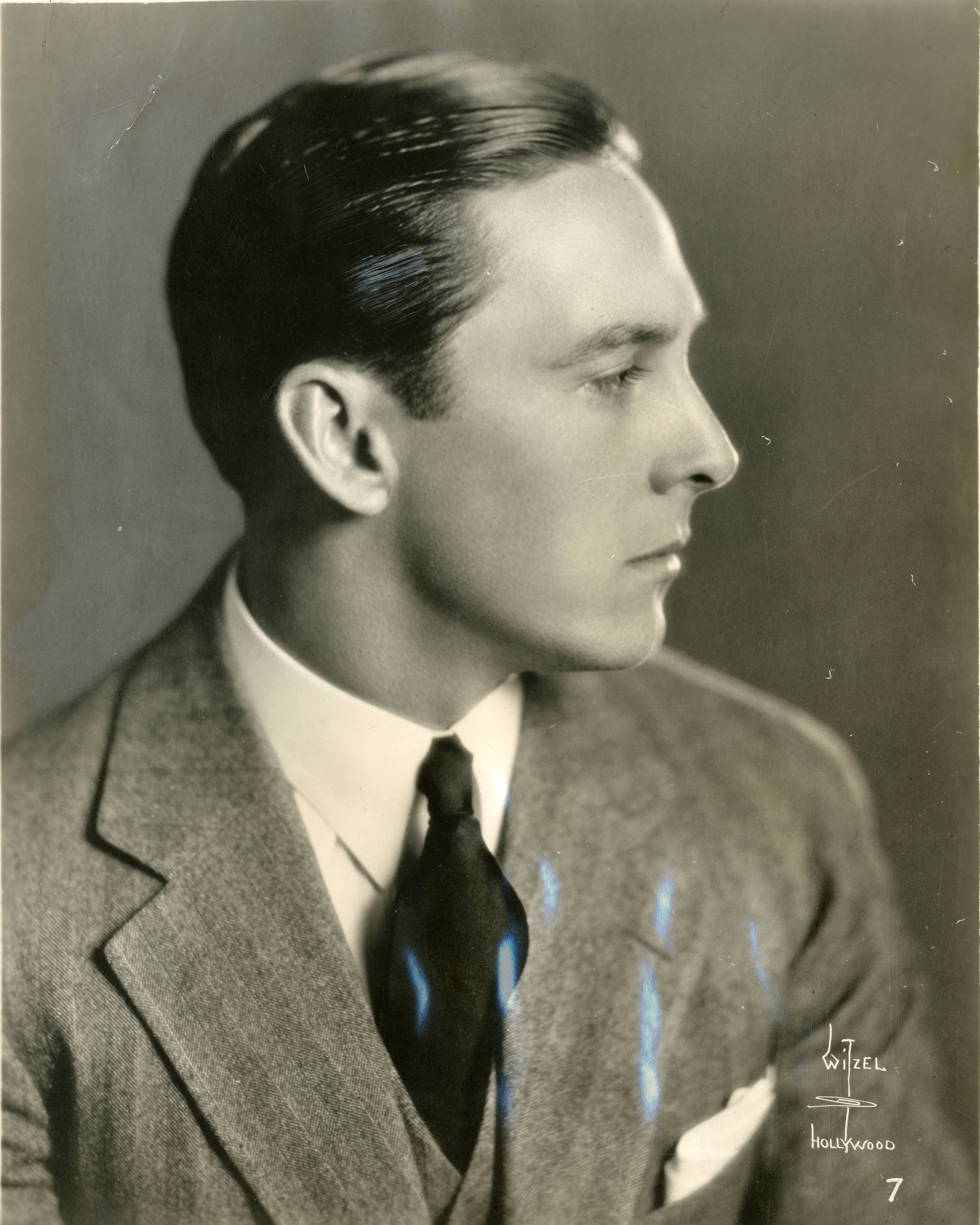
George O’Brien (1899–1985)

- O’Brien, George (* 1935), britischer Radrennfahrer
- O’Brien, George (1935–2020), schottischer Fußballspieler
- O’Brien, George D. (1900–1957), US-amerikanischer Politiker
- O’Brien, George M. (1917–1986), US-amerikanischer Politiker
- O’Brien, George Thomas Michael (1844–1906), britischer Kolonialgouverneur
- O’Brien, Henry Joseph (1896–1976), US-amerikanischer römisch-katholischer Geistlicher und der erste Erzbischof von Hartford
- O’Brien, Hod (1936–2016), US-amerikanischer Pianist des Modern Jazz
- O’Brien, Ian (* 1947), australischer Schwimmer
- O’Brien, Ita (* 1964), britische Intimitätskoordinatorin
- O’Brien, Jake (* 2001), irischer Fußballspieler
- O’Brien, James (1841–1907), US-amerikanischer Politiker
- O’Brien, James (1925–1988), kanadischer Sprinter
- O’Brien, James (* 1972), britischer JournalistJames O’Brien (* 1972)

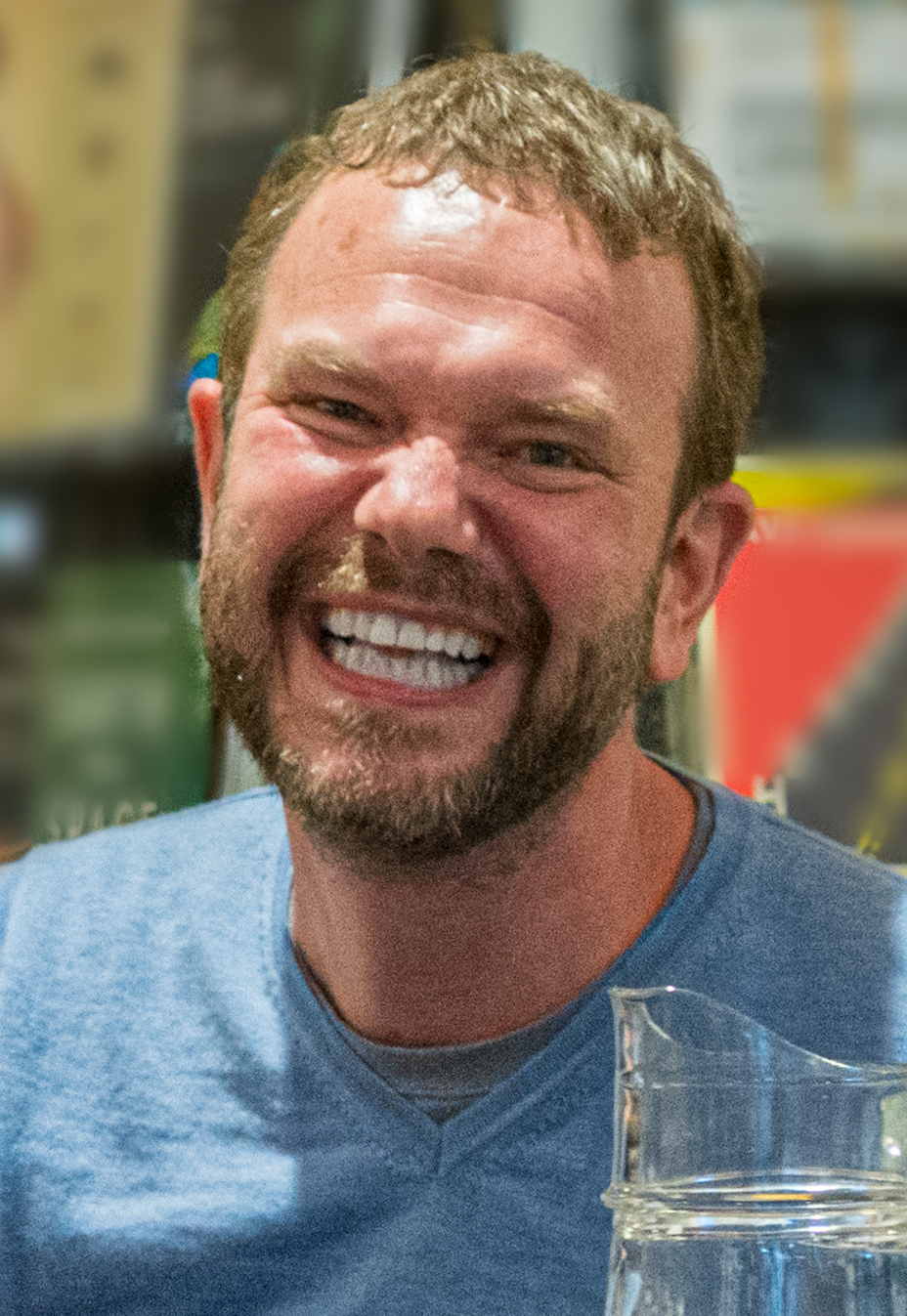
James O’Brien (* 1972)

- O’Brien, James H. (1860–1924), US-amerikanischer Politiker
- O’Brien, James Joseph (1930–2007), britischer Geistlicher, Weihbischof im Erzbistum Westminster
- O’Brien, Jay (1883–1940), US-amerikanischer Bobfahrer
- O’Brien, Jeremiah (1778–1858), US-amerikanischer Politiker
- O’Brien, Jim (* 1989), US-amerikanischer Eishockeyspieler
- O’Brien, Joan (1936–2025), US-amerikanische Schauspielerin und Sängerin
- O’Brien, Joe, irischer Politiker
- O’Brien, Joey (* 1986), irischer Fußballspieler
- O’Brien, Johann von (1775–1830), österreichischer Militärführer
- O’Brien, John (1832–1879), britischer Geistlicher und römisch-katholischer Bischof von Kingston
- O’Brien, John (1960–1994), US-amerikanischer Autor
- O’Brien, John (* 1977), US-amerikanischer Fußballspieler
- O’Brien, John A., US-amerikanischer Politiker
- O’Brien, John Ambrose (1885–1968), kanadischer Industrieller und Sportfunktionär in der NHA
- O’Brien, John F. († 1927), US-amerikanischer Geschäftsmann und Politiker
- O’Brien, John P. (1873–1951), irisch-amerikanischer Politiker
- O’Brien, Jonathan (* 1971), irischer Politiker
- O’Brien, Joseph († 1945), US-amerikanischer Filmproduzent, Filmregisseur und Filmeditor
- O’Brien, Joseph J. (1897–1953), US-amerikanischer Politiker
- O’Brien, Kate (1897–1974), irische Schriftstellerin
- O’Brien, Kate (* 1988), kanadische Bahnradsportlerin
- O’Brien, Katharine, US-amerikanische Regisseurin und Drehbuchautorin
- O’Brien, Kathleen (1906–1978), neuseeländische Tanzlehrerin, Radiomoderatorin und Filmregisseurin
- O’Brien, Katie (* 1986), britische Tennisspielerin
- O’Brien, Keith Patrick (1938–2018), britischer Theologe, Erzbischof von Saint Andrews und Edinburgh und Kardinal der römisch-katholischen KircheKeith Patrick O’Brien (1938–2018)

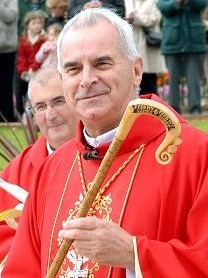
Keith Patrick O’Brien (1938–2018)

- O’Brien, Kelland (* 1998), australischer Radsportler
- O’Brien, Kerry (* 1946), australischer Leichtathlet und Weltrekordler
- O’Brien, Kevin F. (* 1966), US-amerikanischer Jesuit, Schriftsteller und Friedensaktivist
- O’Brien, Kieran (* 1973), britischer Schauspieler
- O’Brien, Kristine (* 1991), US-amerikanische Ruderin
- O’Brien, Larry (1917–1990), US-amerikanischer Politiker, Manager, dritter Commissioner der NBA
- O’Brien, Larry (* 1949), kanadischer Politiker, 58. Bürgermeister von Ottawa
- O’Brien, Leah (* 1974), US-amerikanische Softballspielerin
- O’Brien, Leo W. (1900–1982), US-amerikanischer Politiker
- O’Brien, Leonard (1904–1939), US-amerikanischer Hockeyspieler
- O’Brien, Leslie, Baron O’Brien of Lothbury (1908–1995), britischer Bankier und Finanzmanager
- O’Brien, Lewis (* 1998), englischer Fußballspieler
- O’Brien, Liam (1913–1996), US-amerikanischer Drehbuchautor und Produzent
- O’Brien, Liam (* 1976), US-amerikanischer Synchronsprecher, Drehbuchautor, Synchronregisseur
- O’Brien, Liam (* 1994), kanadischer Eishockeyspieler
- O’Brien, Margaret (* 1937), US-amerikanische Schauspielerin
- O’Brien, Mark (* 1984), kanadischer Schauspieler, Filmregisseur und DrehbuchautorMark O’Brien (* 1984)

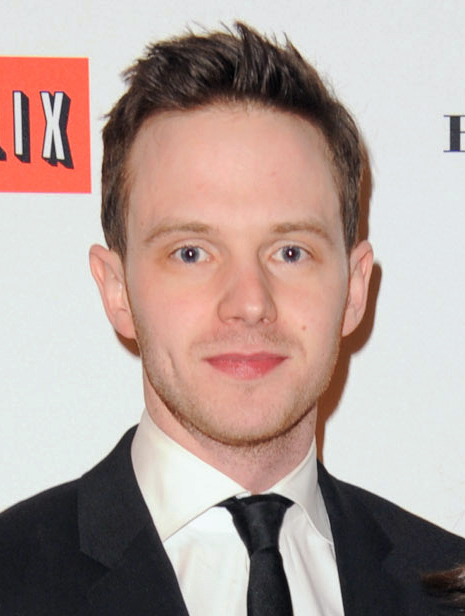
Mark O’Brien (* 1984)

- O’Brien, Mark (* 1987), australischer Radrennfahrer
- O’Brien, Mark (* 1992), irischer Fußballspieler
- O’Brien, Mary, 3. Countess of Orkney († 1791), britische Adlige
- O’Brien, Maureen (* 1943), britische Schauspielerin und Schriftstellerin
- O’Brien, Michael (1948–2015), britischer Historiker
- O’Brien, Michael (* 1965), US-amerikanischer Schwimmer
- O’Brien, Michael J. (* 1950), US-amerikanischer Archäologe und Anthropologe
- O’Brien, Michael Joseph (1874–1943), kanadischer Geistlicher und römisch-katholischer Erzbischof von Kingston
- O’Brien, Molly, US-amerikanische Produzentin und Regisseurin
- O’Brien, Murrough, 1. Earl of Thomond († 1551), letzter König von Thomond und erster Earl of Thomond
- O’Brien, Murrough, 1. Marquess of Thomond (1726–1808), irisch-britischer Adliger und Politiker
- O’Brien, Nina (* 1997), US-amerikanische Skirennläuferin
- O’Brien, Nora Connolly (1892–1981), irische Revolutionärin
- O’Brien, Olivia (* 1999), US-amerikanische Sängerin und Songwriterin
- O’Brien, Oscar (1892–1958), kanadischer Arrangeur, Komponist, Organist, Pianist und Musikpädagoge
- O’Brien, Paidi (* 1984), irischer Radrennfahrer
- O’Brien, Paris (* 2000), chinesisch-kanadischer Eishockeytorwart
- O’Brien, Parry (1932–2007), US-amerikanischer Kugelstoßer und Olympiasieger
- O’Brien, Pat (1899–1983), US-amerikanischer Filmschauspieler
- O’Brien, Pat (* 1948), kanadischer Politiker
- O’Brien, Patrick, 2. Baronet (1823–1895), irischer Politiker
- O’Brien, Paul (* 1966), englischer Sänger, Songwriter und Instrumentalist
- O’Brien, Peter (* 1960), australischer Schauspieler
- O’Brien, Philadelphia Jack (1878–1942), US-amerikanischer Boxer im Halbschwergewicht
- O’Brien, Rebecca (* 1957), britische Filmproduzentin
- O’Brien, Remy, US-amerikanische Schauspielerin
- O’Brien, Richard (* 1942), englischer Schauspieler, Autor und KomponistRichard O’Brien (* 1942)

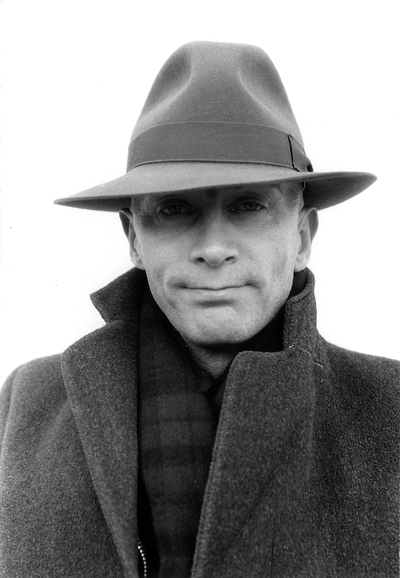
Richard O’Brien (* 1942)

- O’Brien, Robert (1908–1987), US-amerikanischer Autorennfahrer
- O’Brien, Robert C. (1918–1973), US-amerikanischer Schriftsteller und Journalist
- O’Brien, Robert C. (* 1966), US-amerikanischer Anwalt und Sicherheitsberater des US-Präsidenten
- O’Brien, Robert Lincoln (1865–1955), US-amerikanischer Journalist
- O’Brien, Ron (1938–2024), US-amerikanischer Wassersprungtrainer
- O’Brien, Ruairí (* 1962), irischer Architekt, Lichtplaner und Künstler
- O’Brien, Sean (* 1987), irischer Rugby-Union-Spieler
- O’Brien, Shane (* 1960), neuseeländischer Ruderer
- O’Brien, Shane (* 1983), kanadischer Eishockeyspieler
- O’Brien, Shaun (* 1969), australischer Radrennfahrer
- O’Brien, Shauna (* 1970), US-amerikanische Schauspielerin und Model
- O’Brien, Sheila (1902–1983), US-amerikanische Kostümbildnerin
- O’Brien, Skip (1950–2011), US-amerikanischer Schauspieler
- O’Brien, Soledad (* 1966), US-amerikanische Journalistin
- O’Brien, Spencer (* 1988), kanadische Snowboarderin
- O’Brien, Terry (* 1943), US-amerikanischer Rennrodler
- O’Brien, Thomas J. (1842–1933), US-amerikanischer Rechtsanwalt und Diplomat, Gesandter in Dänemark, Botschafter in Japan und Italien
- O’Brien, Thomas J. (1878–1964), US-amerikanischer Politiker
- O’Brien, Thomas J. (1935–2018), US-amerikanischer Geistlicher, römisch-katholischer Bischof von Phoenix
- O’Brien, Thomas Kevin (1923–2004), englischer katholischer Bischof
- O’Brien, Tim (* 1946), US-amerikanischer Autor
- O’Brien, Tim (* 1954), US-amerikanischer Bluegrass-Musiker
- O’Brien, Timothy (1787–1862), irischer Unternehmer und Politiker
- O’Brien, Tina (* 1983), britische Schauspielerin
- O’Brien, Vanessa (* 1964), britisch-amerikanische Bergsteigerin und ehemalige Finanzmanagerin
- O’Brien, Walter (* 1975), irischer Geschäftsmann und InformatikerWalter O’Brien (* 1975)

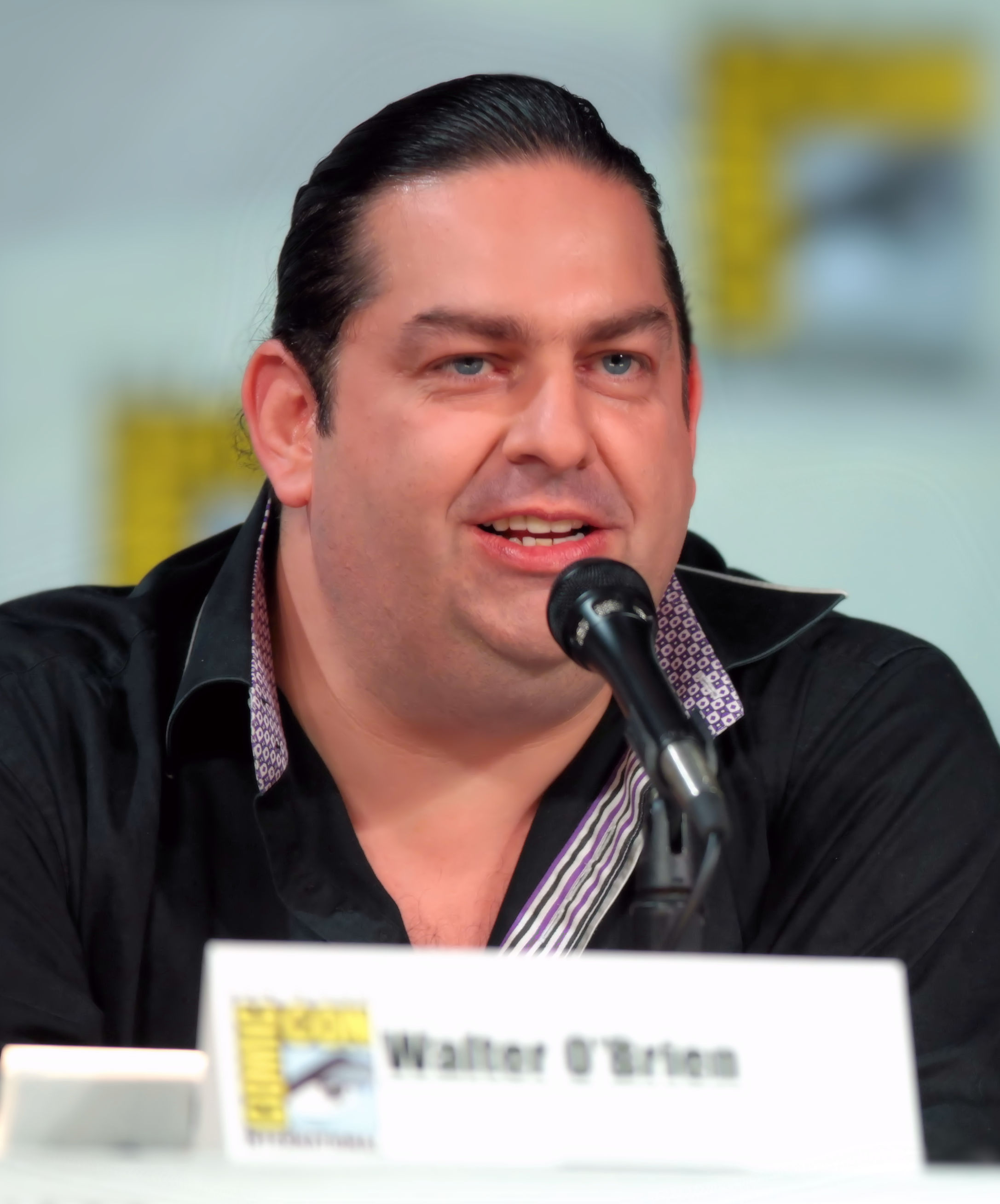
Walter O’Brien (* 1975)

- O’Brien, William (1852–1928), irischer Journalist und Politiker
- O’Brien, William (1881–1968), irischer Politiker und Gewerkschafter
- O’Brien, William (1918–1994), irischer Politiker (Fine Gael)
- O’Brien, William David (1878–1962), US-amerikanischer Geistlicher, Weihbischof in Chicago
- O’Brien, William J. (1836–1905), US-amerikanischer Politiker
- O’Brien, William L. (* 1951), US-amerikanischer Rechtsanwalt und Politiker
- O’Brien, William Smith (1803–1864), irischer nationalistischer Politiker
- O’Brien, William Smith (1862–1948), US-amerikanischer Politiker
- O’Brien, William, 4. Earl of Inchiquin (1700–1777), irisch-britischer Adliger und Politiker
- O’Brien, Willis (1886–1962), US-amerikanischer Tricktechniker
- O’Brien-Coker, S. K., gambischer Richter
- O’Brien-Docker, Ian (* 1977), deutscher Songwriter, Musikproduzent und ehemaliger Pop-Rock-Musiker
- O’Brien-Docker, John (1938–2017), britischer Musiker, Songwriter, Arrangeur und Bandleader
- O’Brien-Kelly, Maeve (* 1930), irische Autorin
- Obrig, Ilse (1908–1978), deutsche Rundfunkredakteurin, Moderatorin und Autorin von Kinderbüchern
- Obrist, Alexandra (* 1993), italienische Naturbahnrodlerin
- Obrist, Aloys (1867–1910), deutscher Musikwissenschaftler, Kapellmeister und Dirigent
- Obrist, Christian (* 1980), italienischer Leichtathlet
- Obrist, Emile (1870–1954), Schweizer Unternehmer und Politiker
- Obrist, Franz (* 1965), italienischer Naturbahnrodler
- Obrist, Hans Ulrich (* 1968), Schweizer Kurator und AutorHans Ulrich Obrist (* 1968)

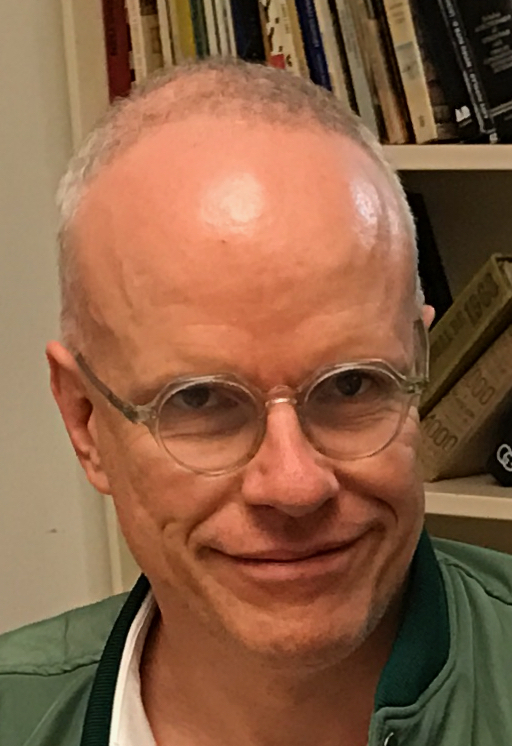
Hans Ulrich Obrist (* 1968)

- Obrist, Hermann (1862–1927), deutscher Bildhauer, Designer und Mitbegründer des Jugendstils
- Obrist, Johann Georg (1843–1901), österreichischer Philologe, Autor und Lehrer
- Obrist, Johann Joseph, deutscher Bildhauer
- Obrist, Jürg (* 1947), Schweizer Grafiker und Schriftsteller
- Obrist, Patrick (* 1993), österreichischer EishockeyspielerPatrick Obrist (* 1993)

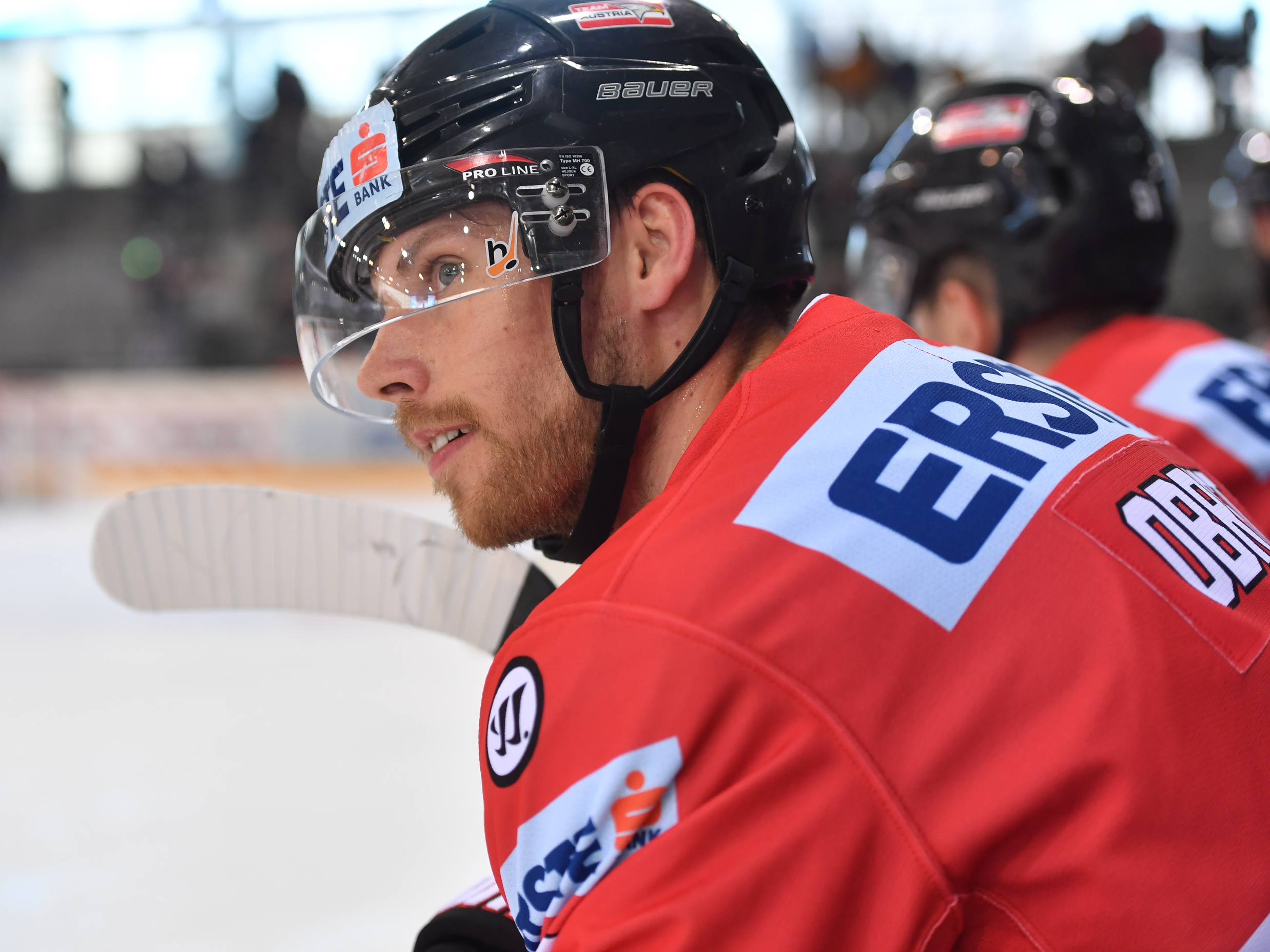
Patrick Obrist (* 1993)

- Obrist, Patrick (* 1994), Schweizer Unihockeyspieler
- Obrist, Robert (1937–2018), Schweizer Architekt
- Obrist, Robert (1958–2025), Schweizer Politiker (Grüne)
- Obrist, Willy (1918–2013), Schweizer Arzt und Psychologe
- Obritzhauser, Hertha (* 1960), österreichische Badmintonspielerin

#### Obro
- Obročník, Michal (* 1991), slowakischer Fußballspieler
- Obrok, Christian (* 1977), deutscher Politiker (SPD), MdL NRW
- Obrovac, Tamara (* 1962), kroatische Jazzmusikerin (Gesang, Flöte, Komposition)
- Obrovská, Jana (1930–1987), tschechische Komponistin und Musikredakteurin
- Obrovský, Jakub (1882–1949), tschechoslowakischer Maler, Bildhauer, Grafiker und Schriftsteller
- O’Browne, August Agbola (1895–1976), polnisch-britischer Jazzmusiker und Kämpfer der Polnischen Heimatarmee (Armia Krajowa)

#### Obru
- Obrusánszky, Borbála (* 1972), ungarische Historikerin, Mongolistin und Botschafterin
- Obrusnik, Tessa (* 1993), deutsche Schauspielerin
- Obrutschew, Nikolai Nikolajewitsch (1830–1904), russischer General
- Obrutschew, Pauline von († 1917), deutschbaltische Schriftstellerin
- Obrutschew, Sergei Wladimirowitsch (1891–1965), russisch-sowjetischer Geologe
- Obrutschew, Wladimir Afanassjewitsch (1863–1956), sowjetischer Geologe, Geograph und Schriftsteller
- Obrutschew, Wladimir Wladimirowitsch (1888–1966), russisch-sowjetischer Geologe und Ökonom
- Obrutschka, Fritz (1894–1956), österreichischer Hotelier und Politiker (ÖVP), Abgeordneter zum Nationalrat

#### Obrv
- Obrvan, Ivica (* 1966), kroatischer Handballspieler und -trainer

#### Obry
- Obry, Hugues (* 1973), französischer Degenfechter und Olympiasieger
- O’Bryan (* 1961), US-amerikanischer Sänger und Songwriter
- O’Bryan, Ronald Clark (1944–1984), US-amerikanischer Giftmörder
- O’Bryan, Sean (* 1963), US-amerikanischer Schauspieler
- O’Bryant, Jimmy (1896–1928), US-amerikanischer Jazzmusiker und Bandleader

### Obs
- Obschernikat, Alfred (1926–2005), deutscher Wasserballspieler
- Obschernikat, Werner (* 1955), deutscher Wasserballspieler
- Obscherningkat, Herbert (1911–1991), deutscher Journalist und Filmproduzent
- Obschlager, Walter (* 1943), Schweizer Germanist
- Obsequens, Iulius, römischer Schriftsteller
- Obser, Karl (1860–1944), deutscher Historiker und Archivar
- Obsidian, Ebony (* 1994), US-amerikanische Filmschauspielerin, Sängerin und Liedtexterin
- Obsieger, Robert (1884–1958), österreichischer Bildhauer und Keramiker
- Obst, Adolf (1869–1945), deutscher Maler
- Obst, Andreas (* 1996), deutscher BasketballspielerAndreas Obst (* 1996)

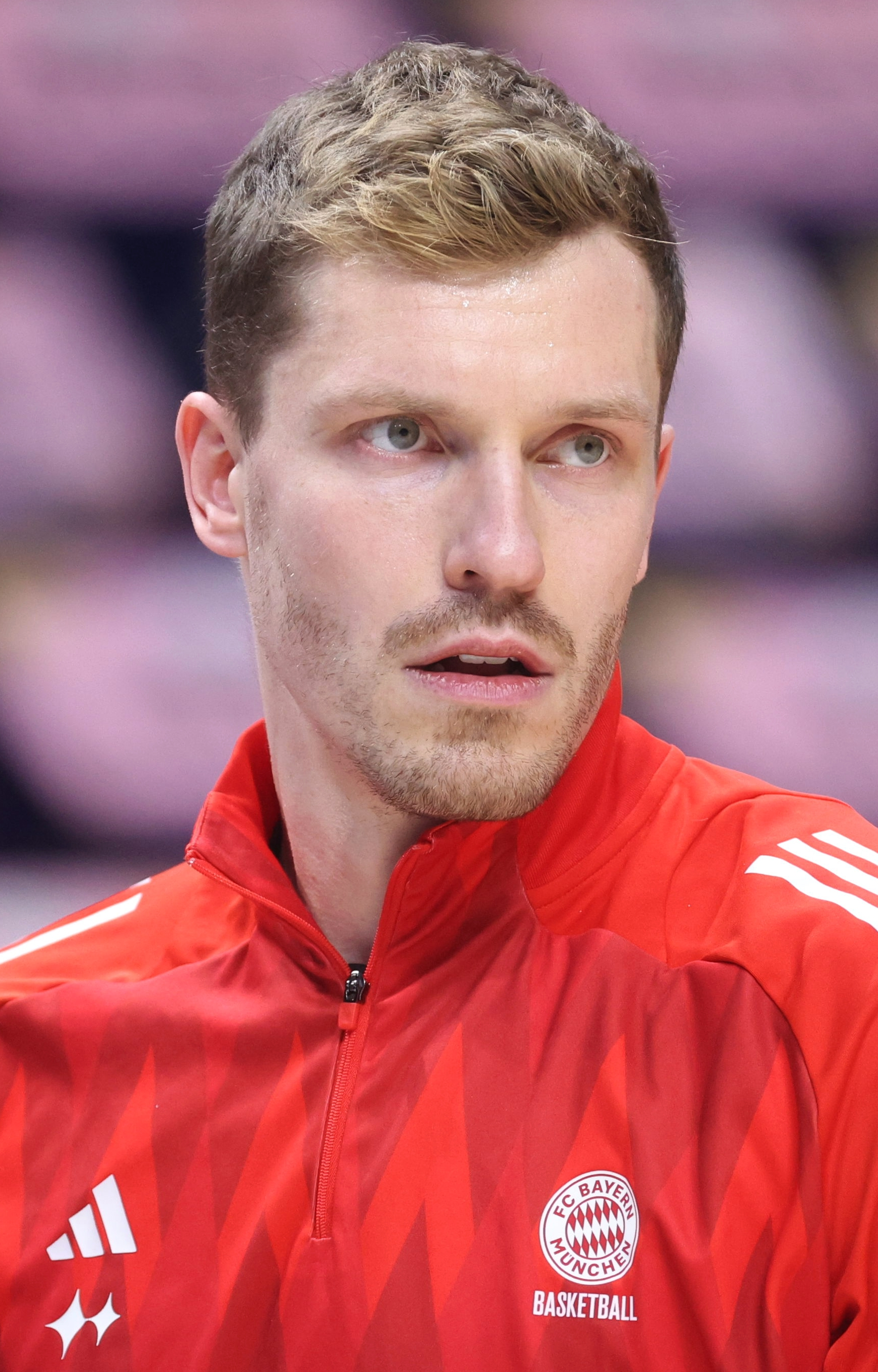
Andreas Obst (* 1996)

- Obst, Arthur (1866–1936), deutscher Lehrer und Journalist
- Obst, Bernd (* 1970), bayerischer Kommunalpolitiker
- Obst, Dietmar (* 1940), deutscher Schauspieler und Hörspielsprecher
- Obst, Erich (1886–1981), deutscher Geograph und Geopolitiker
- Obst, Fritz Jürgen (1939–2018), deutscher Herpetologe
- Obst, Georg (1873–1938), deutscher Ordinarius für Betriebswirtschaftslehre
- Obst, Helmut (* 1940), deutscher Religionswissenschaftler
- Obst, James (* 1990), australischer Pokerspieler
- Obst, Johannes (1931–2024), deutscher Geograph und Hochschullehrer
- Obst, Julia (* 1992), deutsch-brasilianische Schauspielerin
- Obst, Julius (1878–1950), deutscher Bildhauer
- Obst, Katrin (* 1979), deutsche Pferdegesundheitsexpertin, Sachbuchautorin und TV-Moderatorin
- Obst, Kristin (* 1983), deutsche Politikerin (CDU), MdL Thüringen
- Obst, Lynda (1950–2024), US-amerikanische Filmproduzentin und Autorin
- Obst, Marie-Therese (* 1996), deutsch-norwegische Speerwerferin
- Obst, Michael (* 1944), deutscher Ruderer
- Obst, Michael (* 1955), deutscher Komponist und Pianist
- Obst, René (* 1977), deutscher Radrennfahrer
- Obst, Seweryn (1847–1917), polnischer Maler und Ethnograph
- Obst, Ulrich (* 1946), deutscher Slawist und Sprachwissenschaftler
- Öbster, Ernst (* 1984), österreichischer Fußballspieler und -trainer
- Obstfeld, Maurice (* 1952), US-amerikanischer Ökonom
- Obstfelder, Hans von (1886–1976), deutscher General der Infanterie im Zweiten Weltkrieg
- Obstfelder, Sigbjørn (1866–1900), norwegischer Schriftsteller und Lyriker
- Obšut, Jaroslav (* 1976), slowakischer Eishockeyspieler

### Obt
- Obtresal, Robert (1880–1915), österreichischer Maler

### Obu
- Ōbu, Shun (* 1992), japanischer Fußballspieler
- Obua, David (* 1984), ugandischer Fußballspieler
- Obuch, Gerhard (1884–1960), deutscher sozialistischer Politiker und Rechtsanwalt
- Obuch, Hans-Heinrich (1949–2016), deutscher Journalist
- Obuchi, Keizō (1937–2000), 54. japanischer Premierminister
- Ōbuchi, Raiju (* 2003), japanischer Fußballspieler
- Obuchi, Yūko (* 1973), japanische Politikerin
- Obuchou, Ihar (* 1969), sowjetisch-belarussischer Skilangläufer
- Obuchow, Alexander Michailowitsch (1918–1989), russischer Mathematiker und Physiker
- Obuchow, Dmitri Alexejewitsch (* 1983), russischer Eishockeyspieler
- Obuchow, Igor Andrejewitsch (* 1996), russischer Fußballspieler
- Obuchow, Nikolai Borissowitsch (1892–1954), russischer Komponist
- Obuchow, Pawel Matwejewitsch (1820–1869), russischer Bergbauingenieur und Metallurg
- Obuchow, Sergei Pawlowitsch (* 1958), russischer Politiker
- Obuchow, Wiktor Timofejewitsch (1898–1975), sowjetischer Generaloberst
- Obuchow, Wladimir Borissowitsch (* 1992), russischer Fußballspieler
- Obuchowa, Nadeschda Andrejewna (1886–1961), russisch-sowjetische Opernsängerin
- Obungu, Wilson (* 1984), kenianischer Fußballtorhüter
- Obure, Chris (* 1943), kenianischer Politiker
- Oburu Asue, Alfred Maria (1947–2006), römisch-katholischer Bischof von Ebebiyin
- Obute, Lydia (* 1993), österreichisches Model
- Obuz, Marvin (* 2002), deutsch-türkischer Fußballspieler

### Obv
- Obviar, Alfredo (1889–1978), philippinischer Geistlicher, römisch-katholischer Bischof von Lucena

### Obw
- Obwaller, Hans-Peter (* 1971), österreichischer Radrennfahrer
- Obwegeser, Hugo (1920–2017), österreichischer Kieferchirurg
- Obwexer, Walter (* 1965), italienisch-österreichischer Rechtswissenschaftler
- Obwurzer, Herbert von (1888–1945), österreichischer Offizier sowie SS-Brigadeführer

### Oby
- Øby-Olsen, Thea (* 1995), norwegische Handballspielerin
- O’Byrn, Georg (1864–1942), sächsischer Generalmajor und Kabinettschef
- O’Byrn, Johann (1829–1909), sächsischer Generalleutnant
- O’Byrn, Johann Jakob († 1763), Herr auf Ober- und Nieder-Kosel, kurfürstlich-sächsischer Generalmajor und Regimentschef
- O’Byrne, Brían F. (* 1967), irischer Schauspieler
- O’Byrne, John (1884–1954), irischer Rechtsanwalt, Generalstaatsanwalt und Richter
- O’Byrne, Justin (1912–1993), australischer Politiker, Senatspräsident
- O’Byrne, Patrick (* 1955), irischer Pianist
- O’Byrne, Paul John (1922–2004), kanadischer Geistlicher, römisch-katholischer Bischof von Calgary
- O’Byrne, Ryan (* 1984), kanadischer Eishockeyspieler

### Obz
- Obžera, Branislav (* 1981), slowakischer Fußballspieler
- Obžera, František (* 1949), slowakischer Schriftsteller, Dramatiker, Drehbuchautor, Regisseur, Synchronsprecher und Schauspieler
- Obziler, Tzipora (* 1973), israelische Tennisspielerin
- Obzina, Jaromír (1929–2003), kommunistischer Funktionär und tschechoslowakischer Politiker
- Obzina, Martin (1905–1979), US-amerikanischer Szenenbildner und Artdirector